# 本田飞度
本田Fit（英語：Honda Fit）是由日本本田技研工業公司自2001年起製造販售的小型掀背車。在日本、台灣、中国大陆、北美和南美的市场名稱多為；在香港、澳門、東南亞、大洋洲、中东、非洲、印度和歐洲市场則多命名為。
2001年7月第一代本田Fit於日本誕生，至2010年7月與二代車型合計在日本的累計銷量達150萬輛，同時全球累計銷量則有350萬輛。Fit採用的Honda Global Small Car平臺發展出了許多其他車款，如City、Mobilio、Mobilio Spike、Freed、Freed Spike、WR-V、HR-V（日本為Vezel）等。

## 第一代 GD/GE（2001年—2007年）
2001年6月在日本第一代車型，並在同年震撼日本汽車市場率先贏得Car of the Year Japan的亮眼成績，不但在2001年12月，超越了Toyota Corolla，並在2002年的12個月中連續排名銷售第一。之後陸續在歐洲（2002年初）、澳大利亞（2002年底）、南美洲（2003年初）、南非和東南亞（2003年）、中國大陸（2004年9月）和墨西哥（2005年底）上市，成為全球戰略小型掀背車。美國和加拿大的樣式於2006年1月8日在底特律的北美國際汽車展上亮相。2006年4月3日在加拿大發布，2006年4月20日在美國發布2007年車型。但在北美市場僅僅兩年就替換為第二代車型，原因是2007年日本已經開始生產第二代車型。

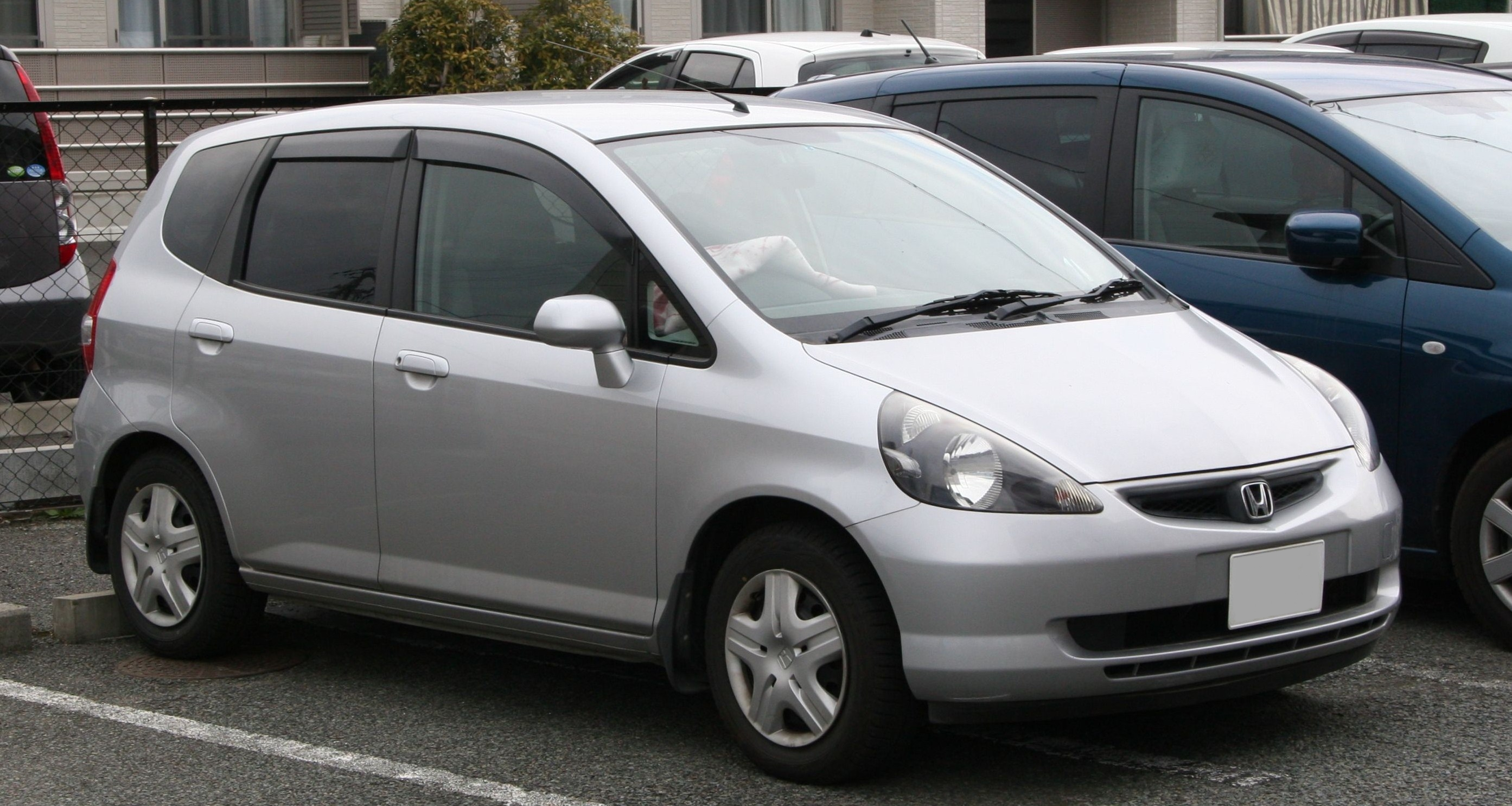
Honda Fit（日本 初期型 2001年6月 - 2004年6月）
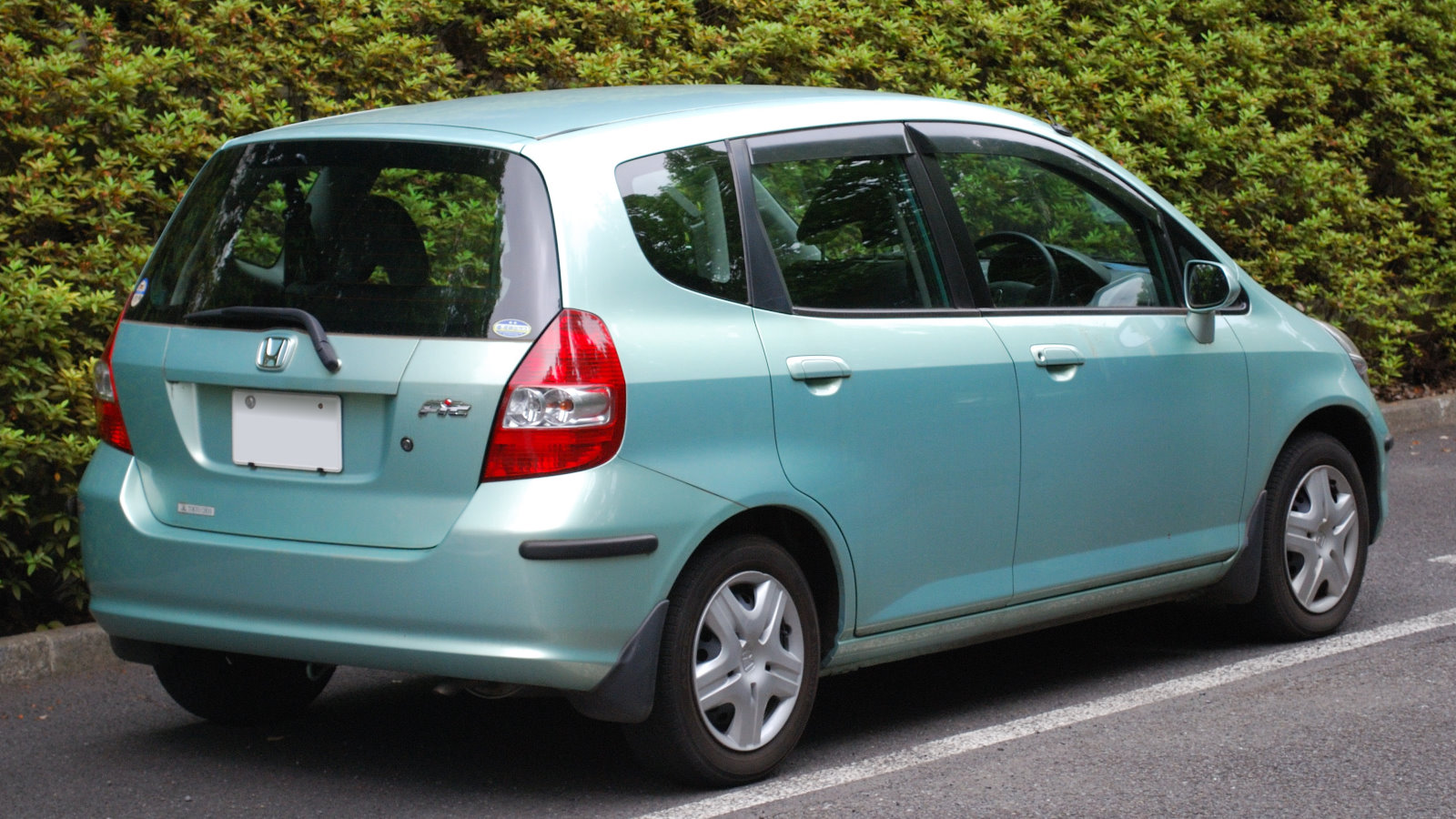
Honda Fit（日本 初期型）後側
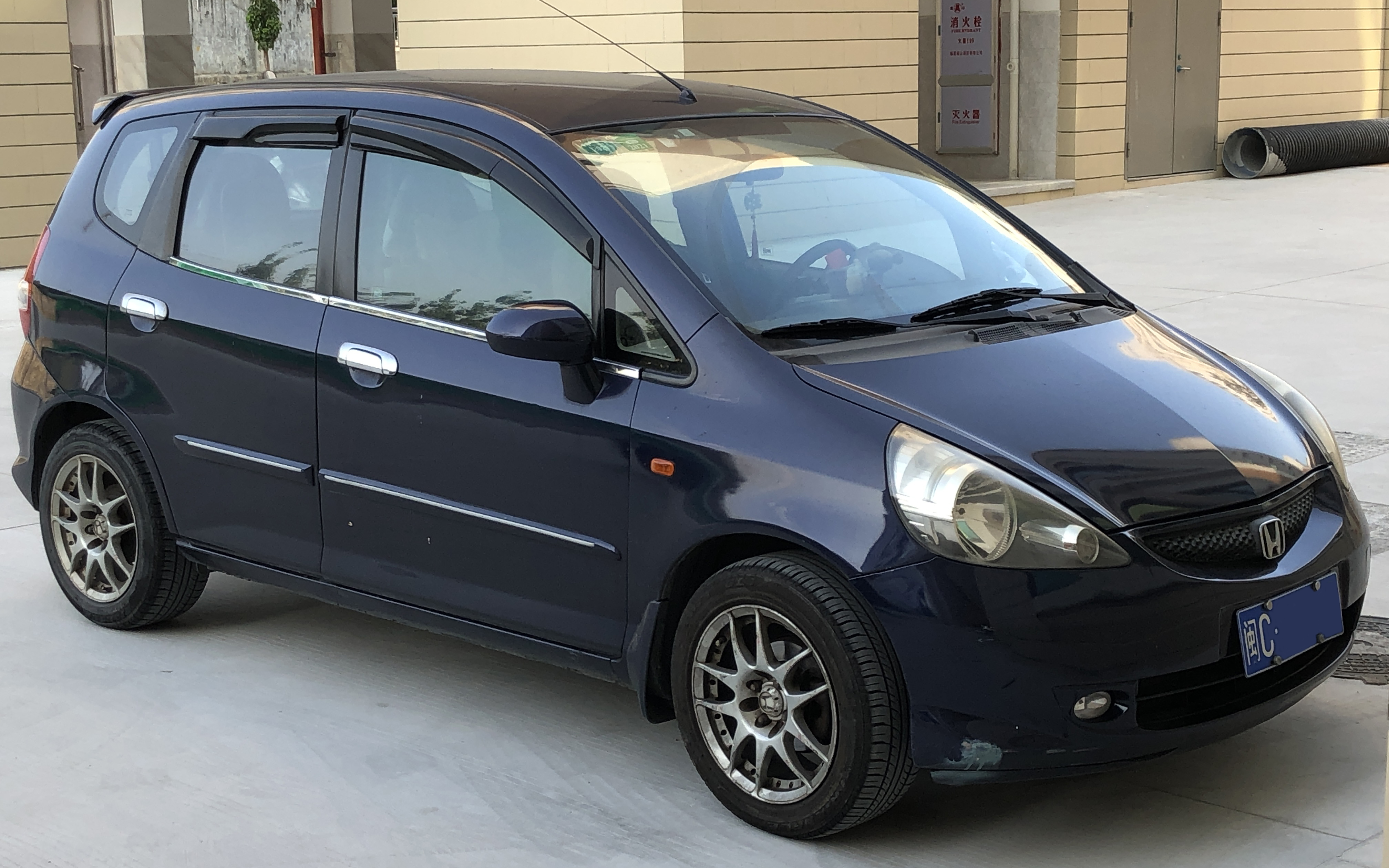
Honda Fit（中國大陸）
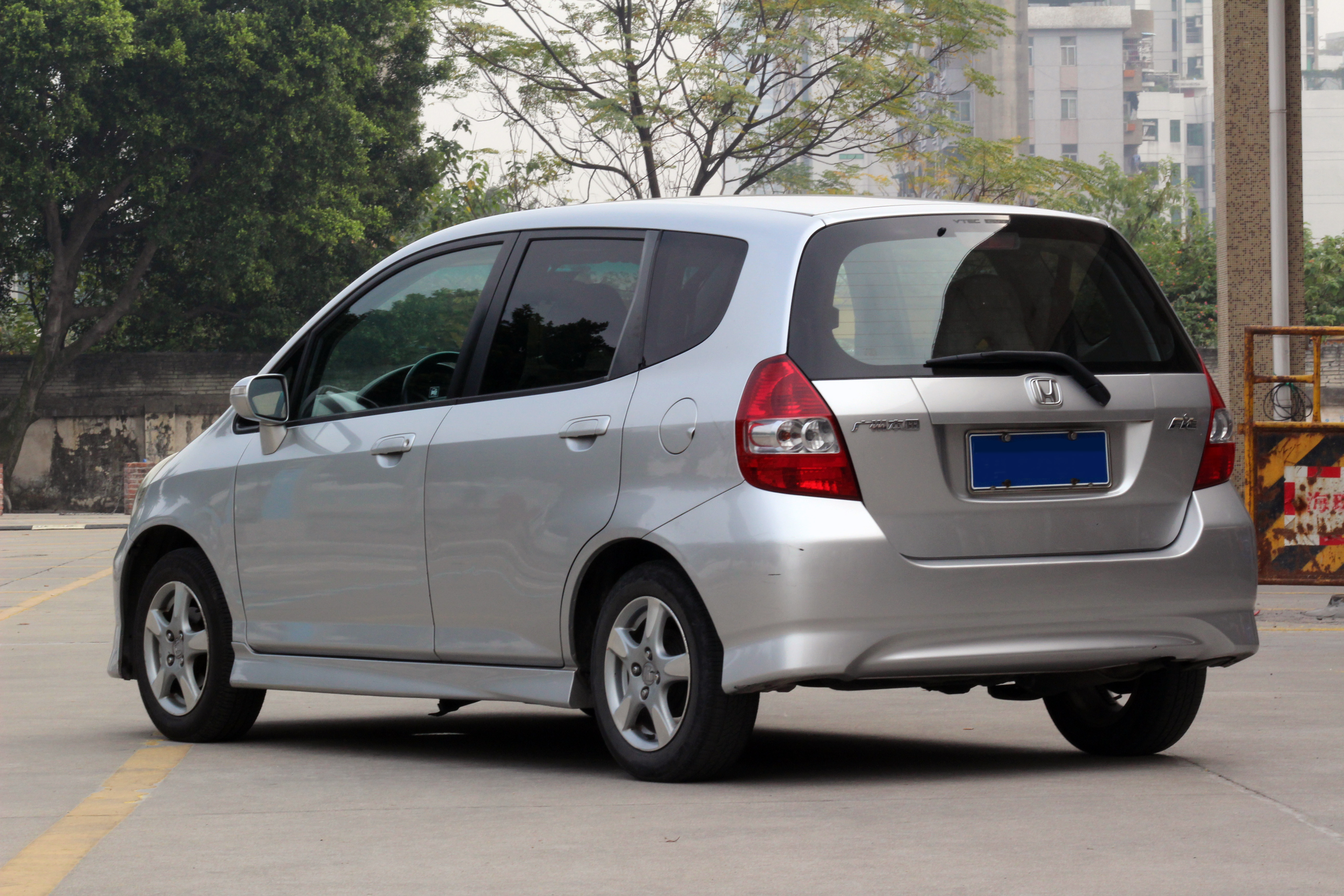
Honda Fit（中國大陸）後側
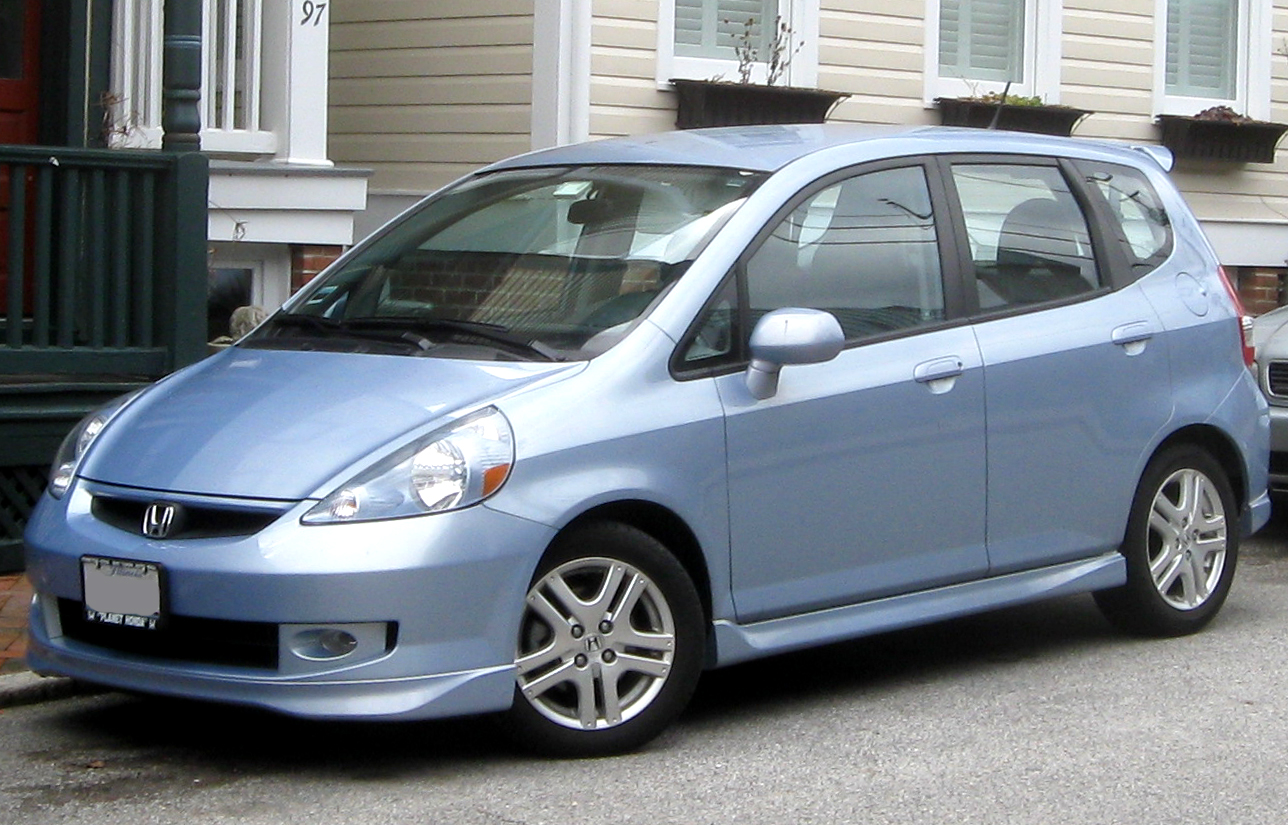
Honda Jazz（北美）
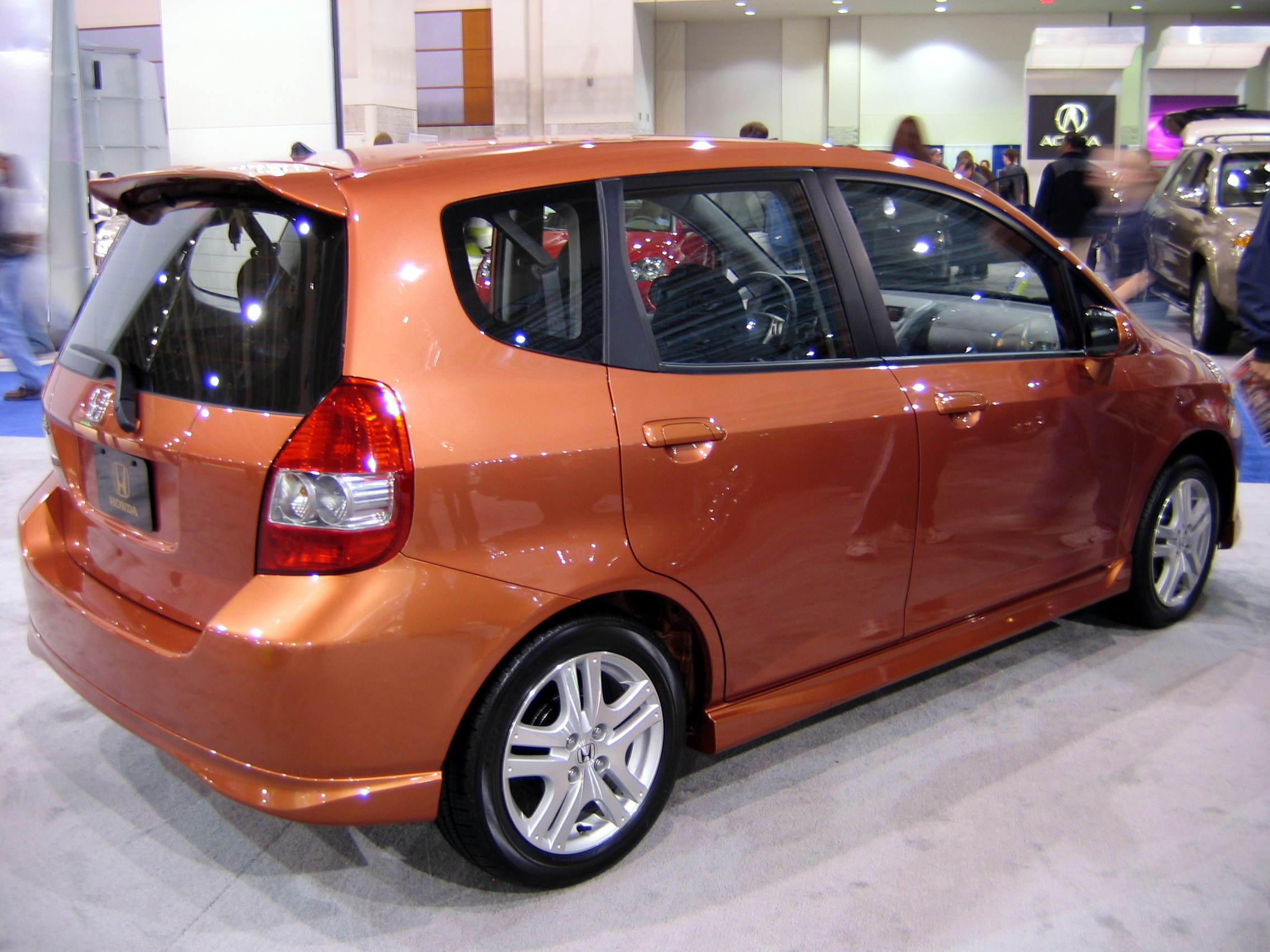
Honda Jazz（北美）後側

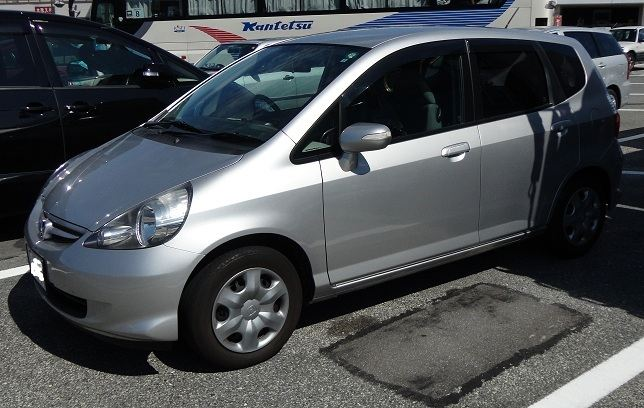
Honda Fit（日本 改款後 2005年12月 - 2007年10月）
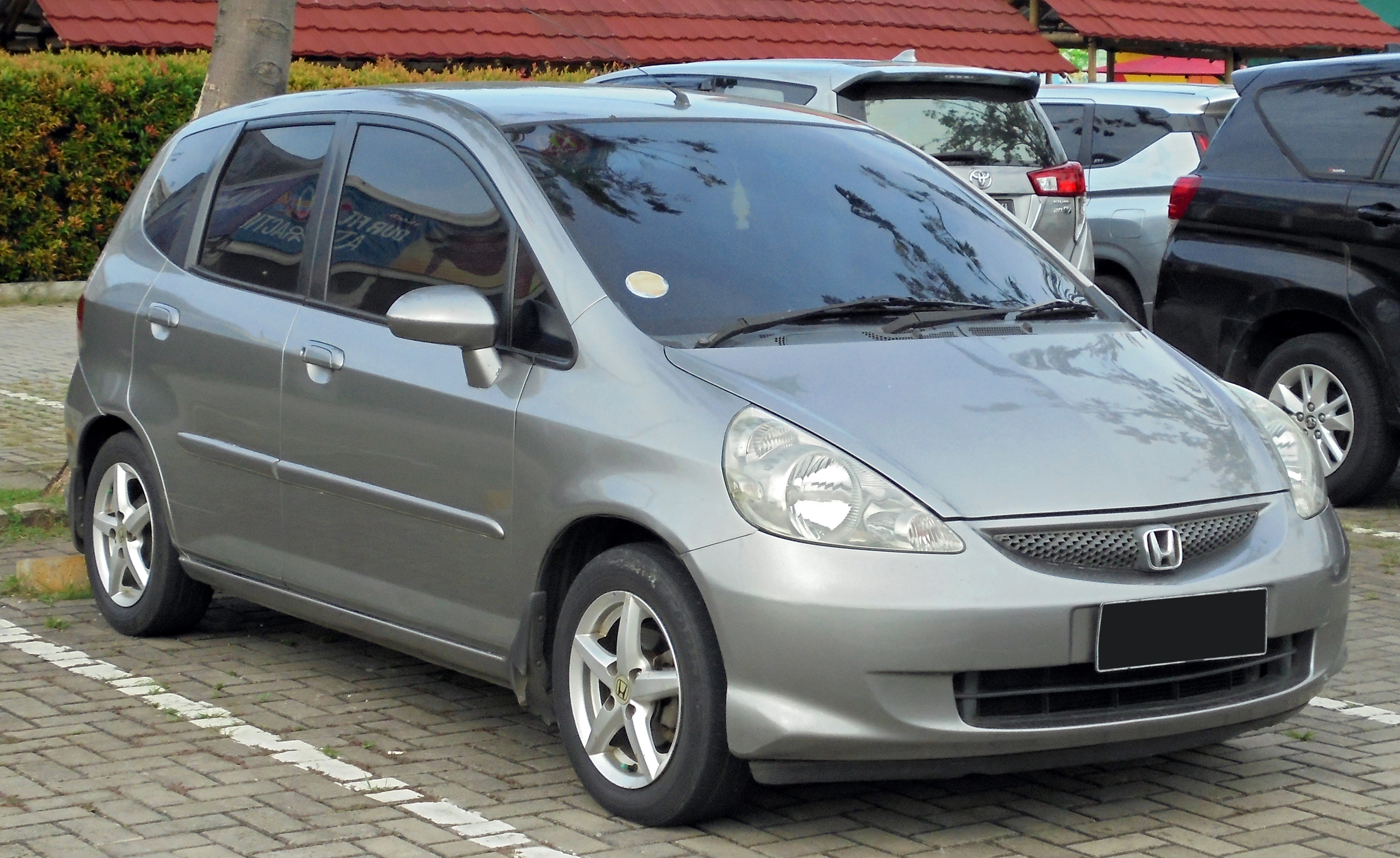
Honda Jazz（印尼 改款後）
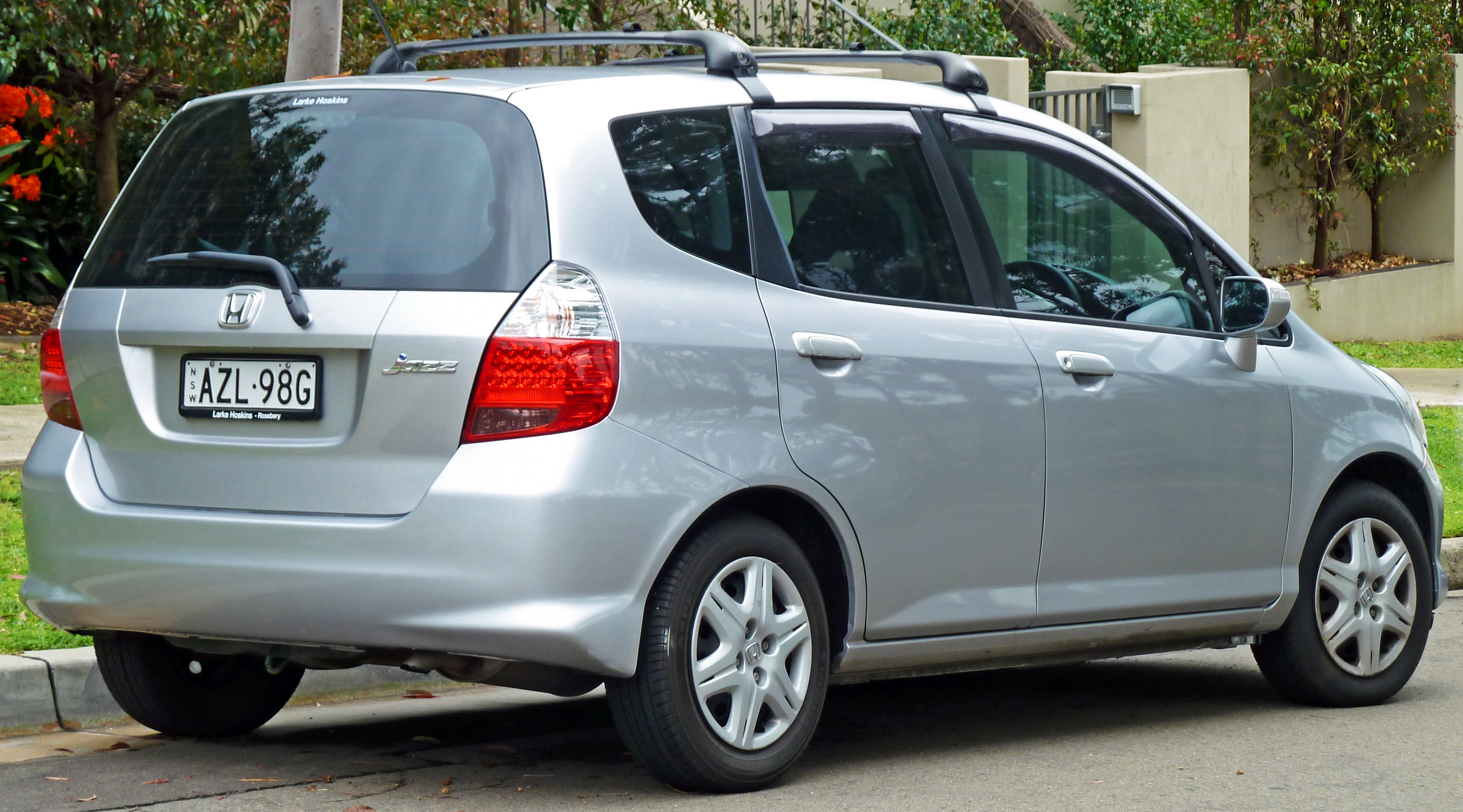
Honda Jazz（澳洲 改款後）

## 第二代 GE/GG（2007年—2013年）
2007年10月17日，第二代車型於日本東京車展亮相。當年一推出立刻第二次獲得Car of the Year Japan獎。這代車的軸距比其前一代長，並且整體顯得更寬更長。整體高度不變，內部高度增加10mm。多模式座椅和貨物配置功能更為齊全（除了美國車型部份功能無法使用），重新設計的頭枕可以更方便地折疊後排座椅，機艙具有更大的內部容積。這款車也是現今Fit平台的基礎。
2008年，台灣本田股份有限公司以此代車款首次引進Fit並於台灣組裝，10月24日上市，動力配置為一具1.5L排氣量、使用i-VTEC技術的直列四缸引擎，搭配五速自排。當時為中華民國國內汽車類唯一取得環保署環保標章的品牌。。
在中國大陆由广汽本田生產的本田Fit動力配置則有1.3L、使用I-DSI技术，及1.5L使用i-VTEC技术的直列四缸引擎。搭配五速自排；五速手排。
2012年中，Jazz在香港重配經優化革新的CVT無段變速自動波箱降低耗油量，取得認可環保私家車資格並享減稅優惠。
後又加入Jazz Smart取代以往的LX基本型號，動力規格與頂級EX相同，可享認可環保車資格。

#### Hybrid及小改款
本田Fit Hybrid於2010年10月進行的巴黎車展中亮相、2011年初於英國上市。本田Fit Hybrid同第二代本田Insight搭載著一具1.3升i-VTEC汽油引擎，CVT無段變速箱傳動間納入電動馬達，並聯式的油電混合配置讓本田Fit Hybrid有能力支援純電動行駛。
2010年10月8日，本田汽車發布本田Fit Hybrid、小改款本田Fit同時正式在日本市場上市。1.5 RS版本本田Fit加裝空力套件與較硬朗懸吊調校，除了6速手排變速箱外，CVT無段變速箱上另加裝方向盤換檔撥片系統。
中国广汽本田将于2012年夏季以进口方式销售本田Fit hybrid.

### Fit EV
Fit EV電動概念車於2010年的洛杉矶国际车展首次登場。此概念車使用源自本田FCX Clarity氫燃料電池載具的電動馬達。隔年就於洛杉矶国际车展中展出了量產版本的Fit EV。2012年七月，Fit EV開始位於美國的服務，以基本售價36,625美元為基礎，客戶僅能以為期三年的租賃方式支付每月389美元，一年後的2013年六月則降價至每月259美元。

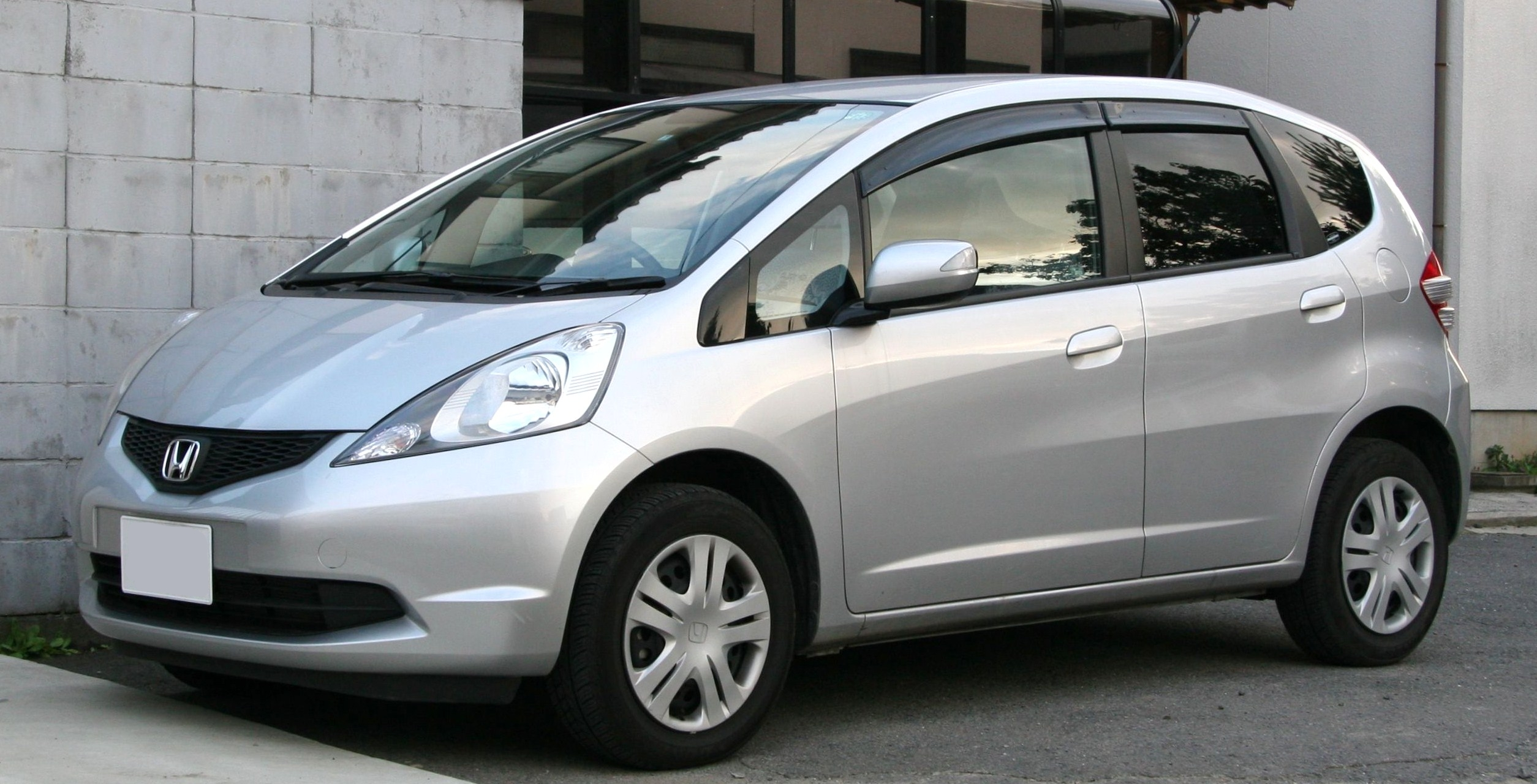
初期型
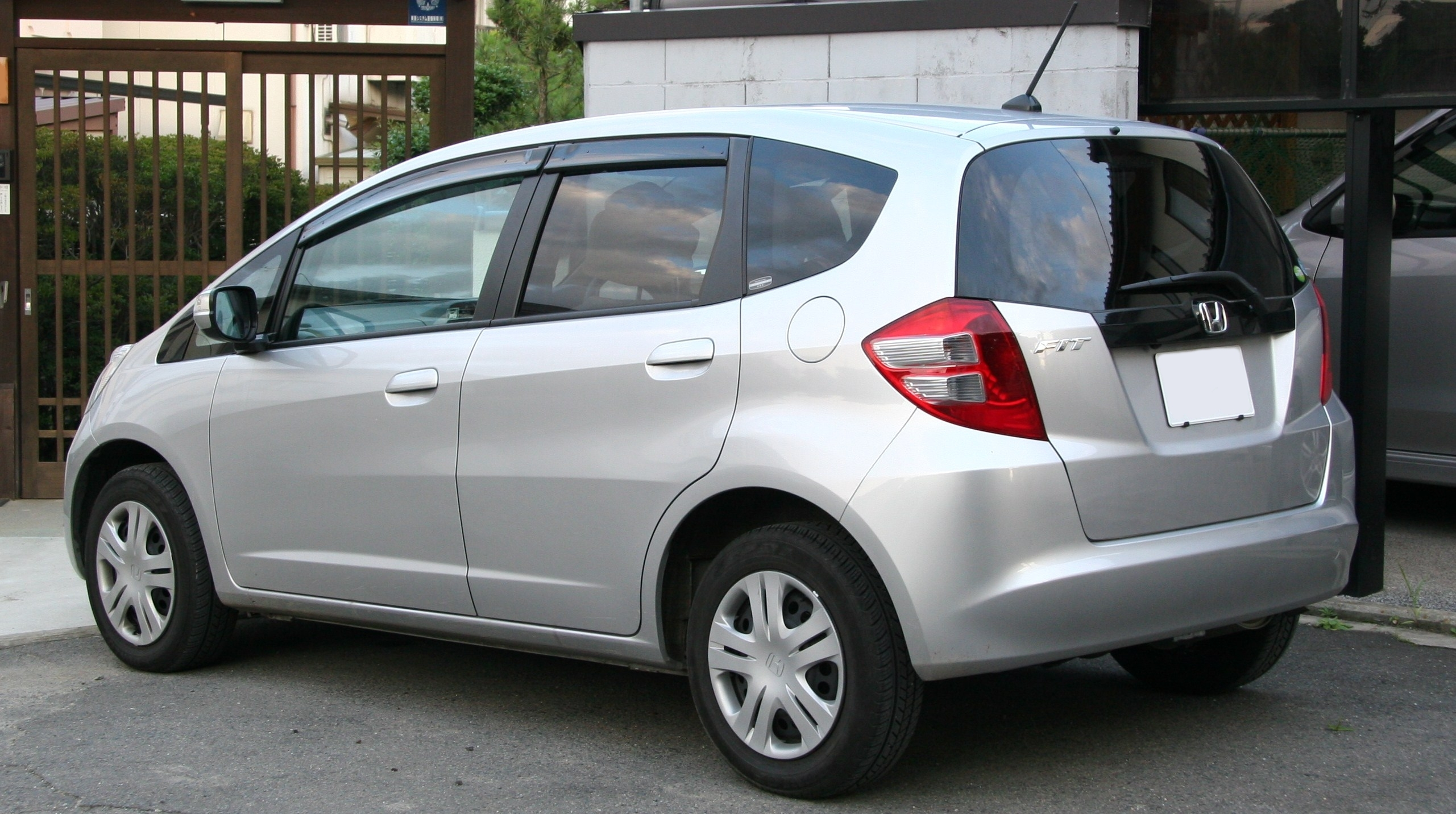
初期型 後側
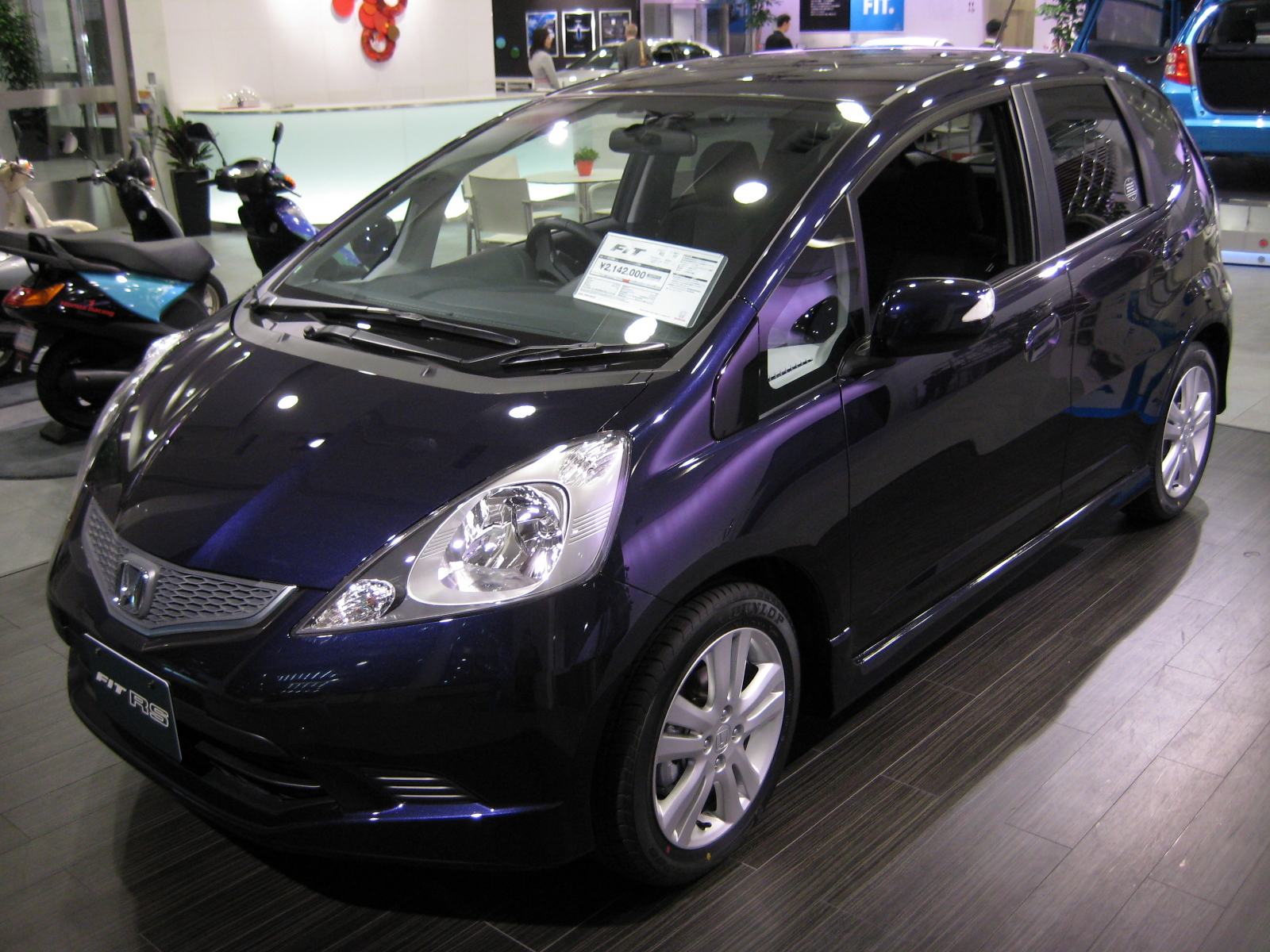
初期型 RS
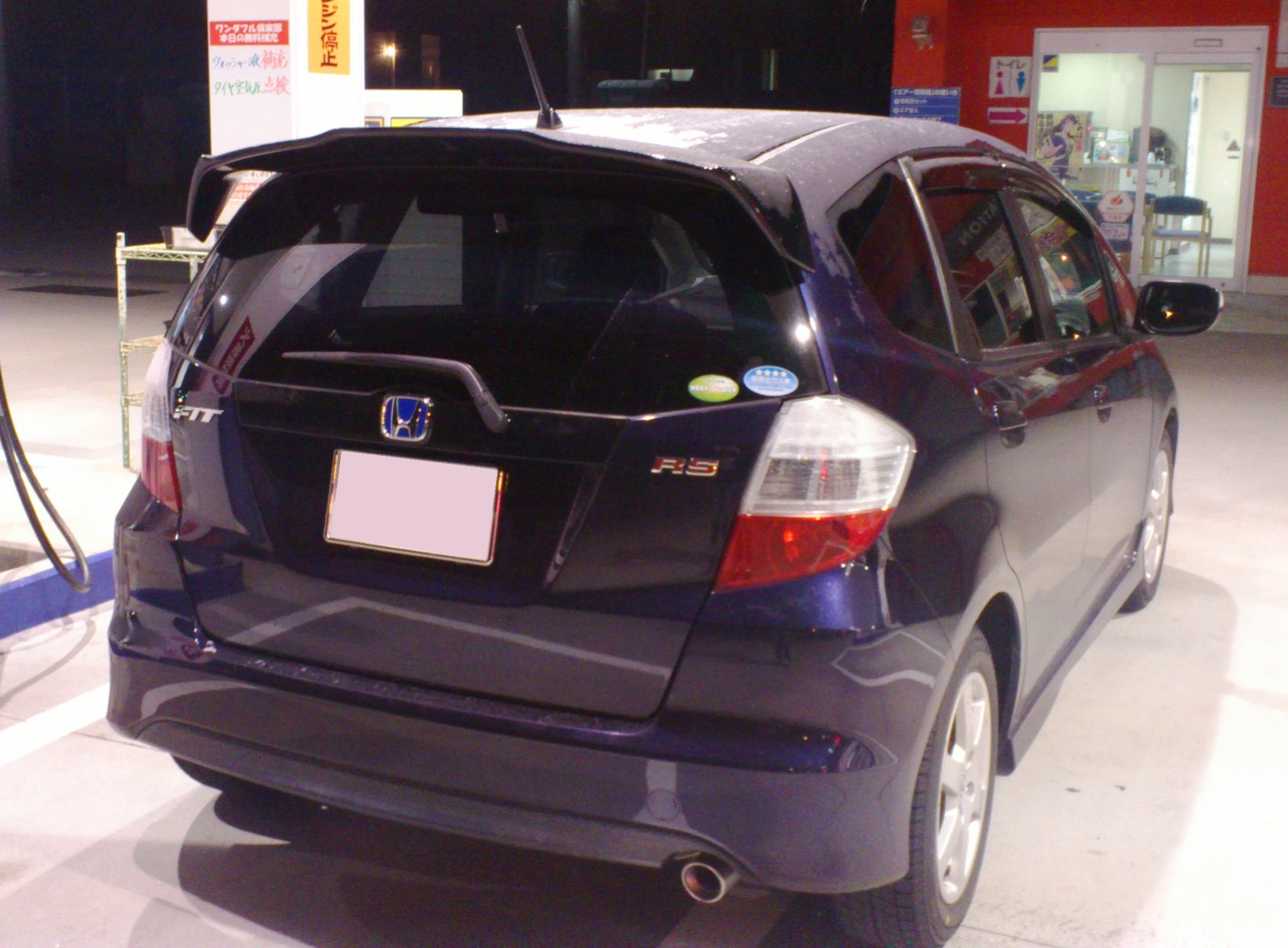
初期型 RS 後側
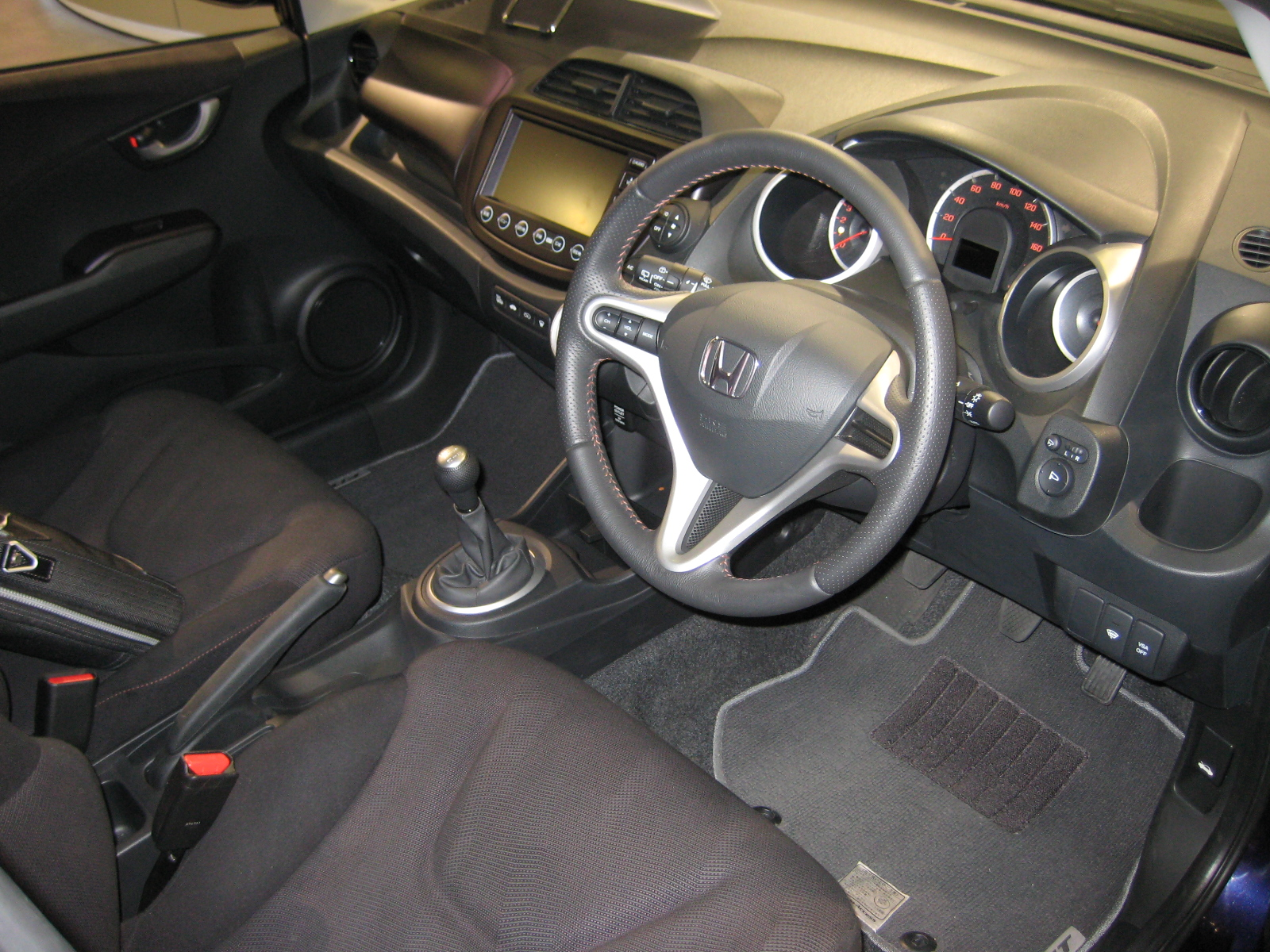
初期型 RS 室内

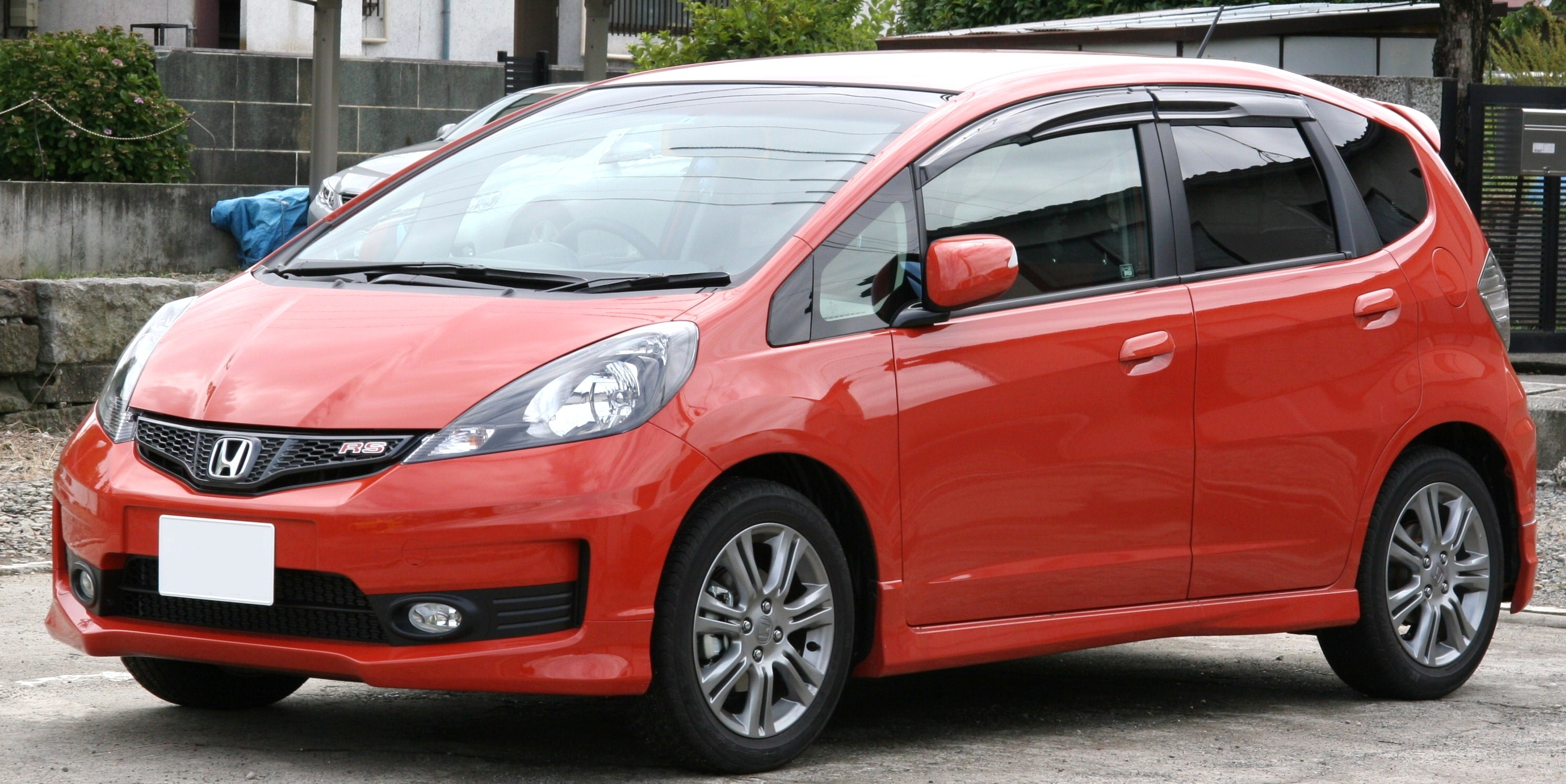
2010年10月改款後 RS
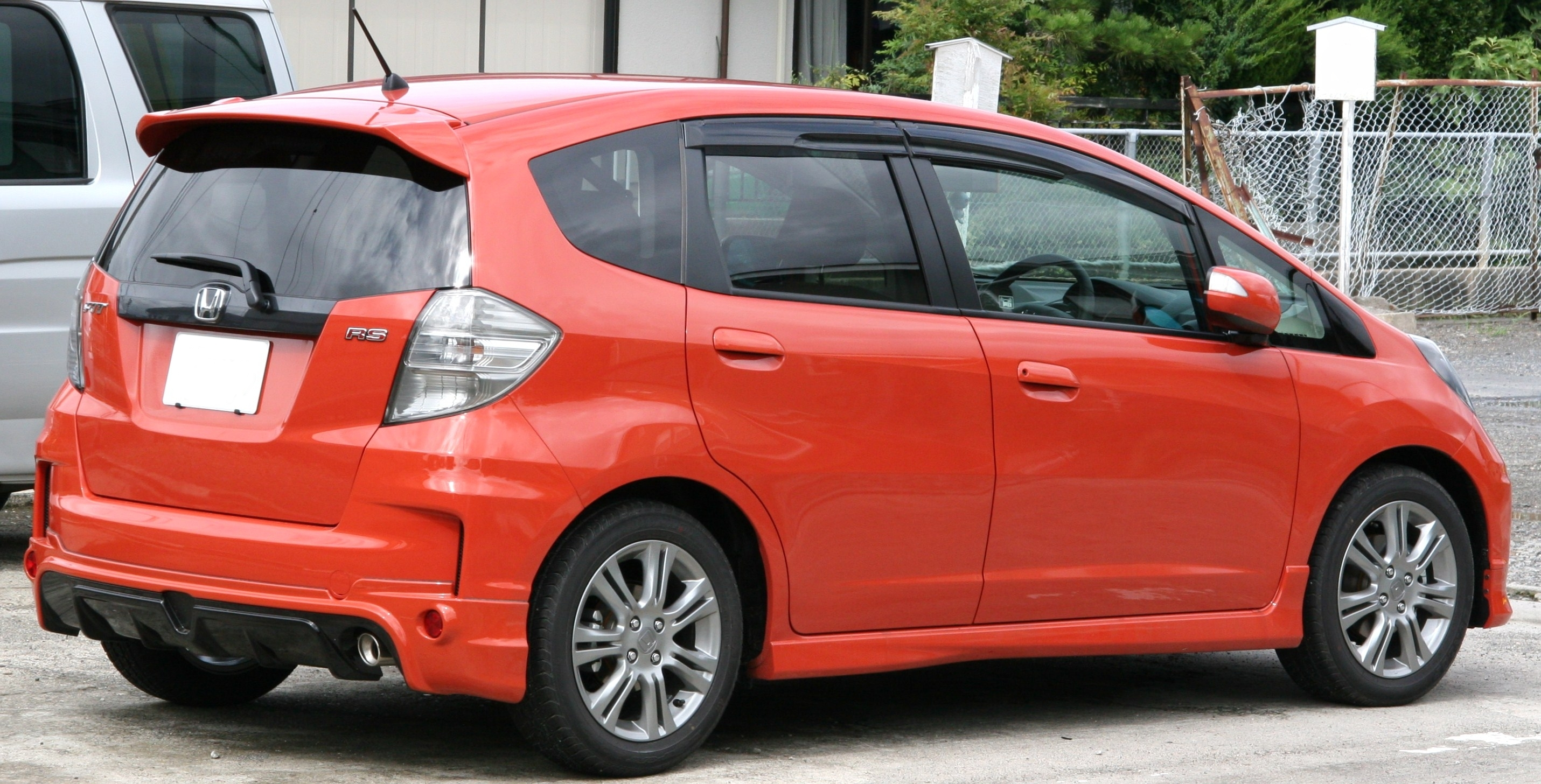
2010年10月改款後 RS 後側
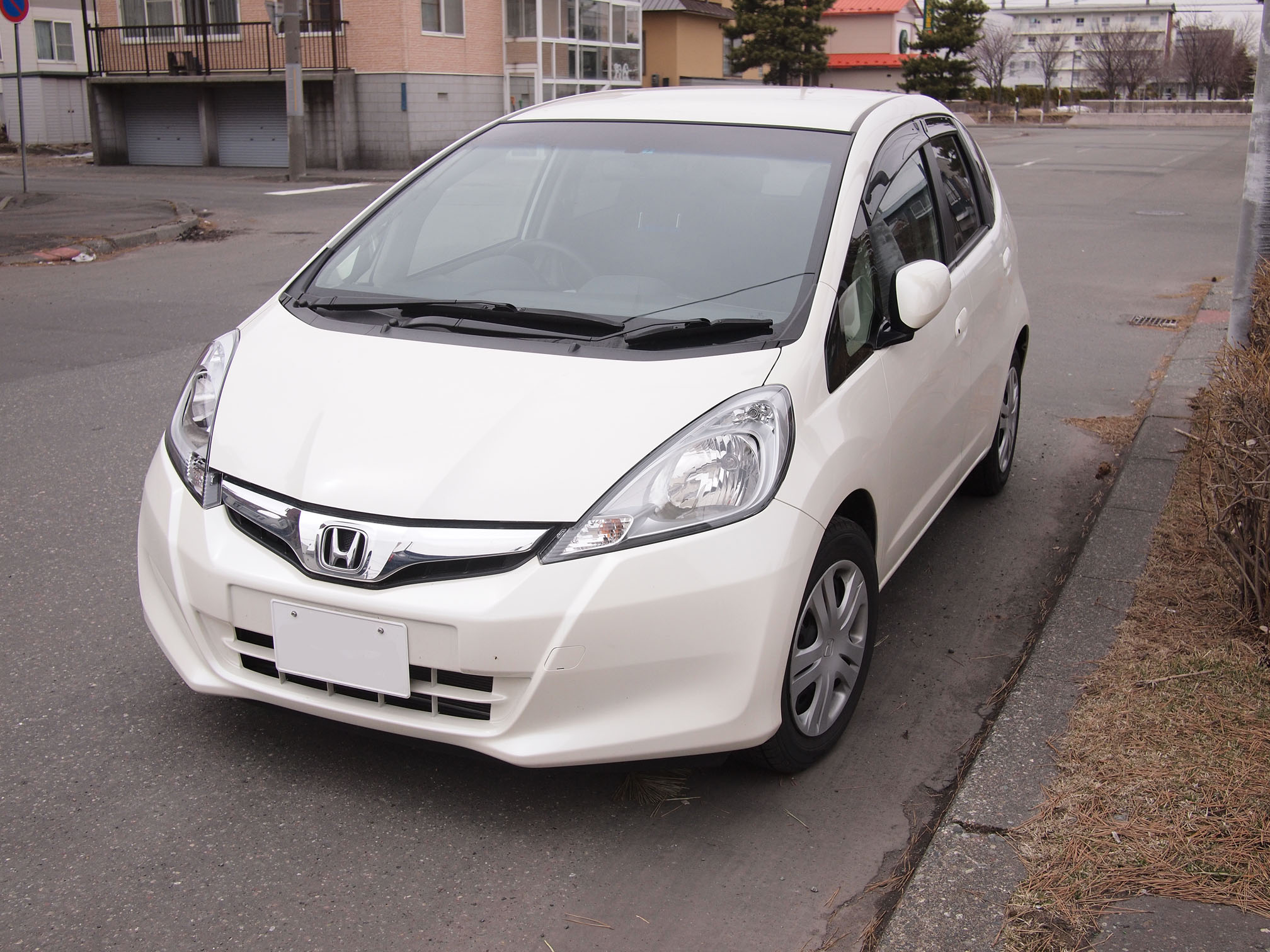
15X
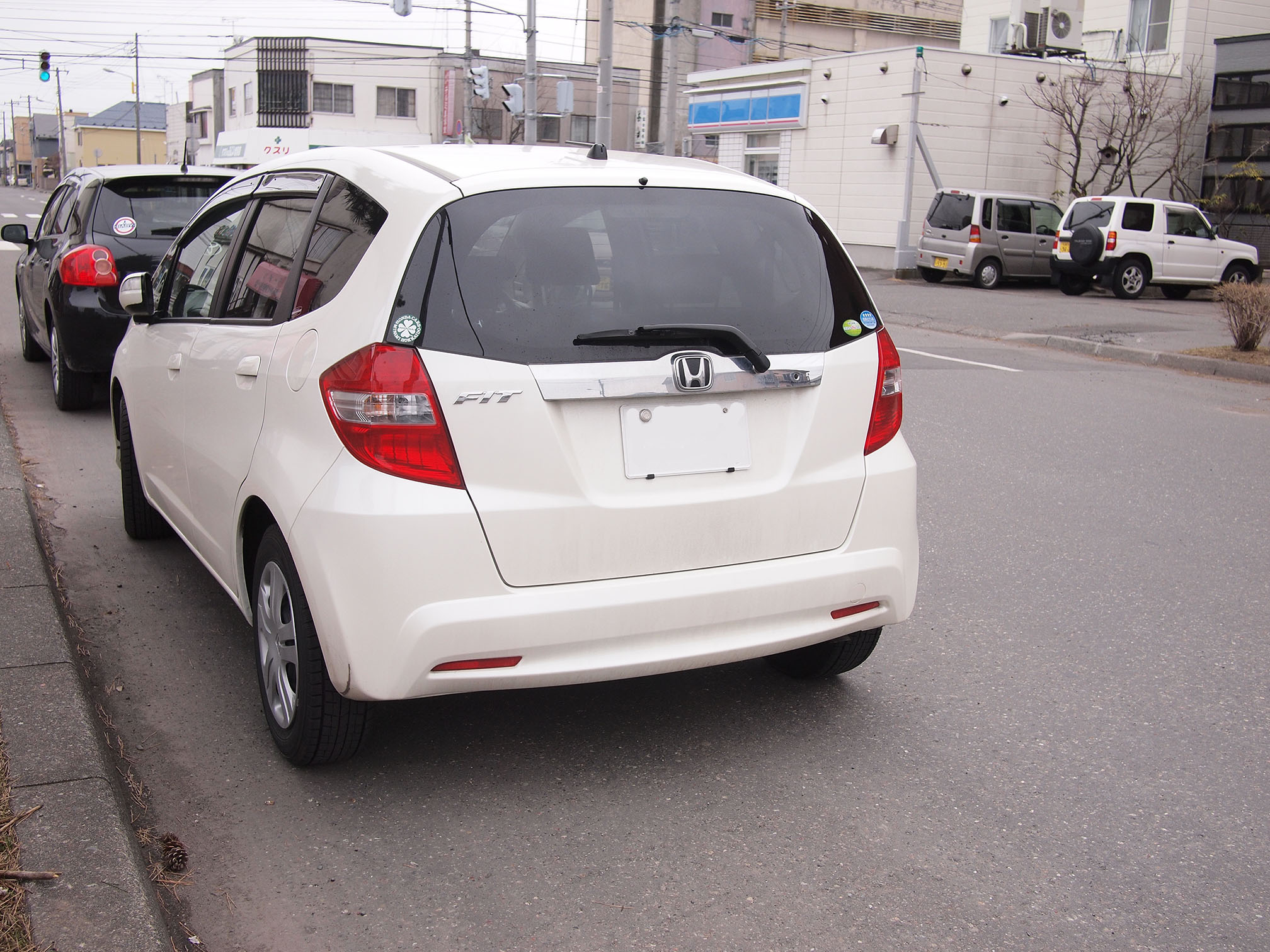
15X 後側

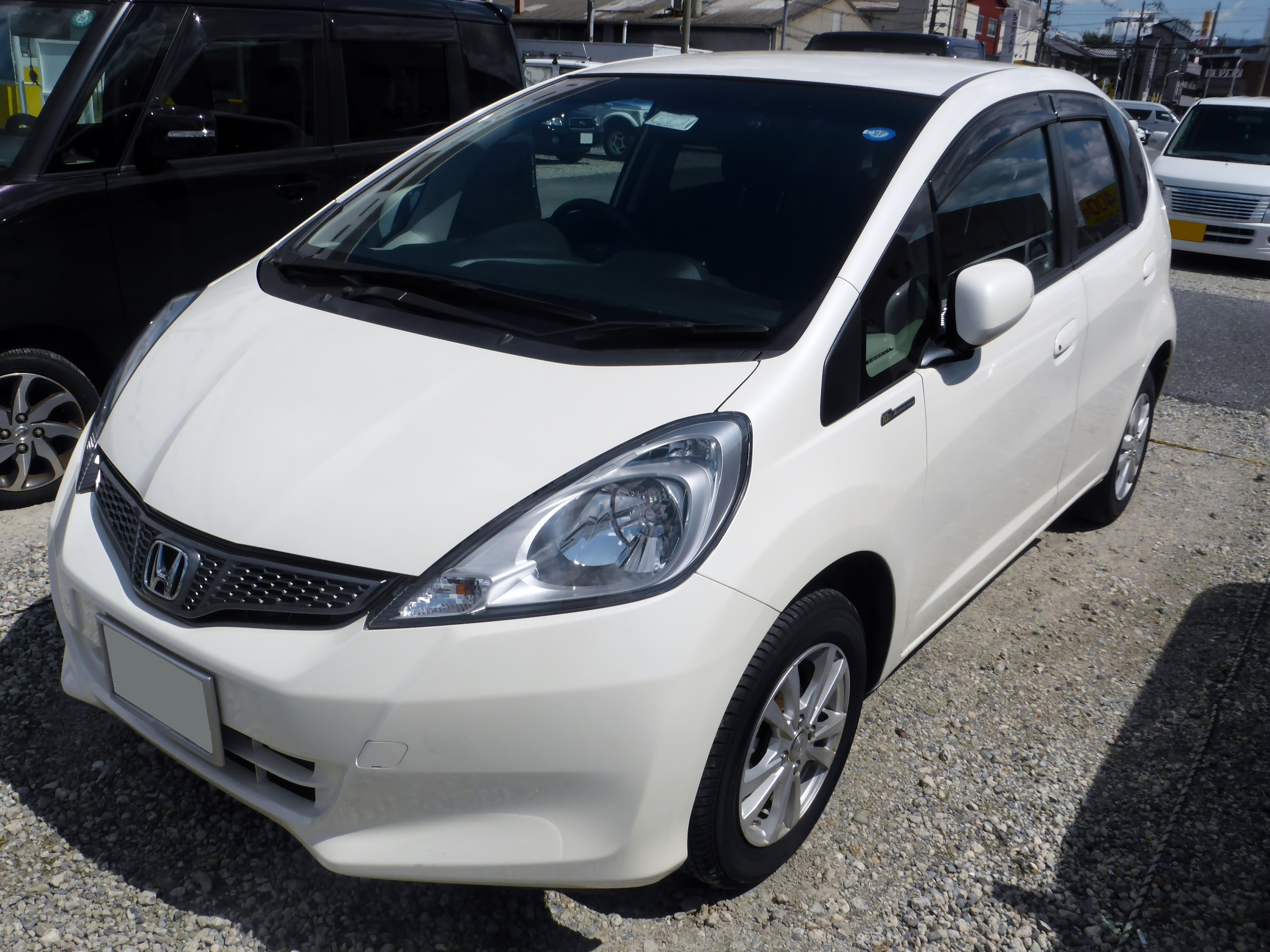
13G 10周年款式
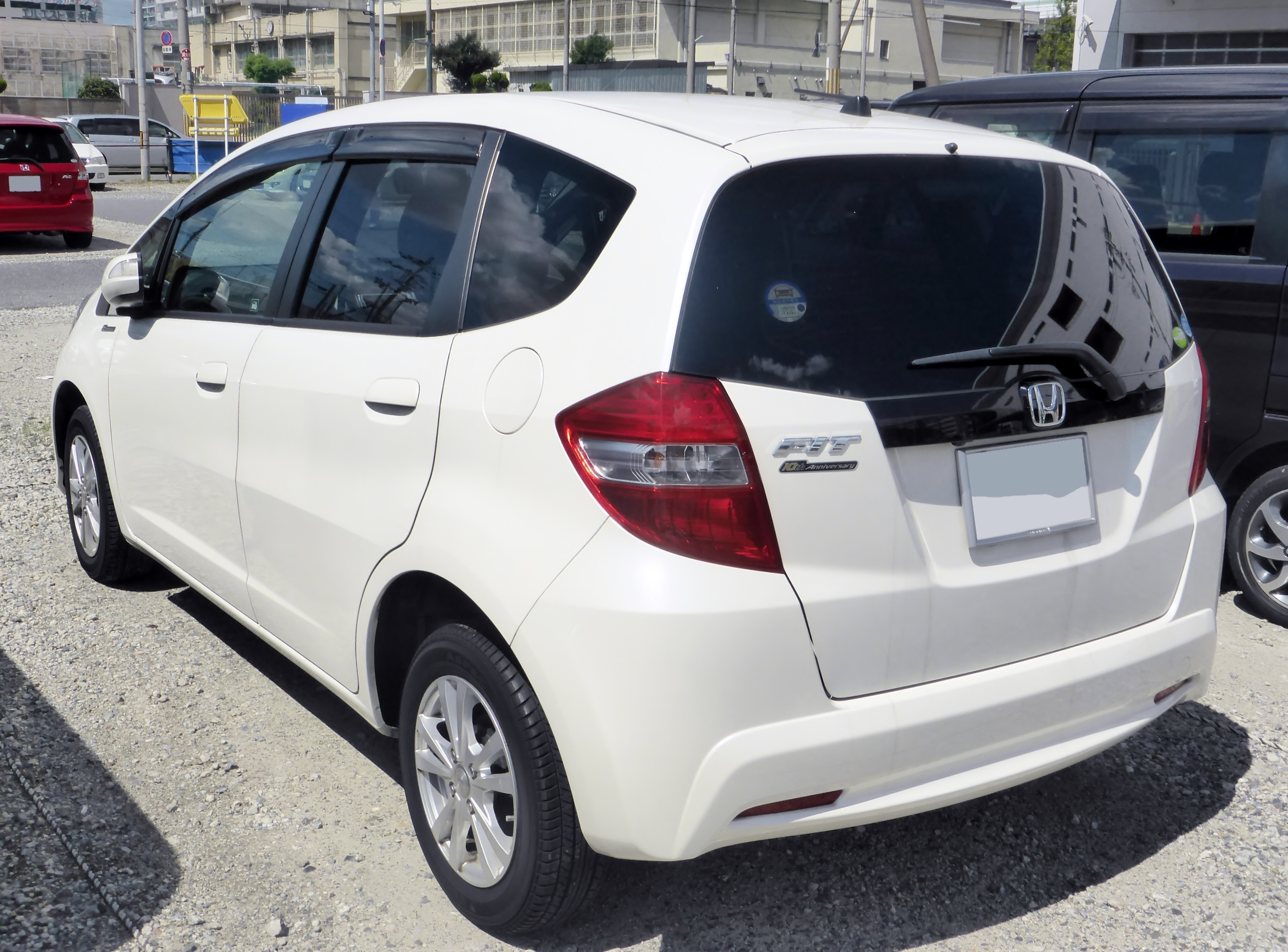
13G 10周年款式 後側
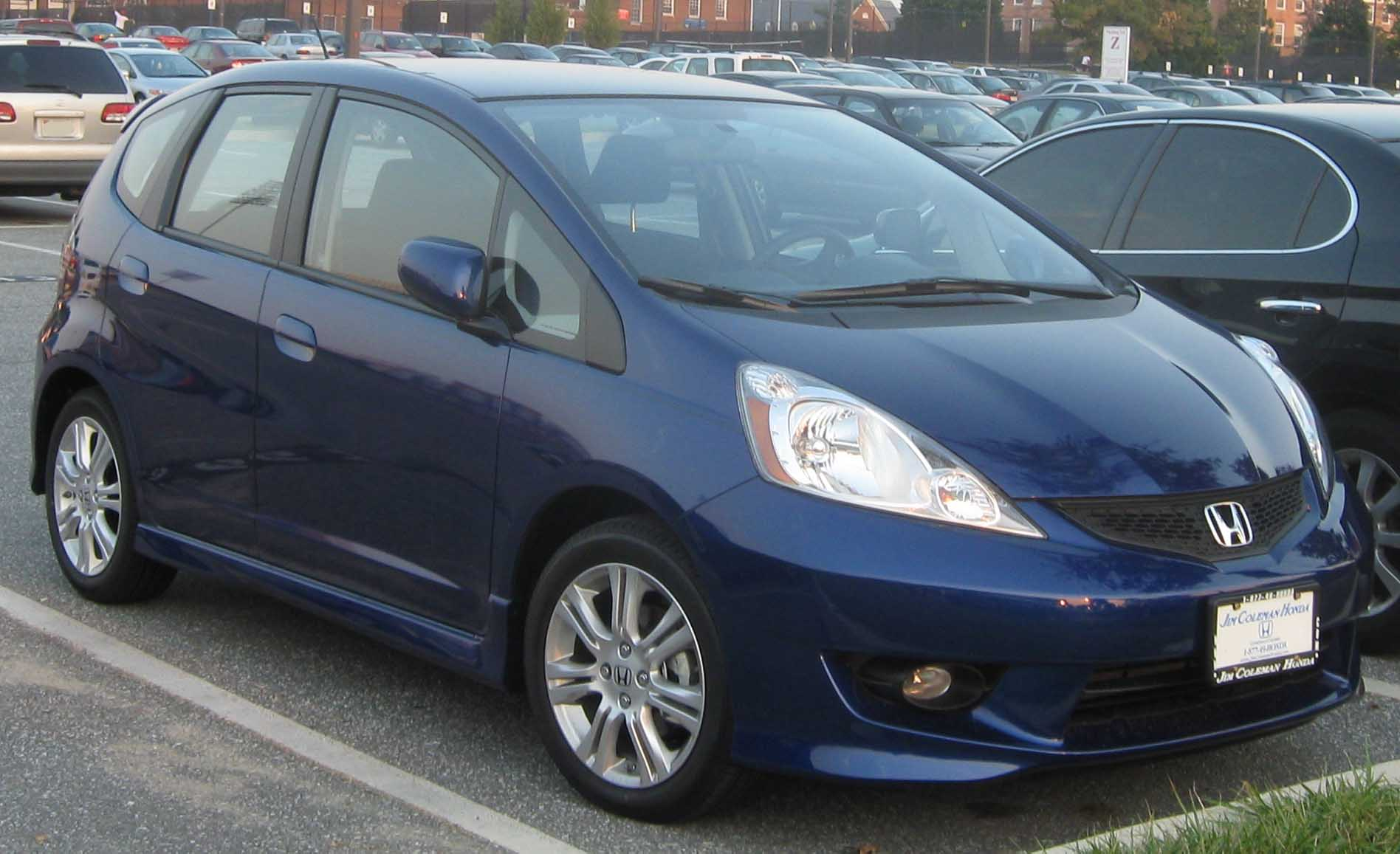
北美款式
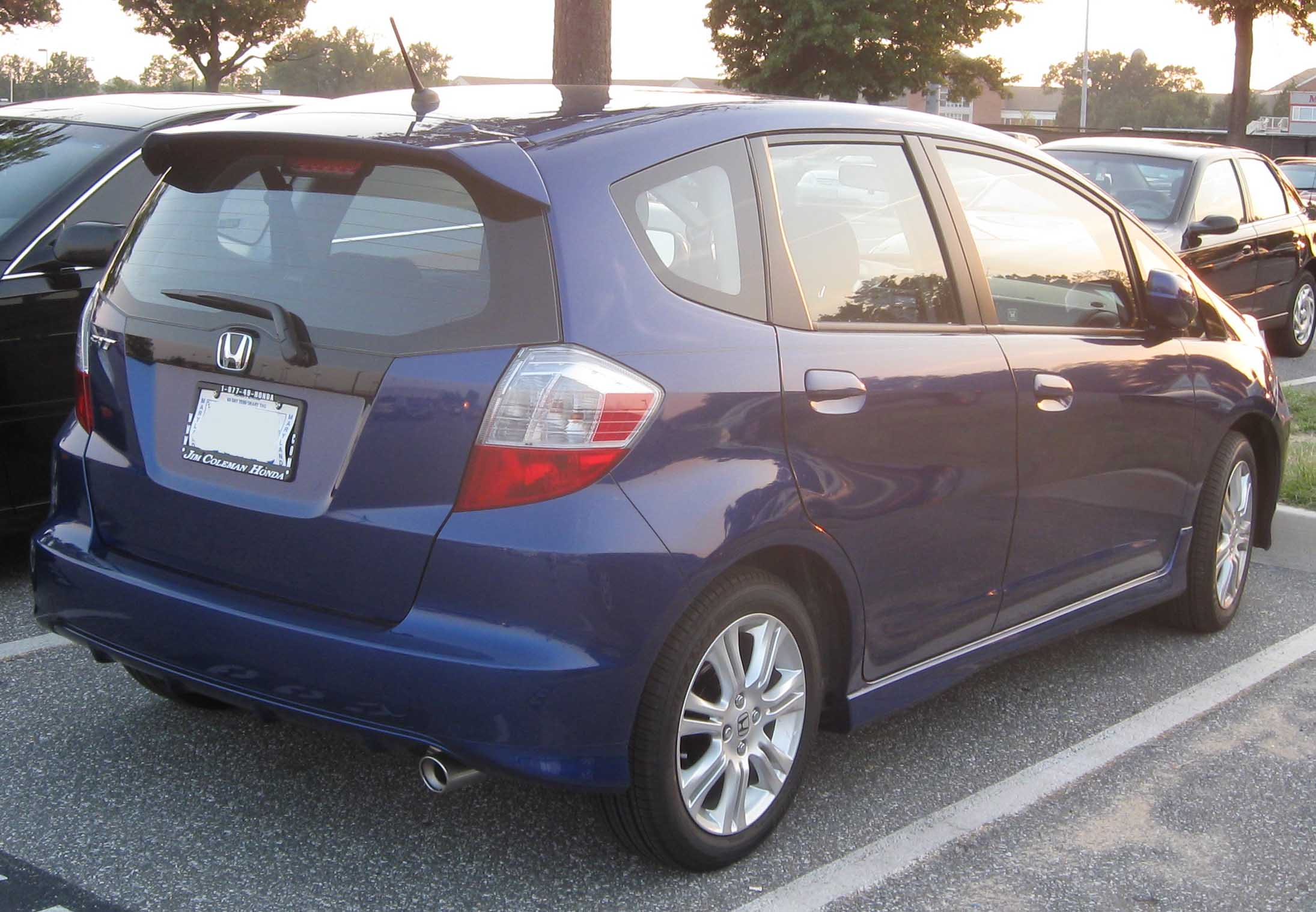
北美款式 後側
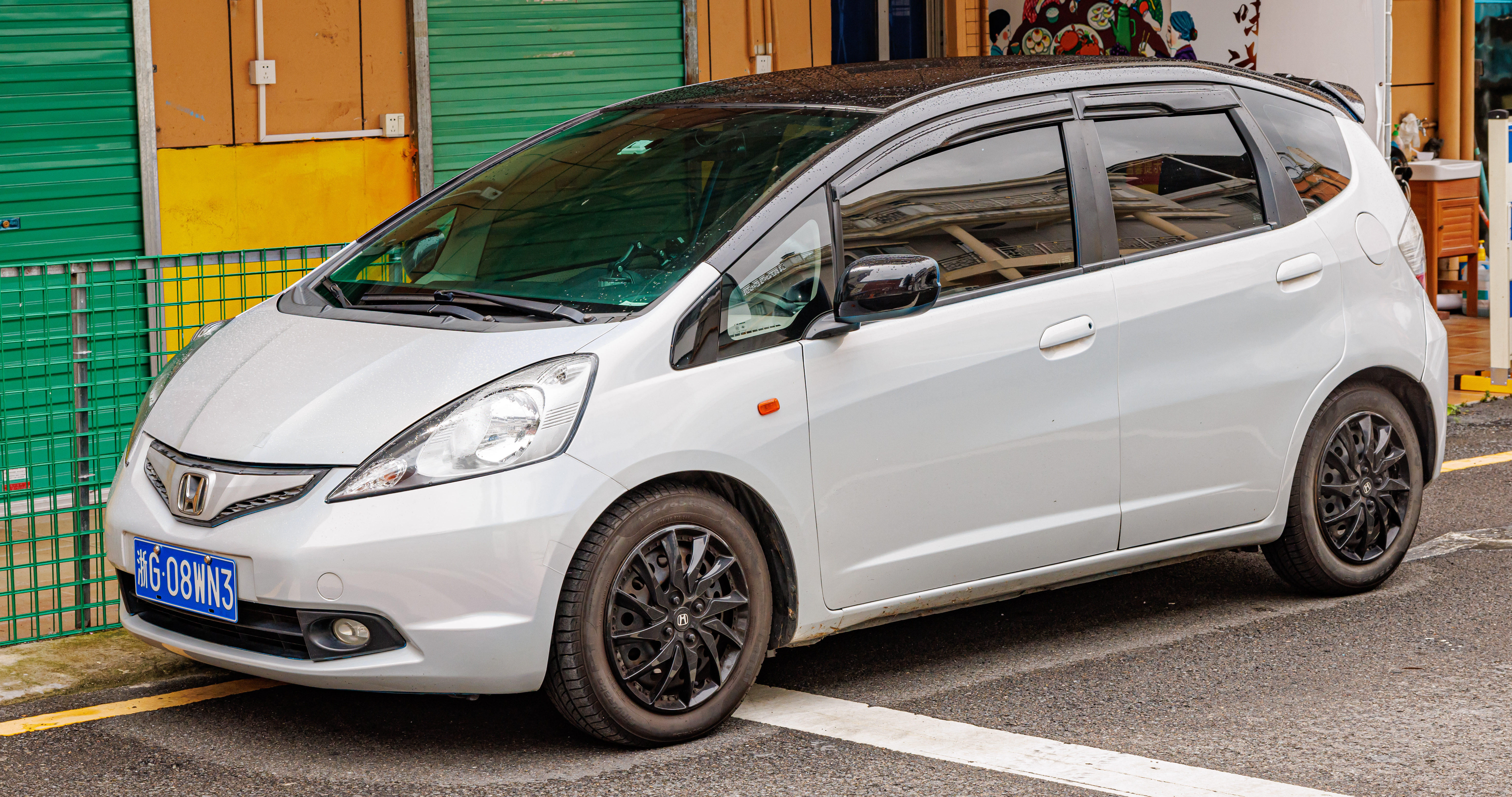
中國大陸款式
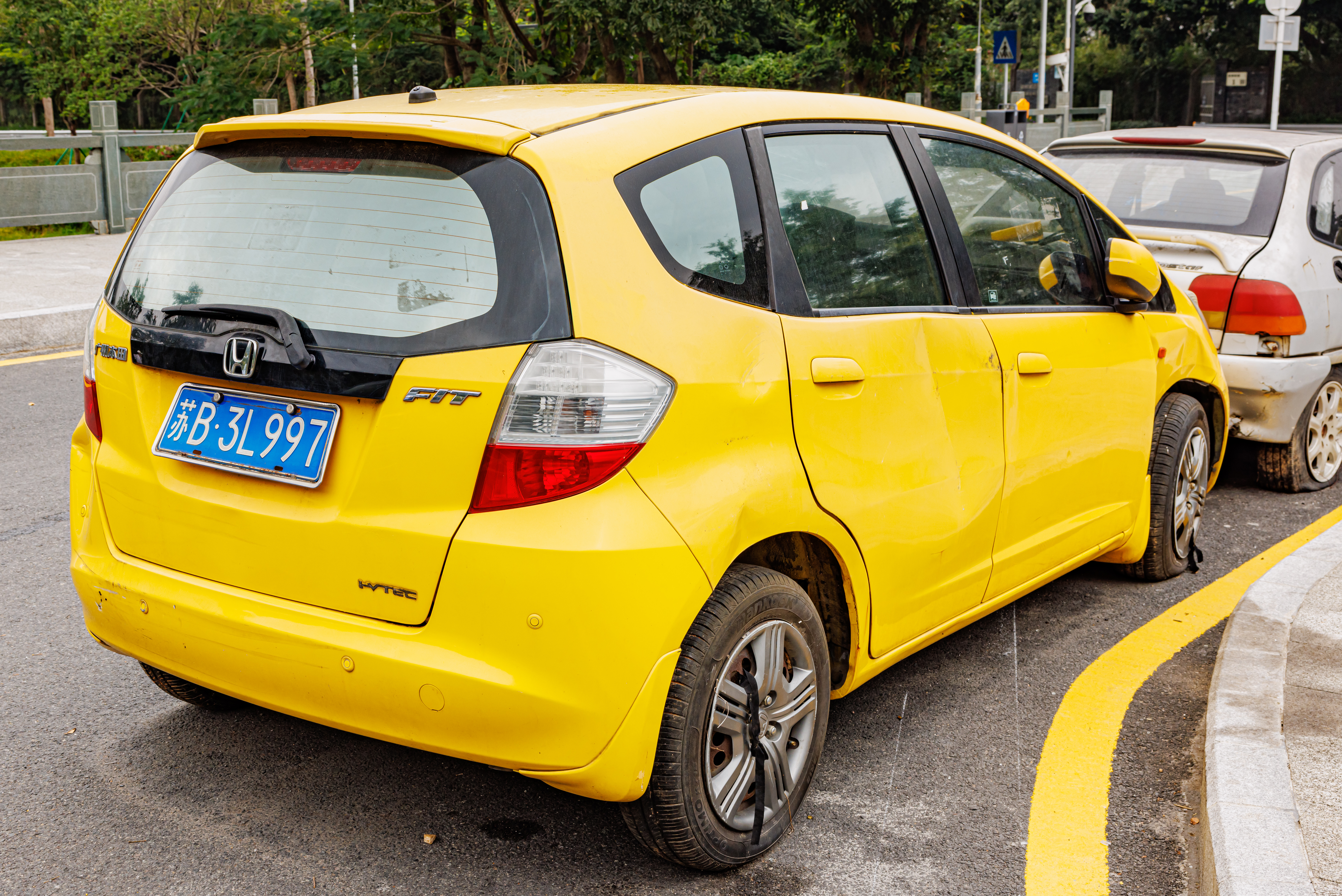
中國大陸款式 後側

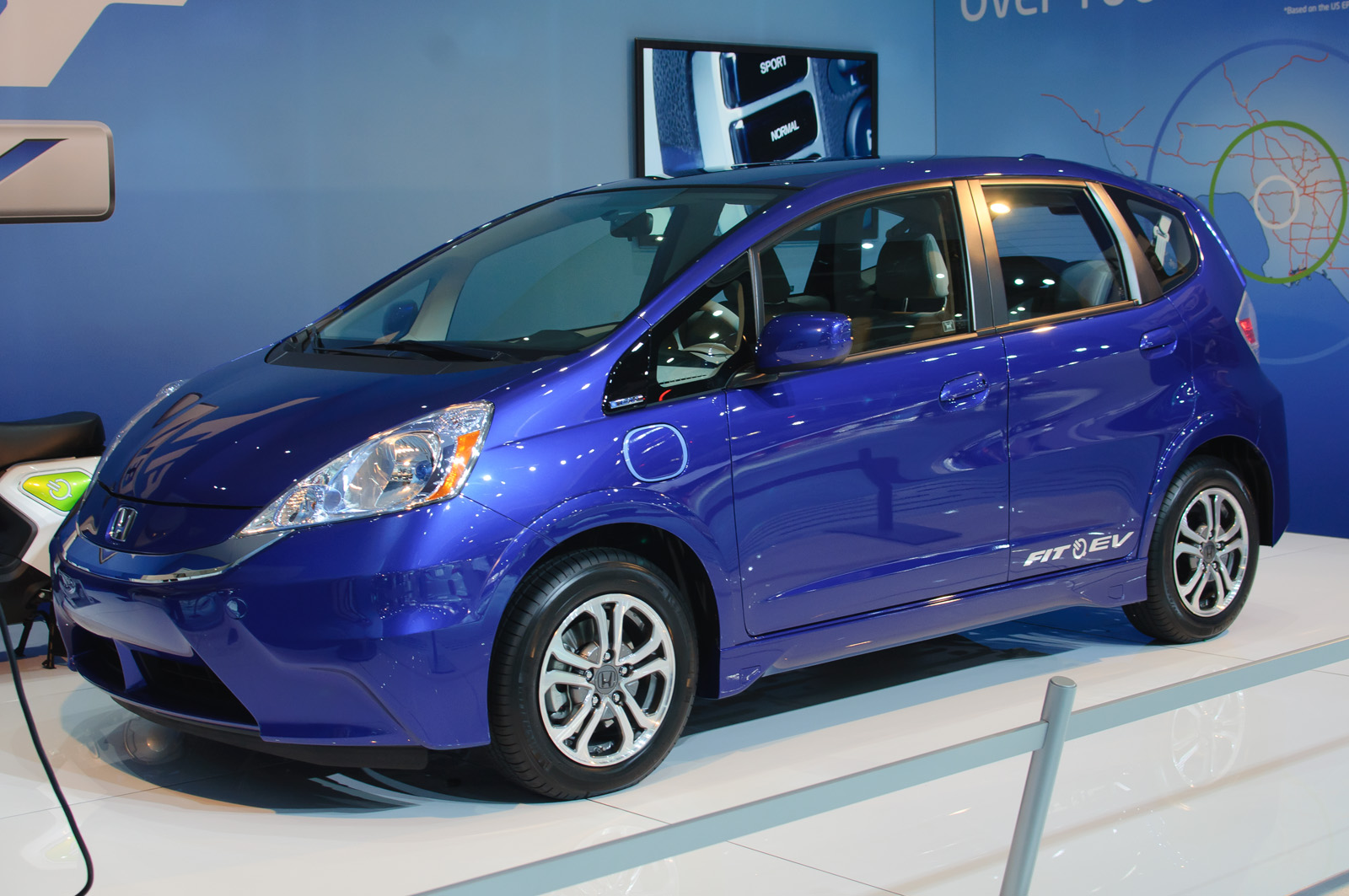
2011年展出的 Fit EV（北美）
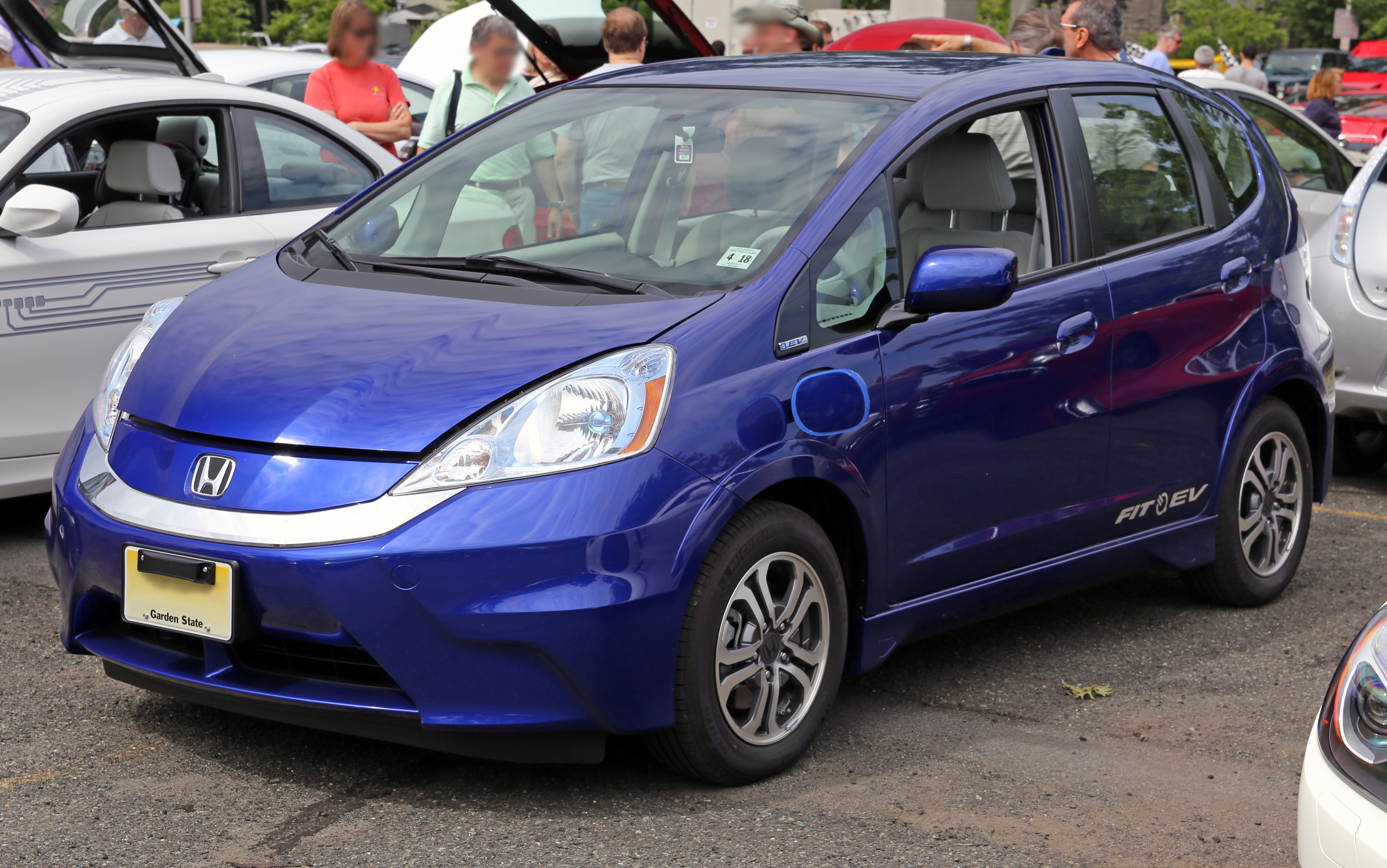
2013年 Fit EV（北美）

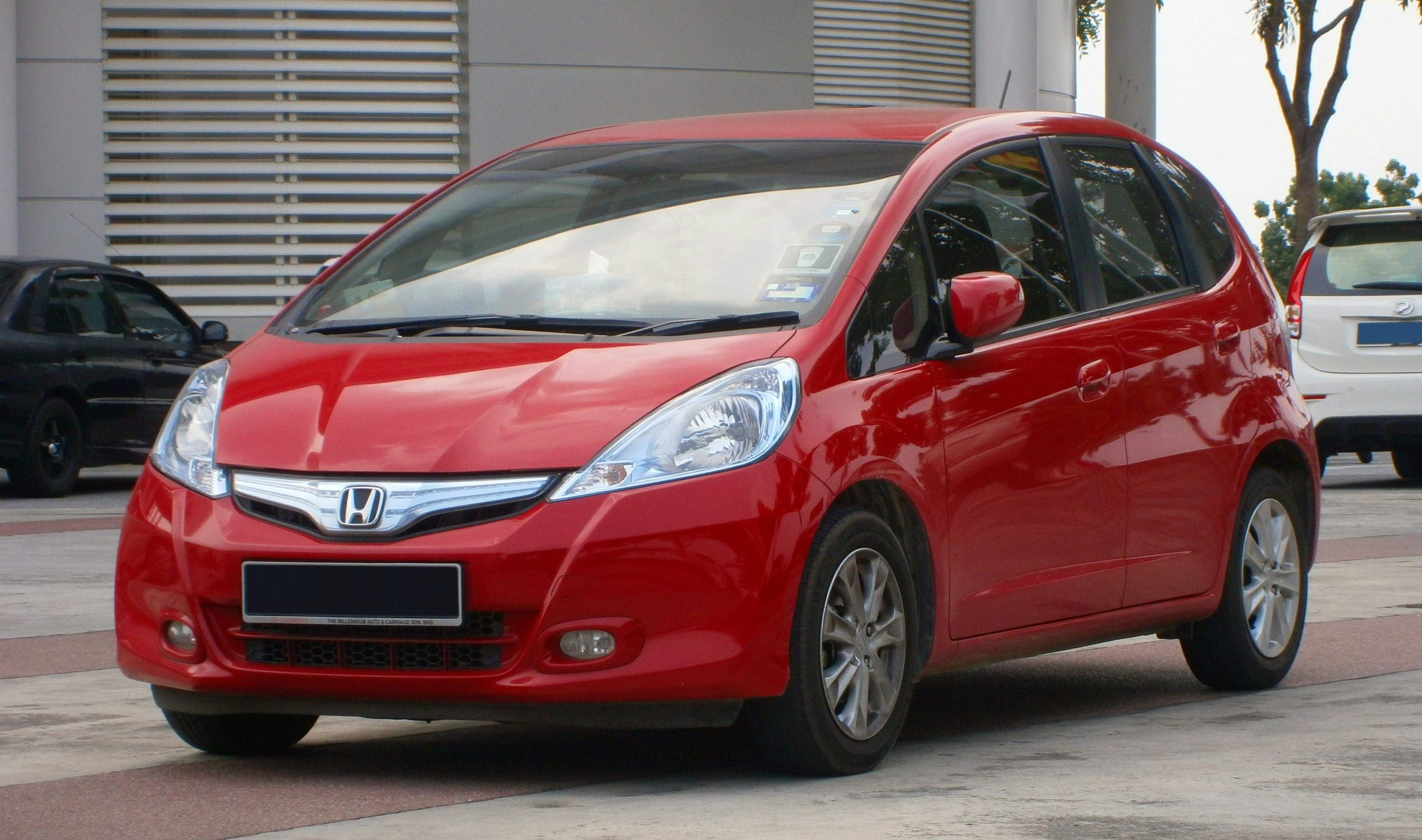
Honda Jazz Hybrid（馬來西亞）
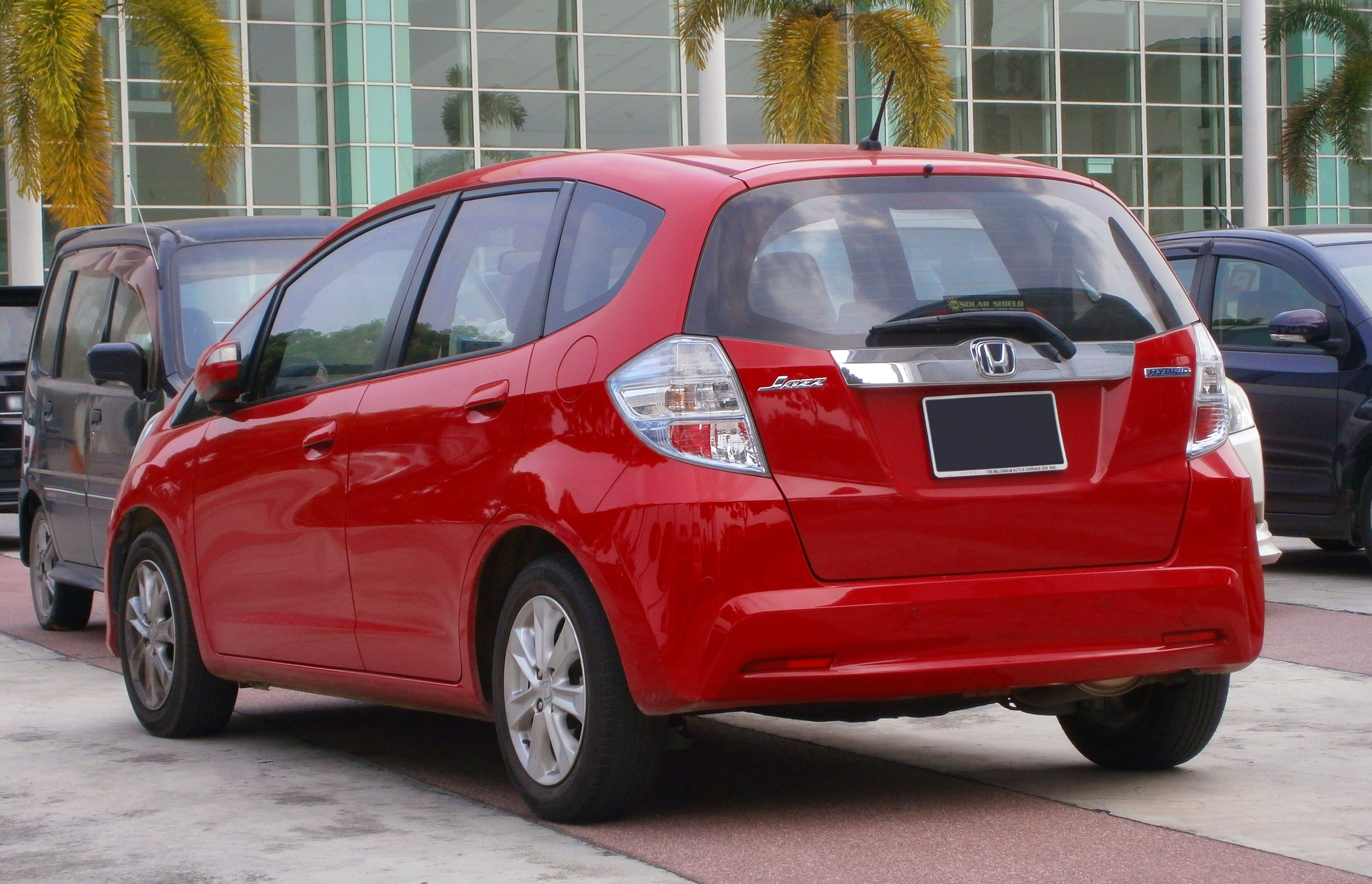
Honda Jazz Hybrid（馬來西亞）後側
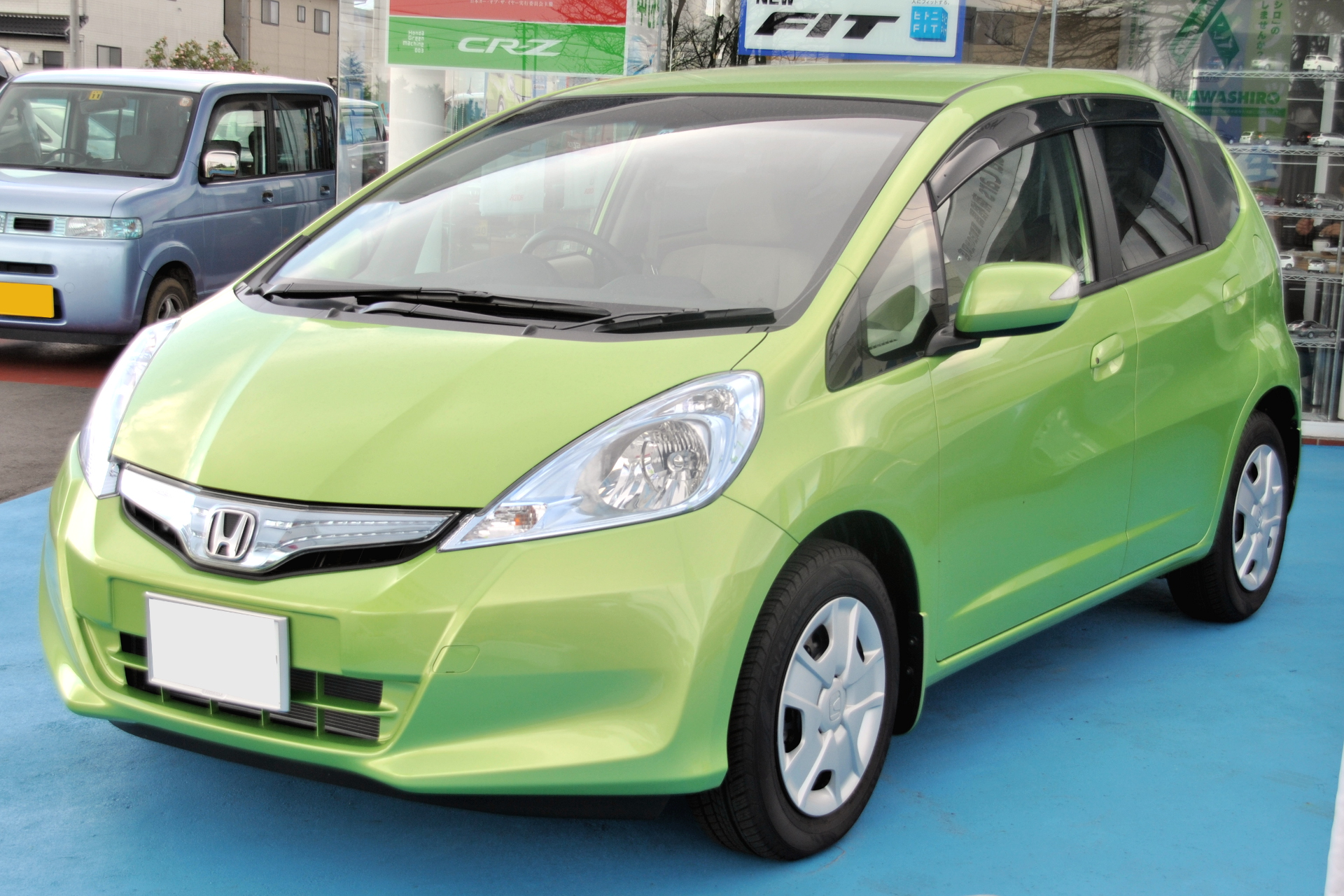
Honda Fit hybrid（日本）
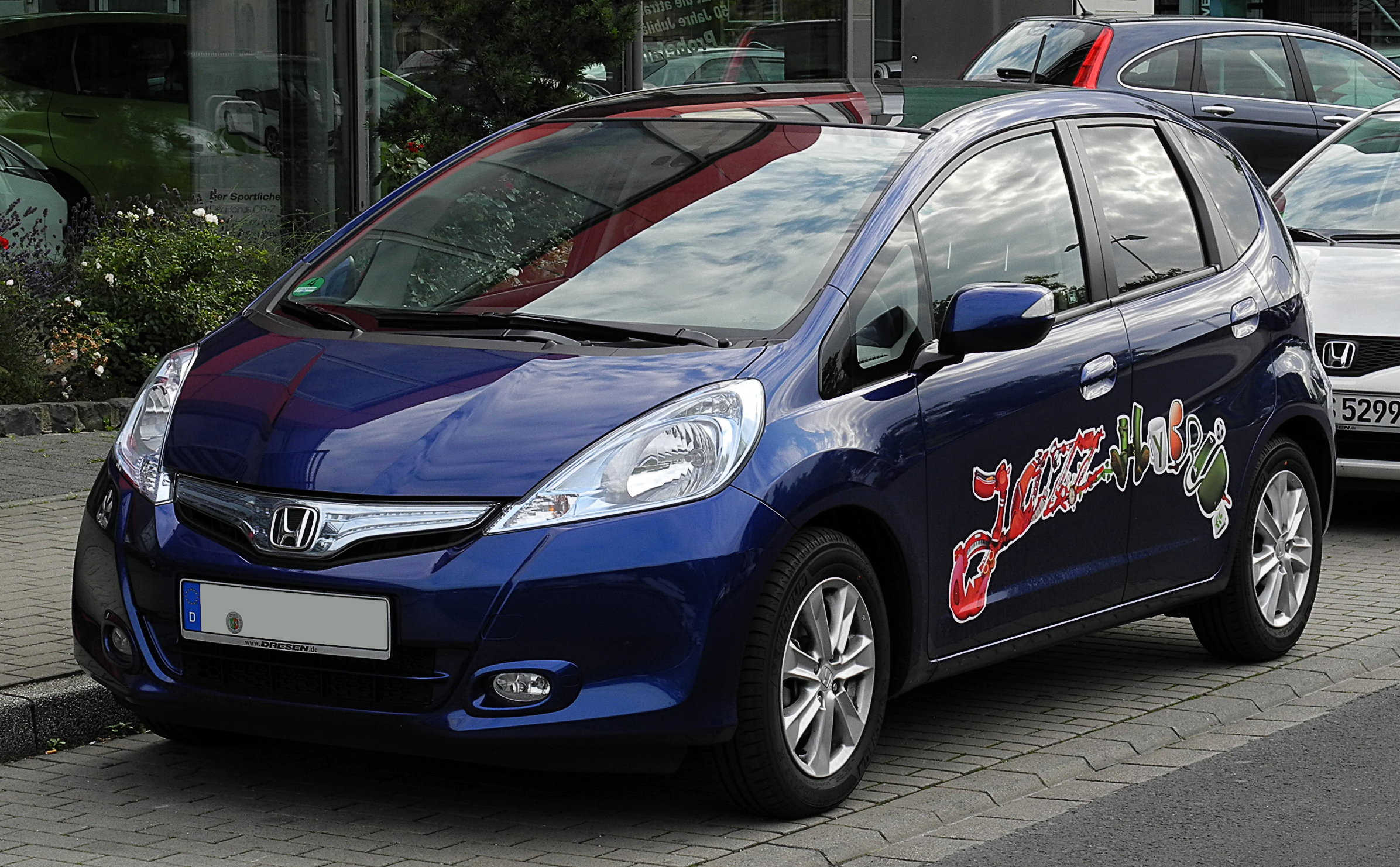
Honda Jazz Hybrid（德國）

## 第三代 GK/GH/GP（2013年—2020年）
第三代車款自2013年9月起在日本、2014年6月起在北美開始銷售。
整體車型保留了前幾代的設計理念，特別是以中心為中心的油箱和多配置內部設計理念，以Magic座位銷售。全新的“全球小型汽車平台”，其27％的車身採用超高強度780MPa的鋼材改善了前一代為人詬病的剛性問題。車身面板均採用混合單體和空間框架的方式進行焊接和螺栓連接到框架上，而後扭力梁懸架更為緊湊，重新設計的後懸吊不再使用防傾桿來最大化內部和貨物空間，Honda City、Honda HR-V、Honda Civic hatchback 與Fit共享平台架構。

### Hybrid
動力混合車款僅在日本和馬來西亞販售。

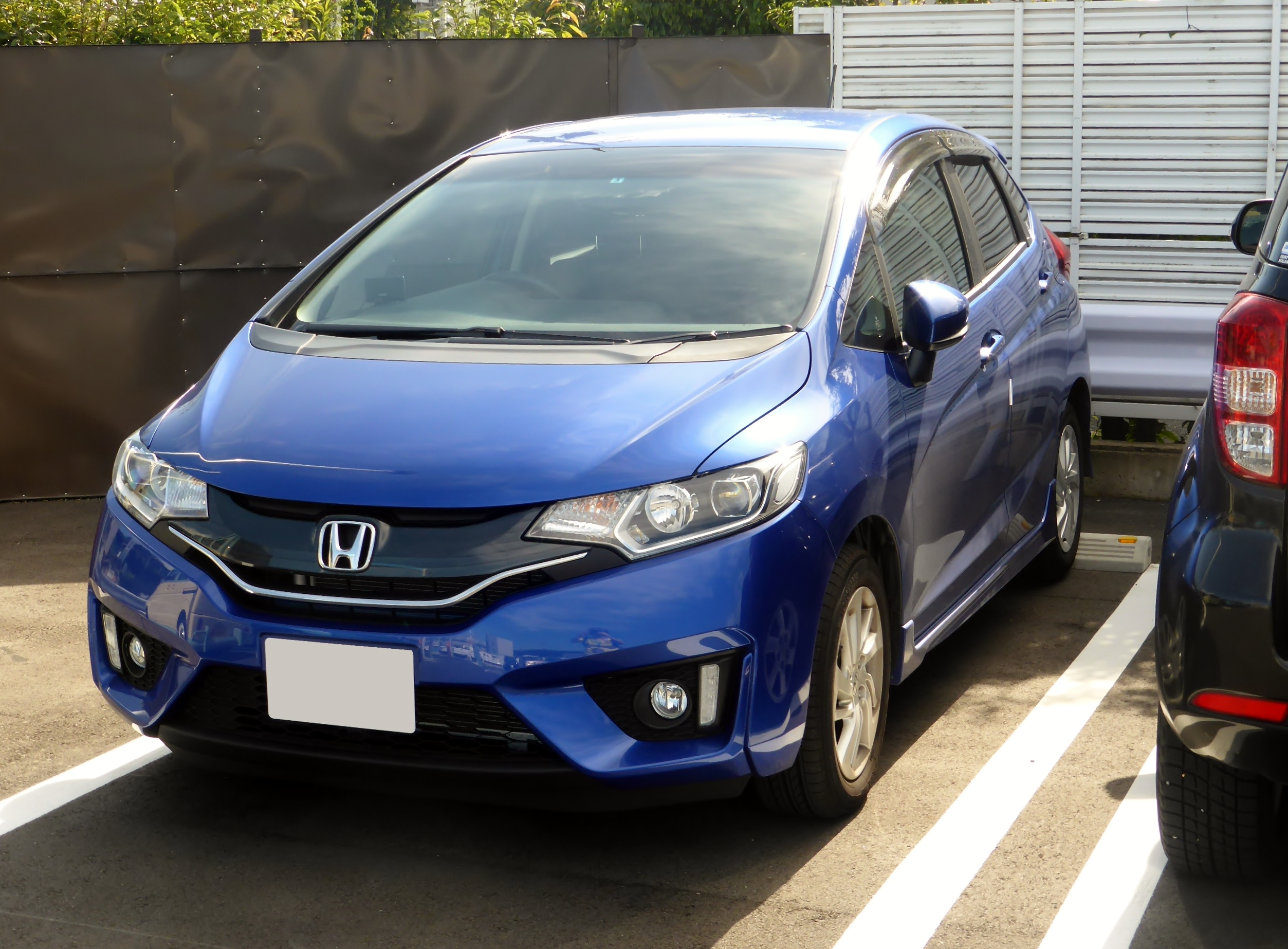
初期型 13G S Package（日本 2013年9月—2015年9月）
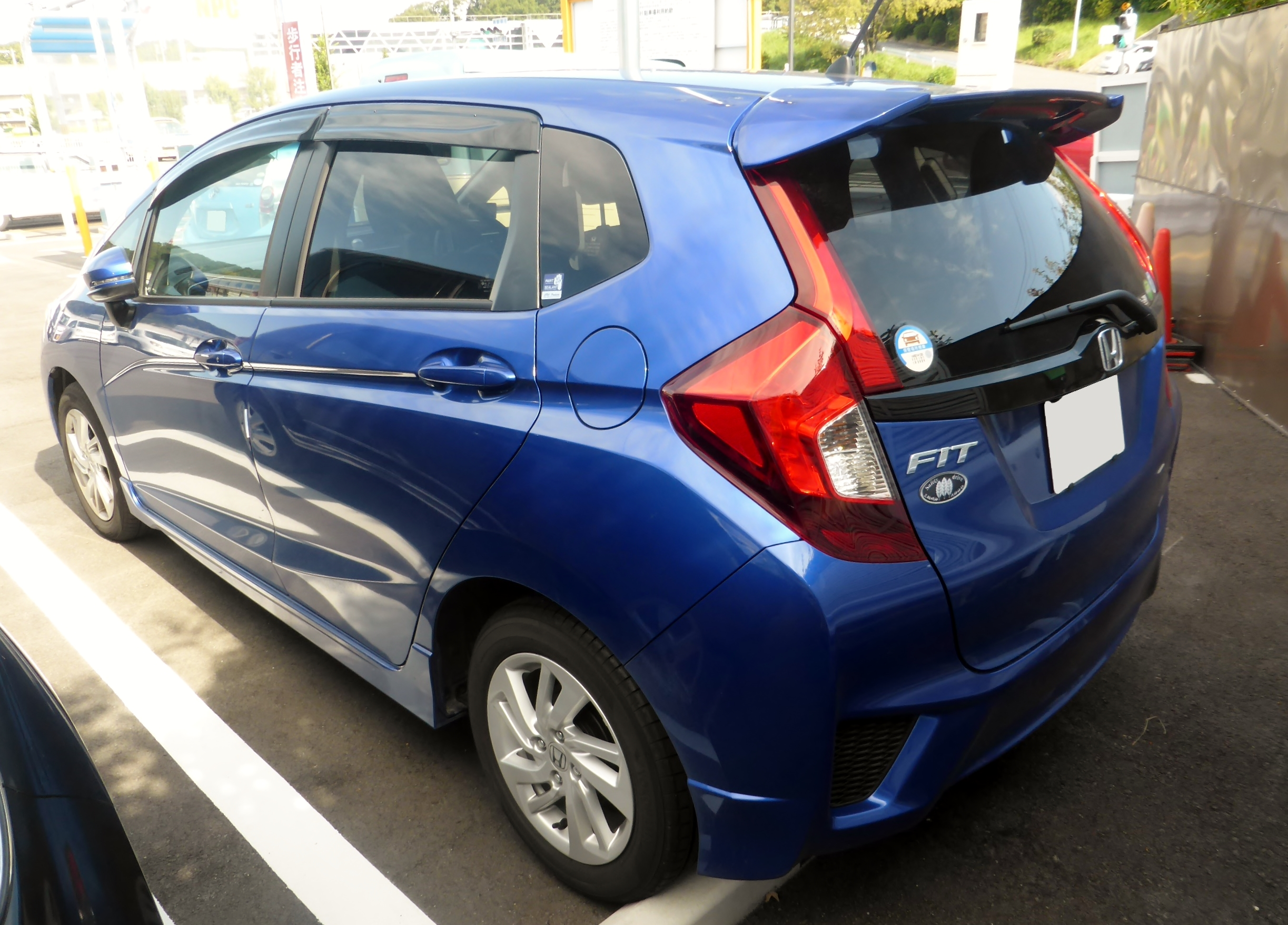
初期型 13G S Package 後側
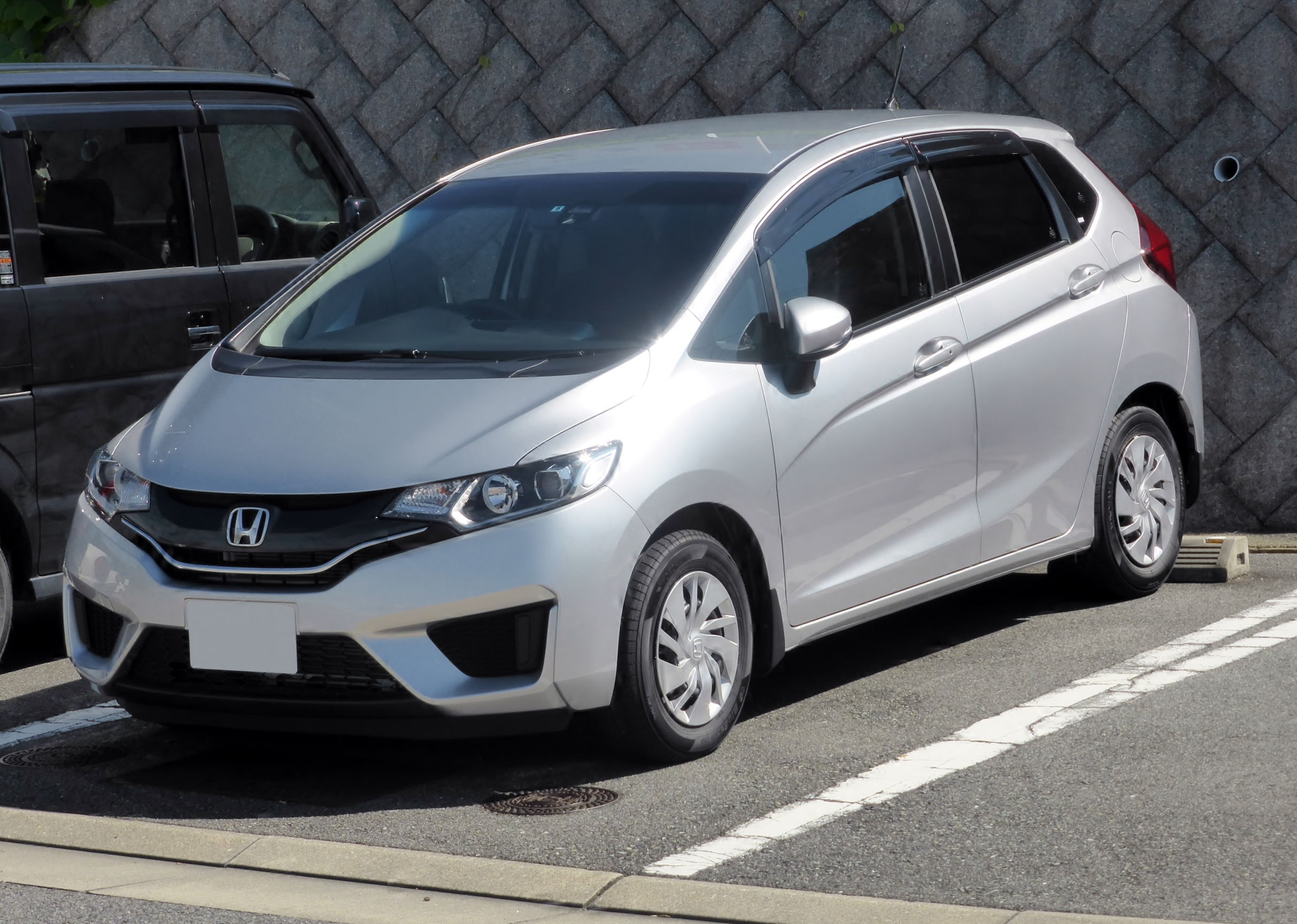
初期型 13G（日本 2013年9月—2015年9月）
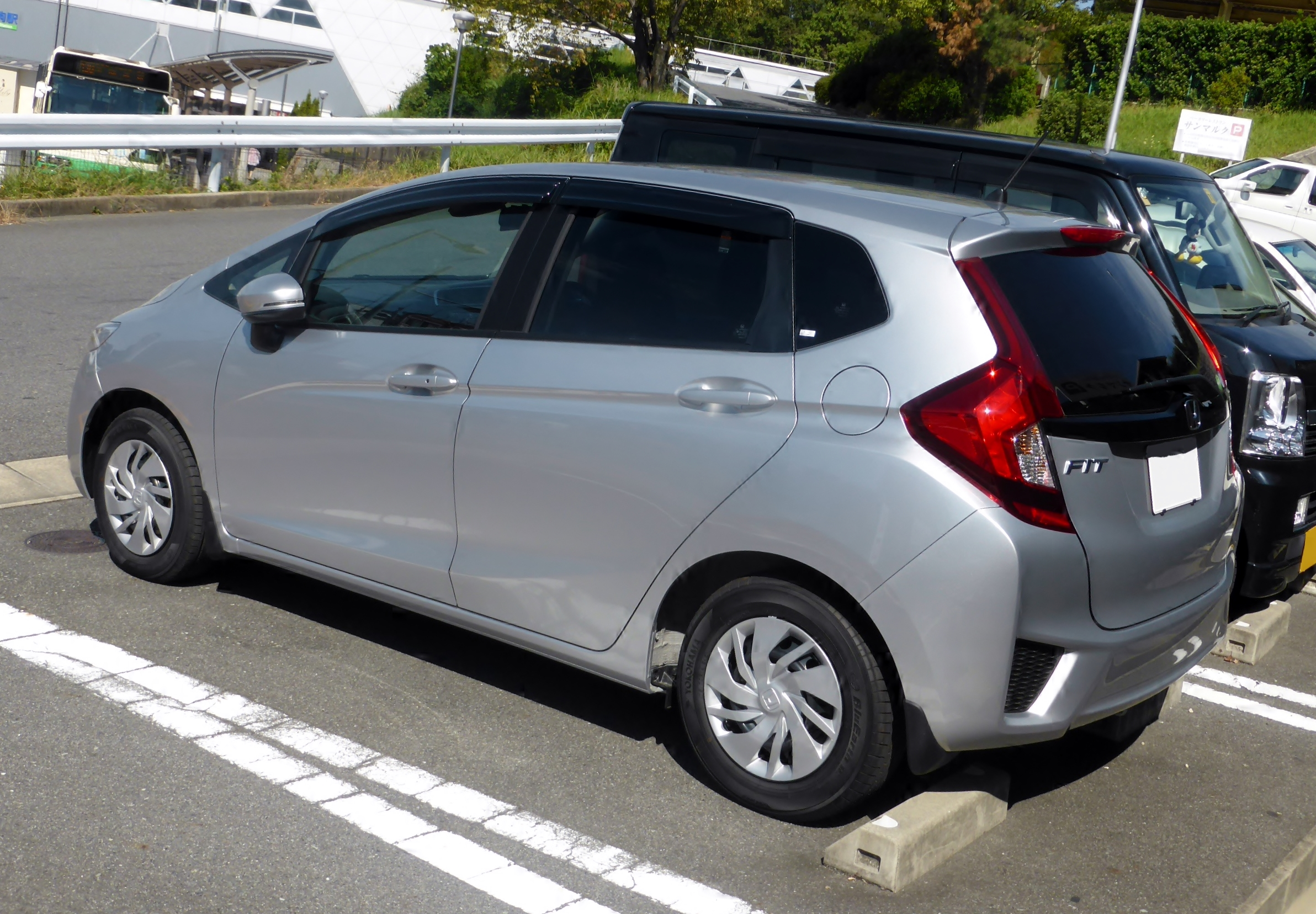
初期型 13G 後側
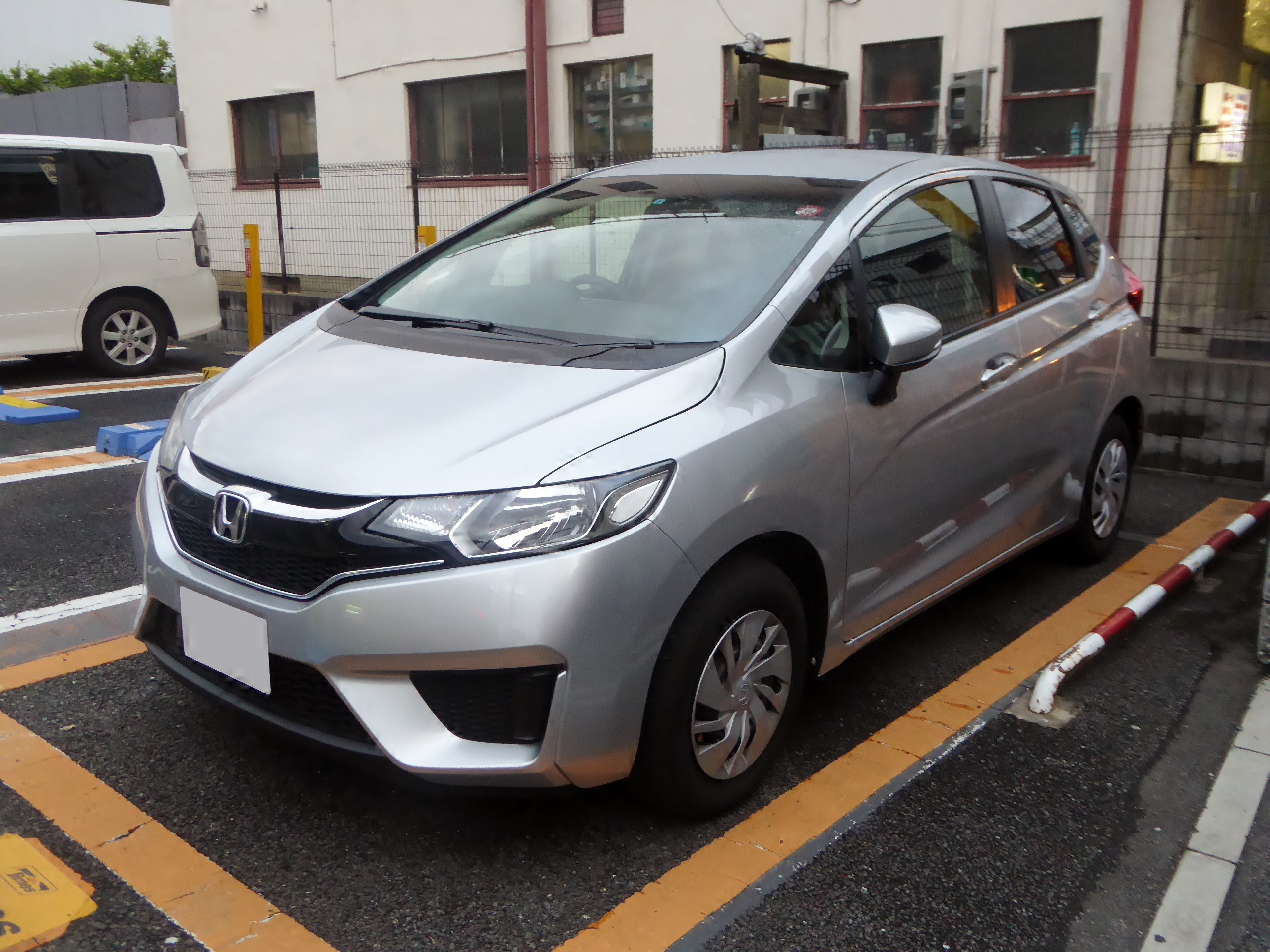
初期型 13G（日本 2015年9月—2017年6月）
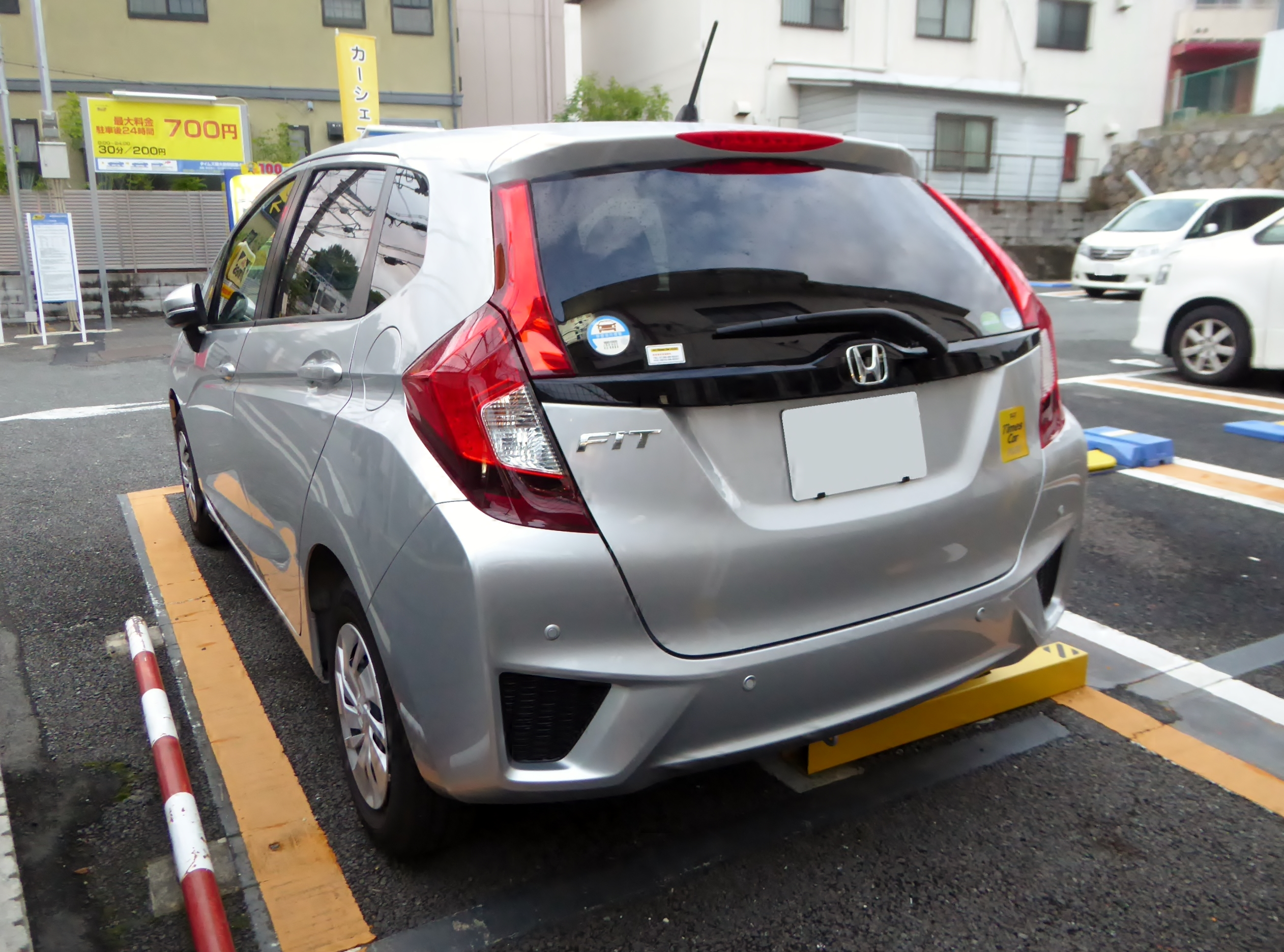
初期型 13G 後側
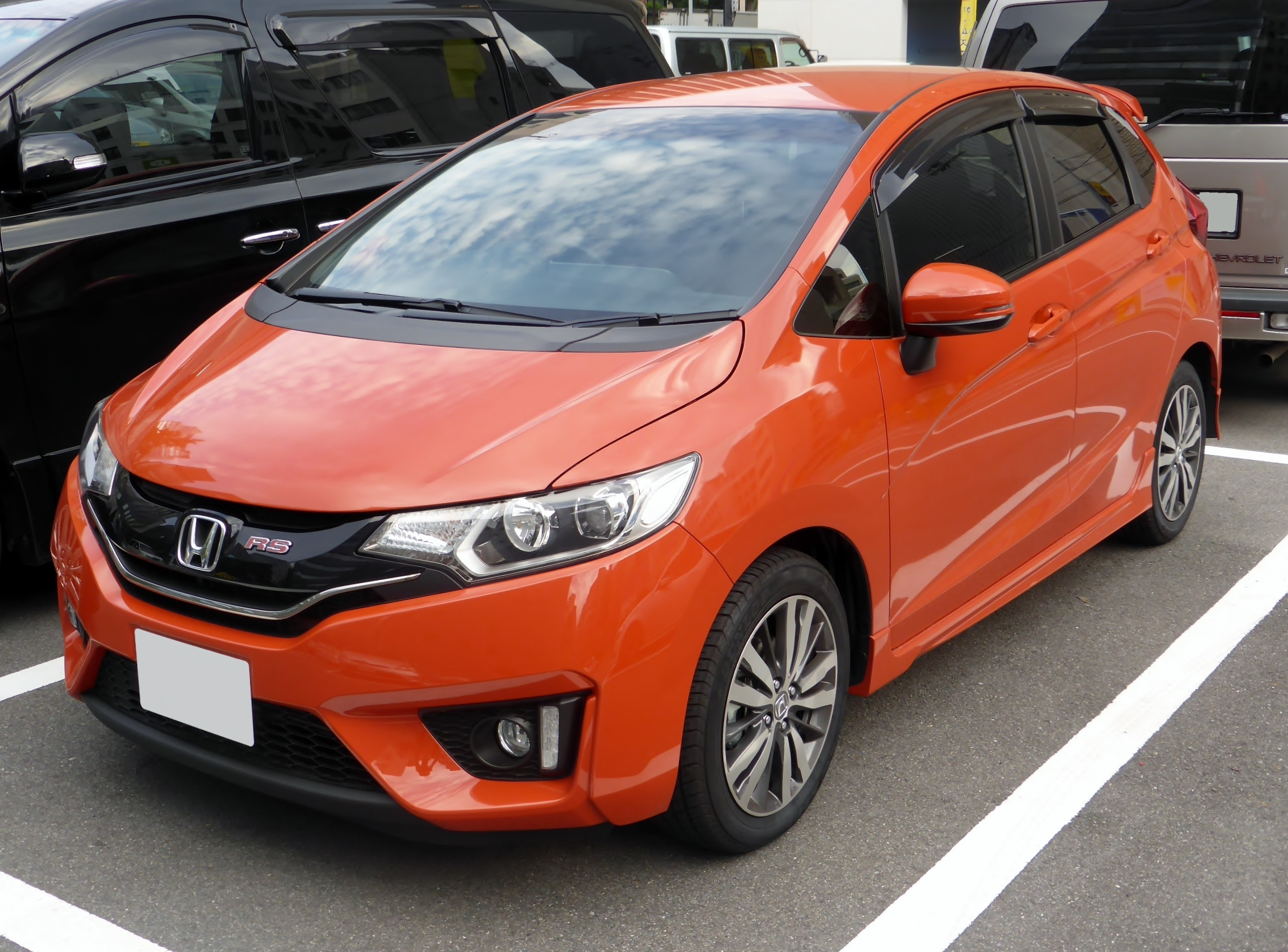
初期型 RS（日本 2013年9月—2015年9月）
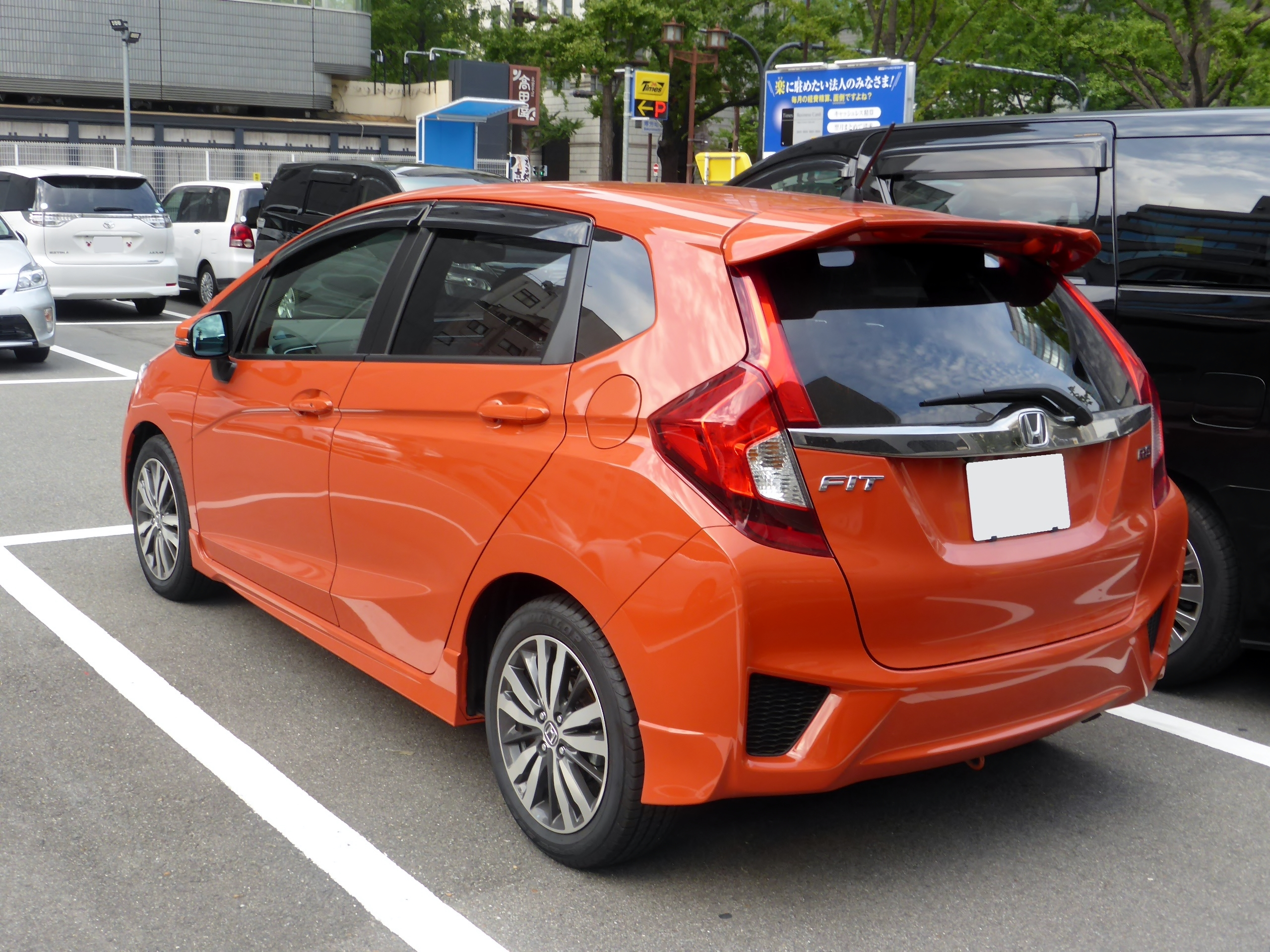
初期型 RS 後側

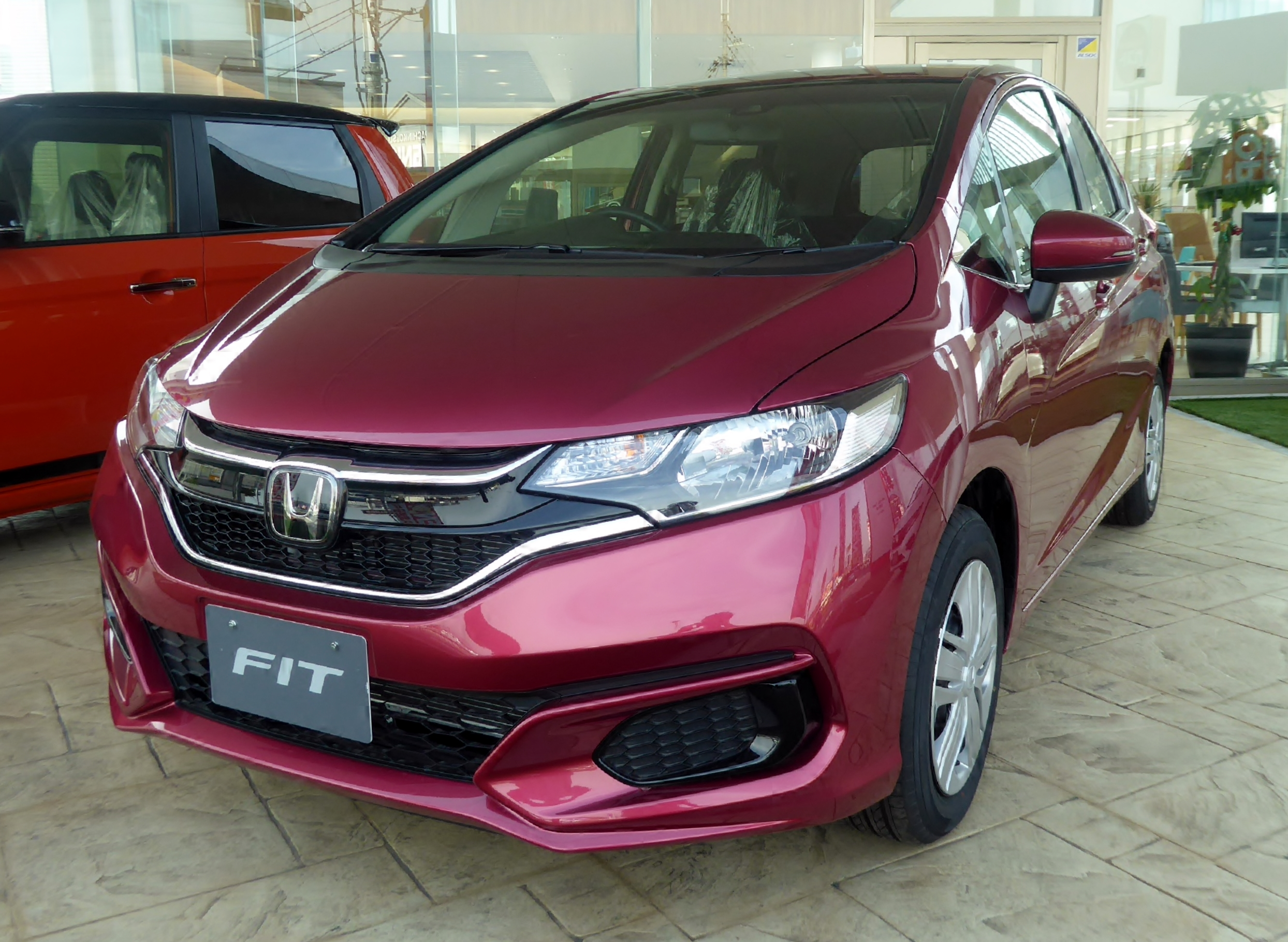
13G F Package（日本 2017年6月改款後）
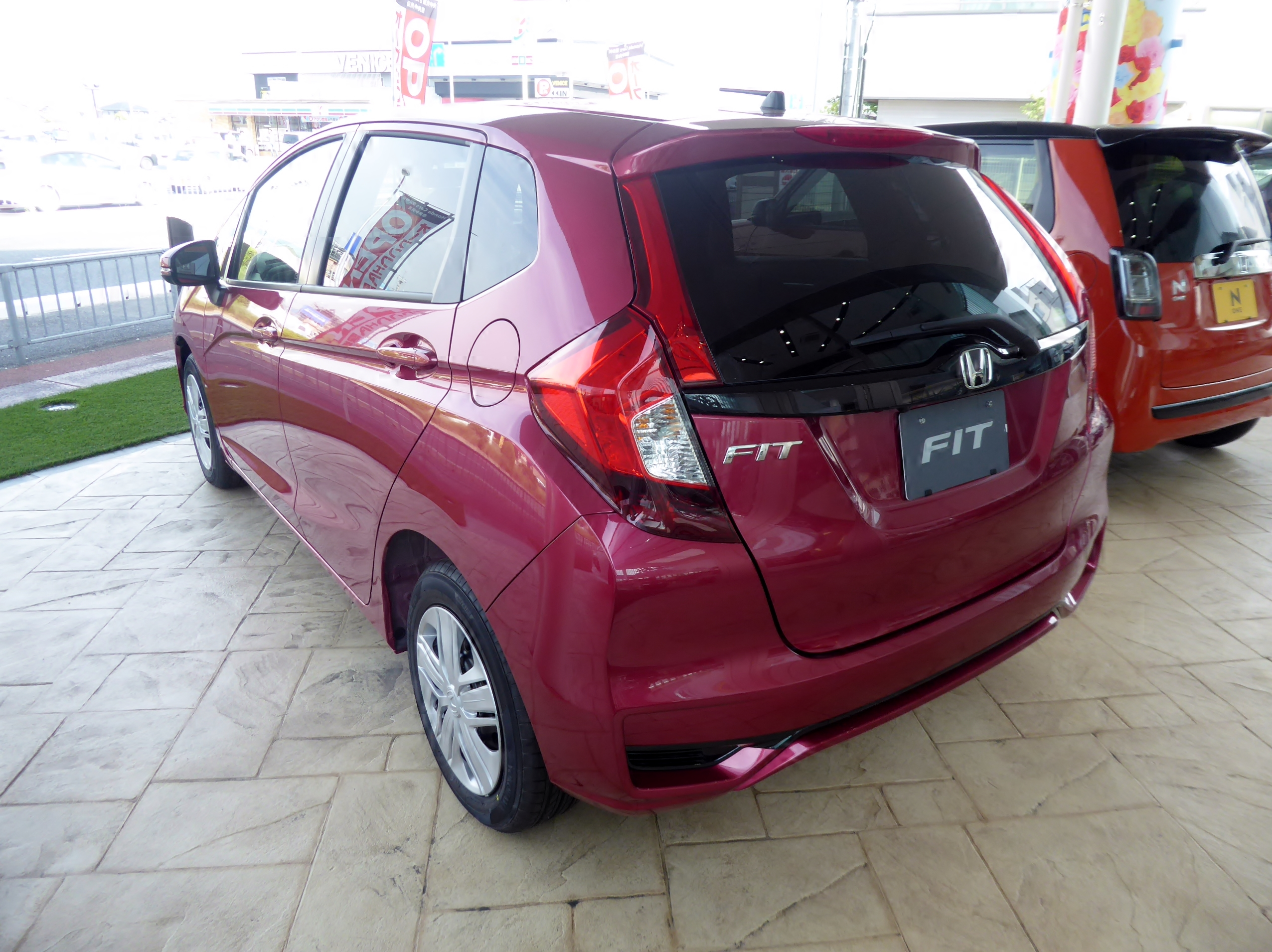
13G F Package（日本 2017年6月改款後）後側

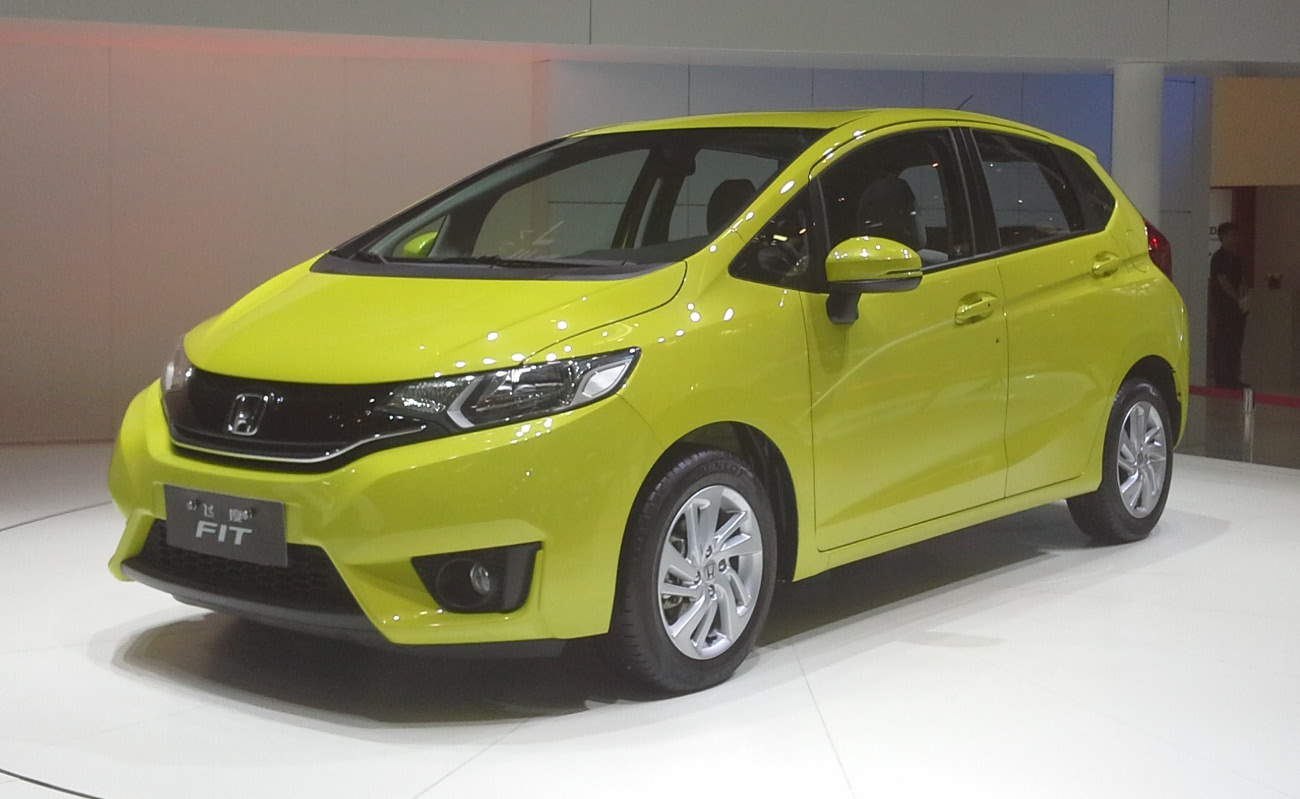
GK4（中國大陸 2014年）
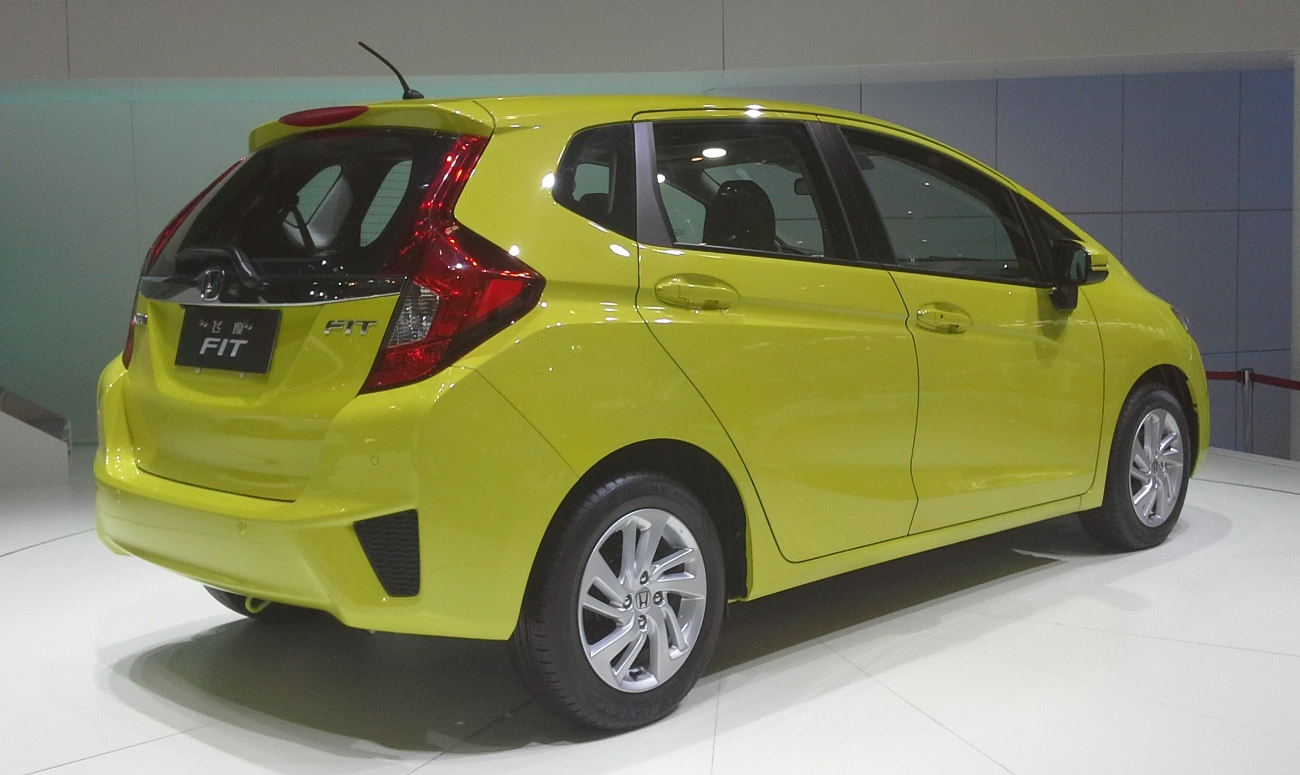
GK4（中國大陸 2014年）後側
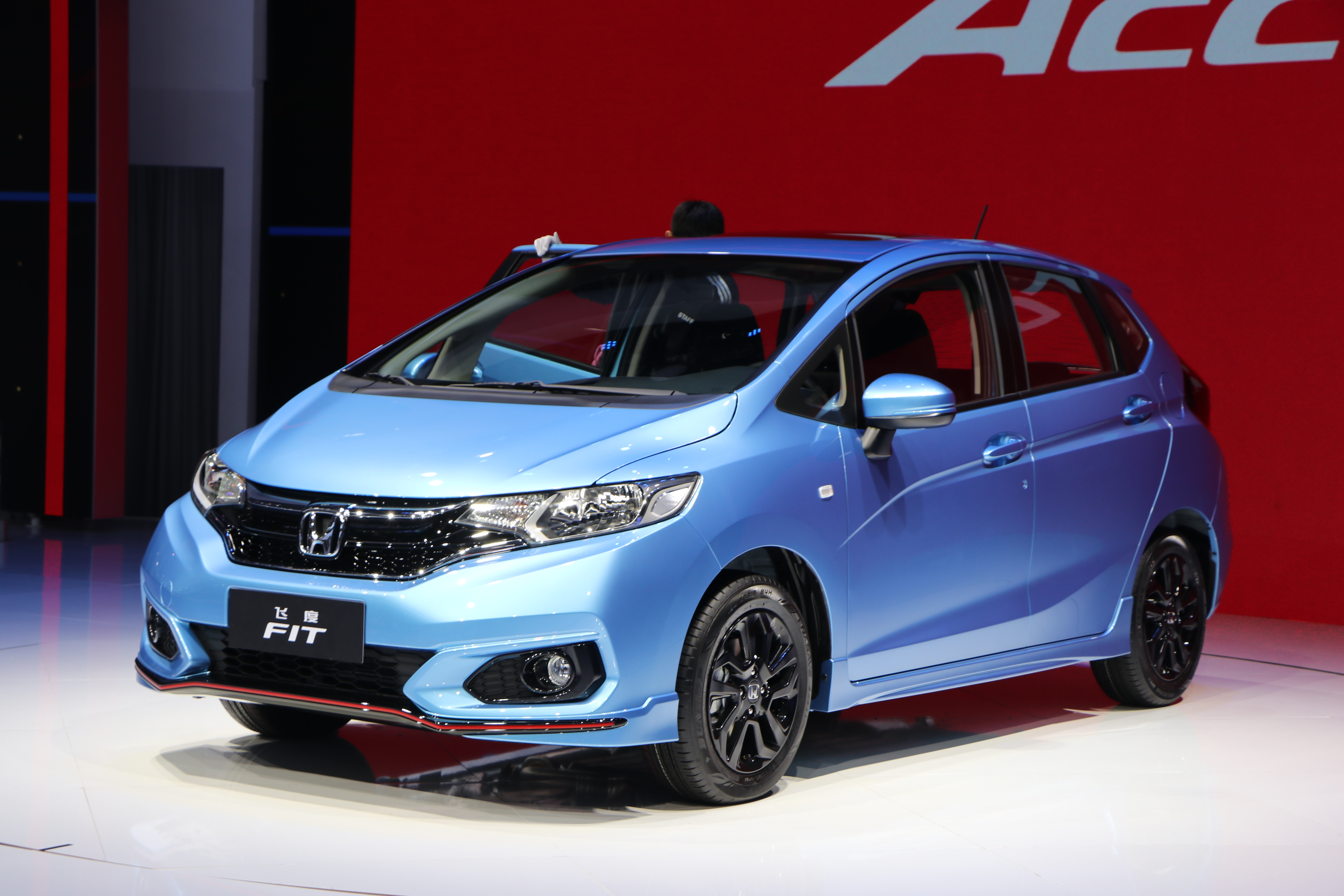
GK5 Sport（中國大陸 2017年改款後）
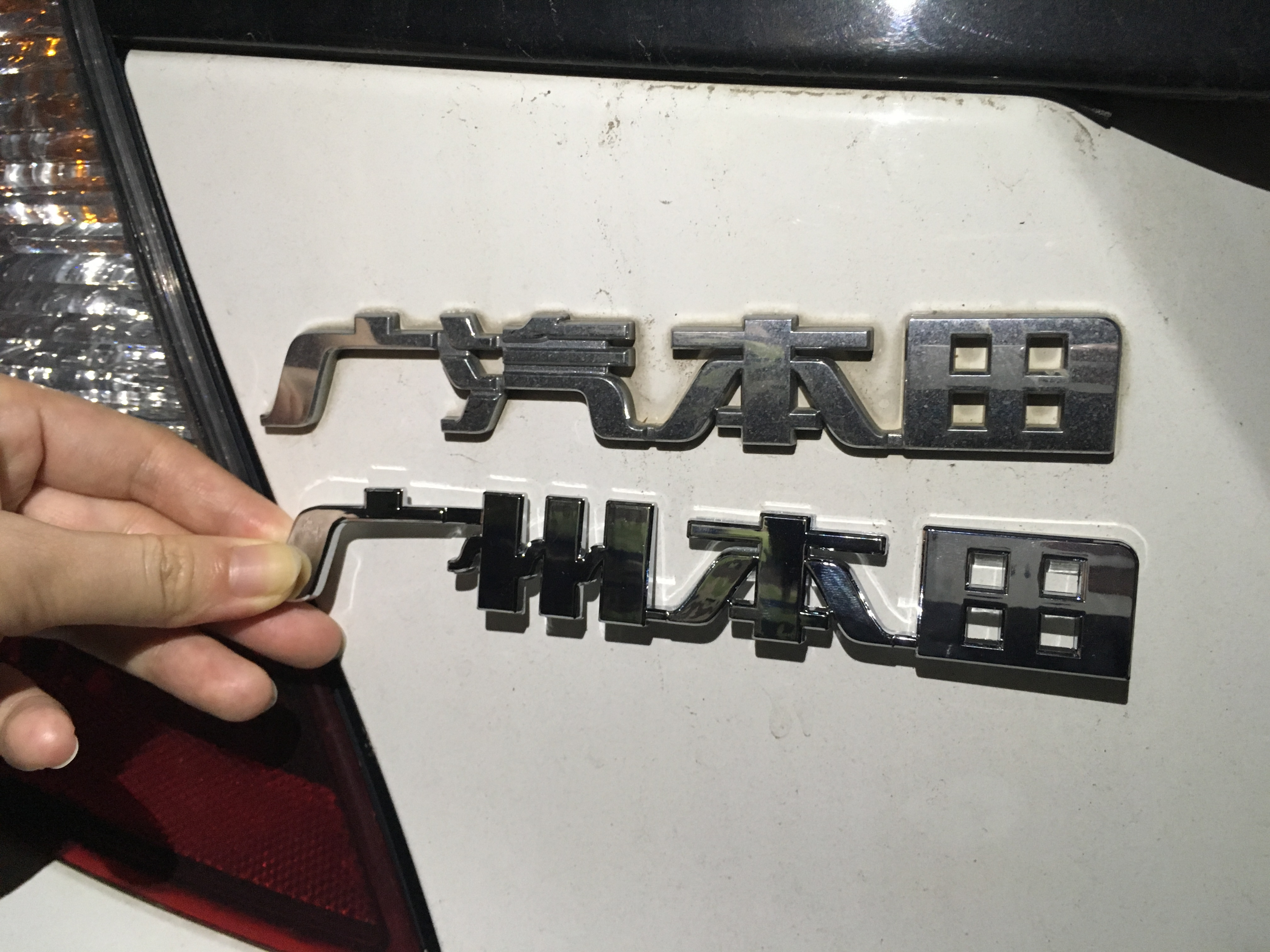
广汽本田2014年与2011年Fit车尾标志

### 安全性
| Category       | Rating  |
| -------------- | ------- |
| 正面撞擊       | 好      |
| 小面積正面撞擊 | 可接受1 |
| 側邊撞擊       | 好      |
| 車頂撞擊       | 好2     |

1 Vehicle structure rated "Acceptable"
2 Strength-to-weight ratio: 6.13
| 綜合評比:   | 5/5颗星 |
| 正面駕駛座: | 5/5颗星 |
| 正面副駕座: | 5/5颗星 |
| 側邊駕駛座: | 5/5颗星 |
| 側邊乘客座: | 5/5颗星 |
| 側邊電線桿: | 5/5颗星 |
| 翻滾車輛:   | / 14.7% |

## 第四代 GR/GS（2020年—）
2019年10月23日，第四代本田Fit於第46屆東京車展中正式發表展出，隔年2020年2月14日起以2020年式車款開始於日本銷售，分為「Basic」、「Home」、擁有耐水內裝及鮮豔配色的「Ness」、外觀多了耐刮飾板及懸吊加高的「Crosstar」、及有皮椅和金屬飾板的「Luxe」等款式。
動力為1.3升直列四缸自然進氣汽油引擎、及搭配1.5升直列四缸汽油引擎的油電混合系統。
2021年，車款20週年紀念款特仕車推出，分別為「Casa」及「Maison」。

#### 台灣本田
2021年9月10日，台灣本田正式發表，以「Home」車款為基礎的四代Fit。
保險桿稍長於日本車款，此外日本「Luxe」車款保險桿黑色部分為亮面。內裝所搭配中控主機使用與泰國本田City同款式之全按鈕形式，而非包含旋鈕的中控螢幕。

#### 小改款
2022年10月6日，Fit於日本推出改款，新增「RS」車型並取消「Ness」車型，由先前採用之1.3升引擎改為搭載1.5升DOHC i-VTEC引擎。油電混和車款所搭載e:HEV系統，最大馬力提升至123匹，全五種車型皆可搭配。

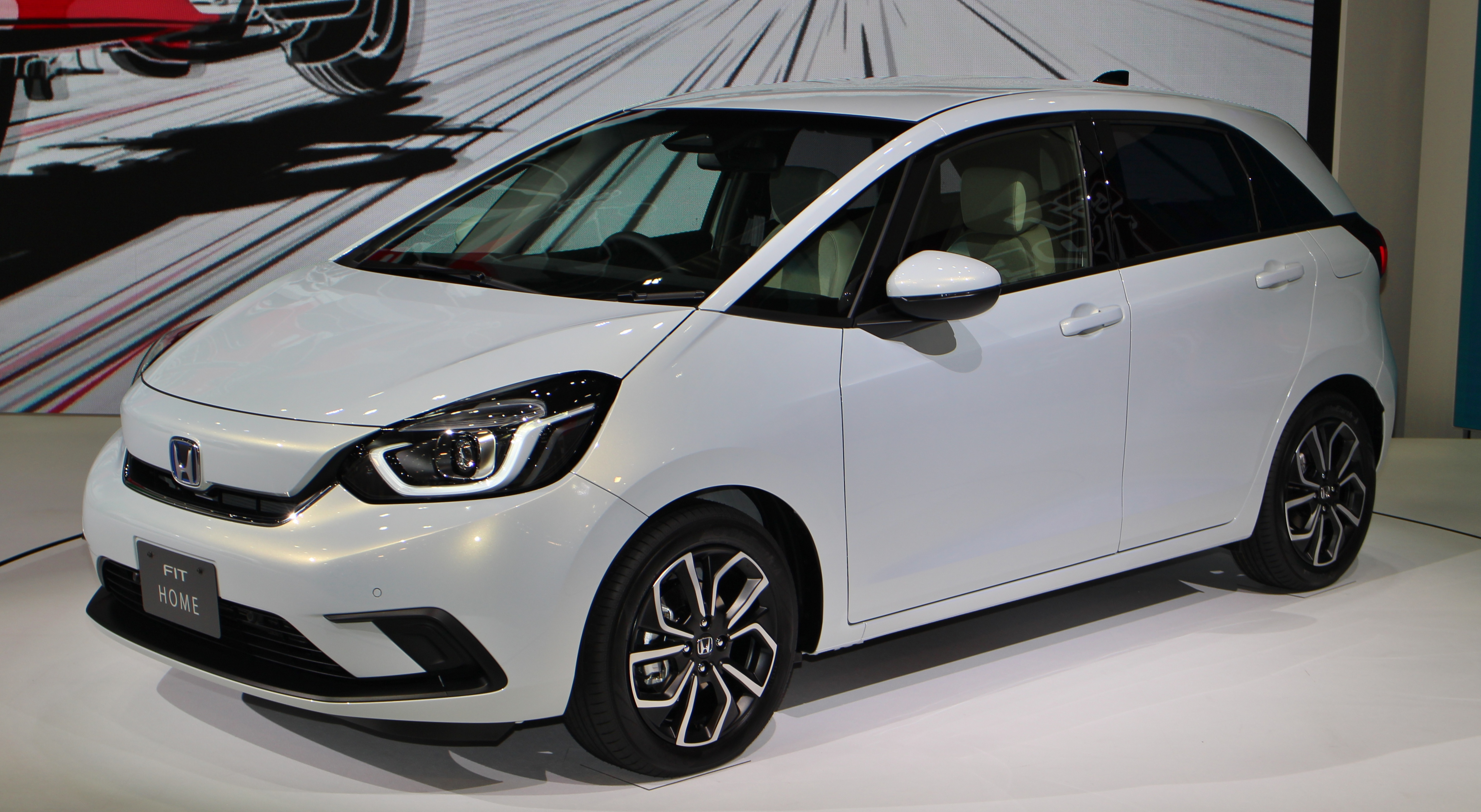
於2019年東京車展上展出的本田Fit e:HEV HOME

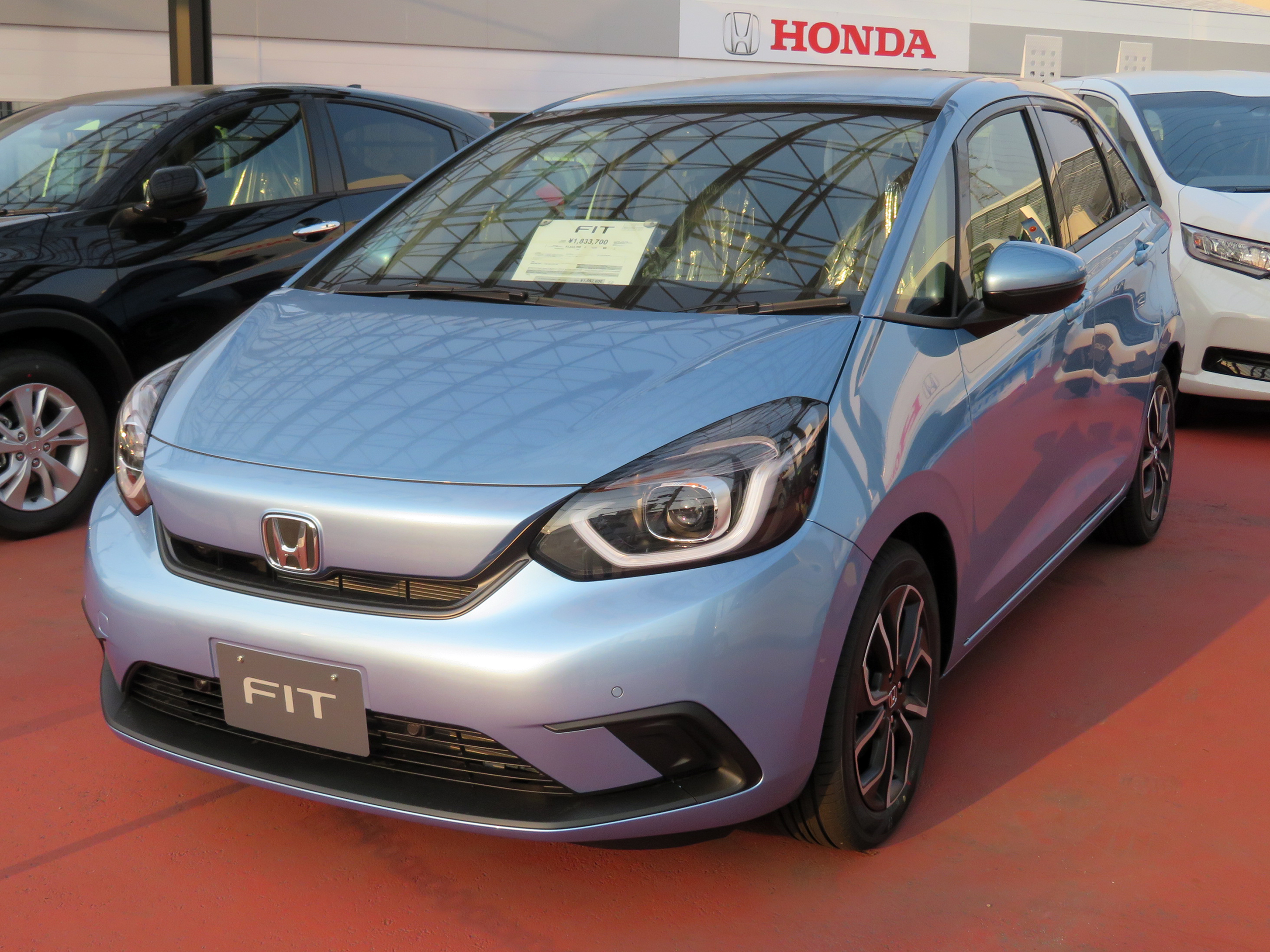
HOME（日本2020年2月）
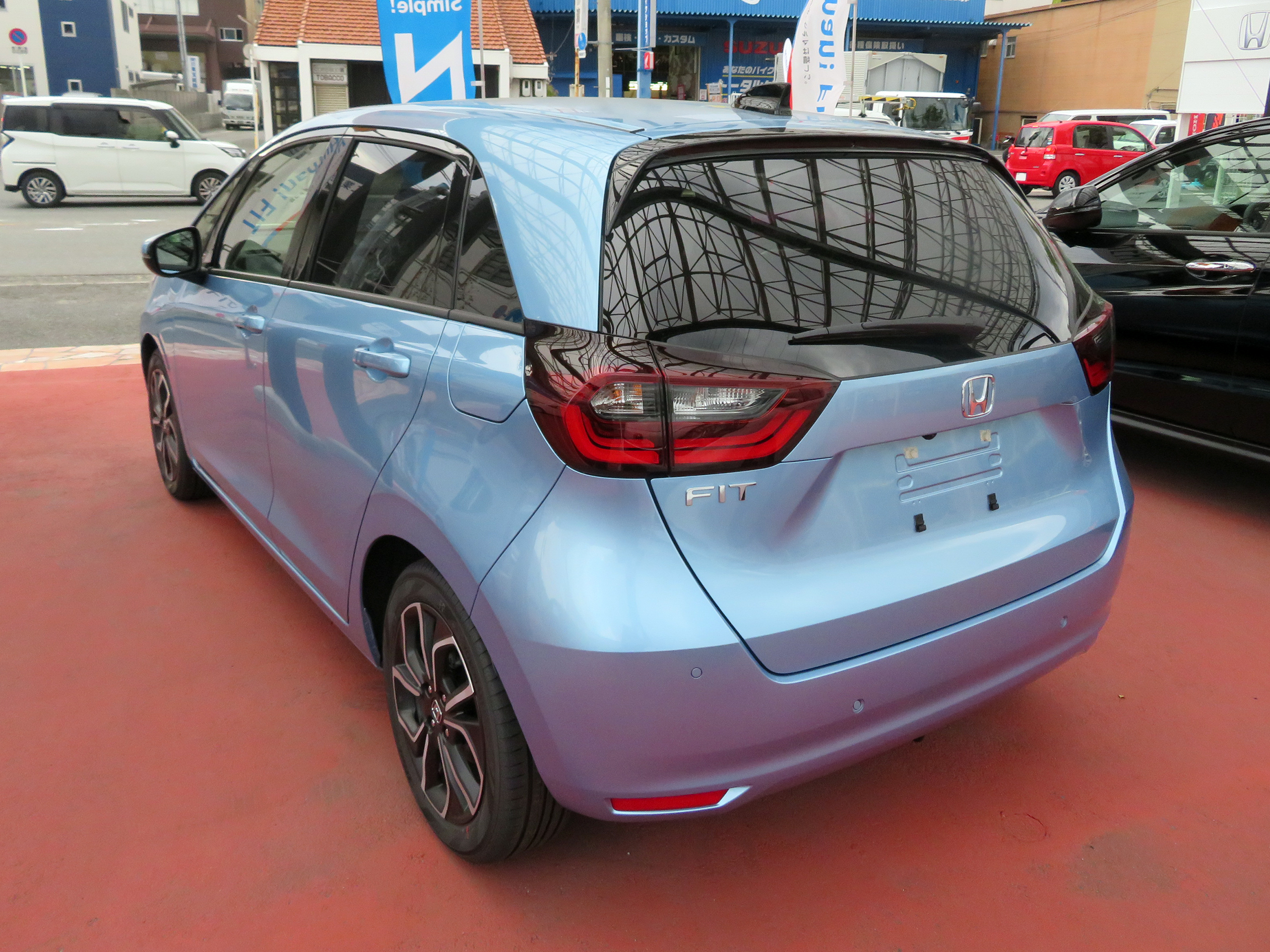
HOME（日本2020年2月）後側
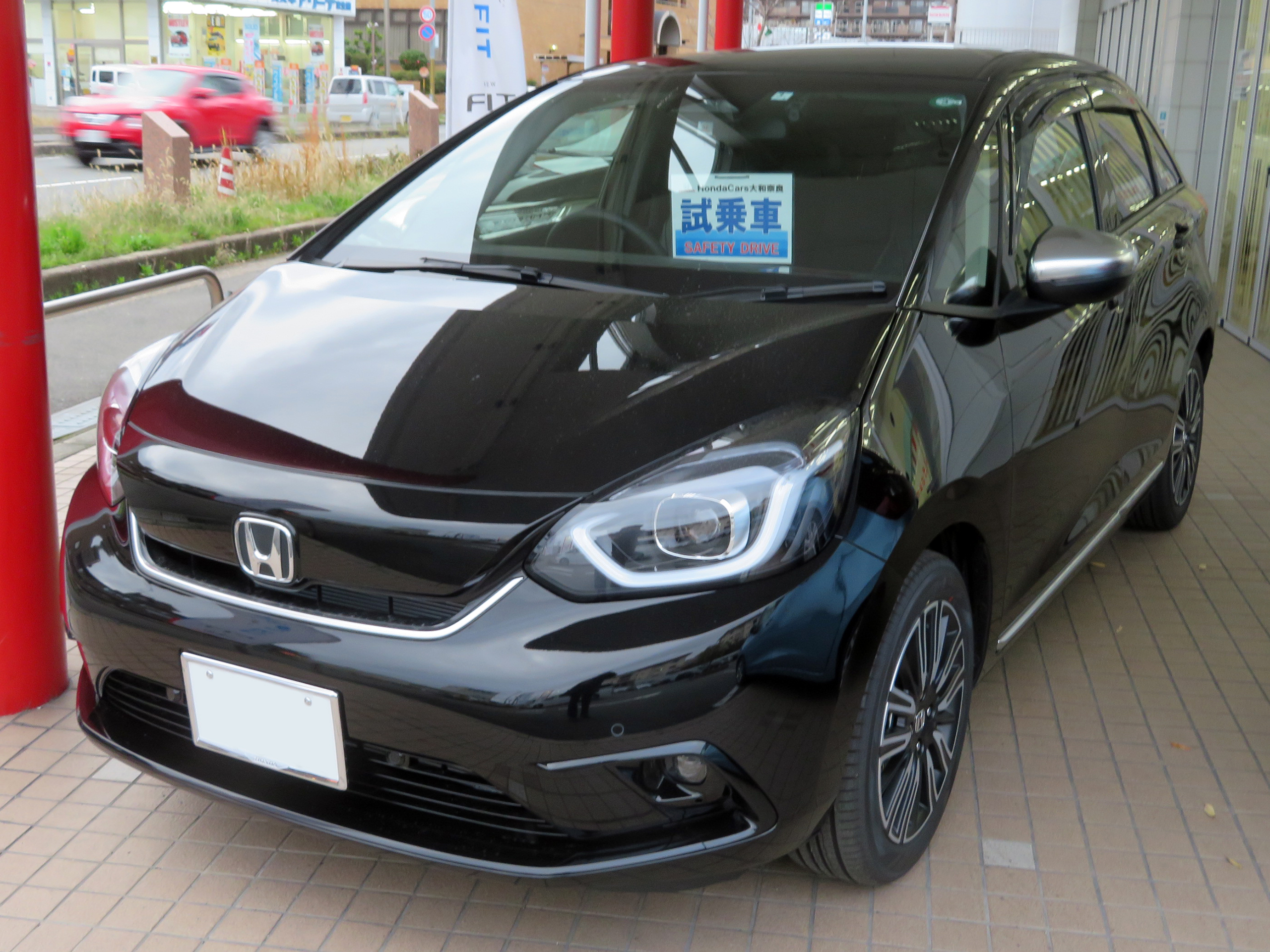
LUXE（日本2020年2月）
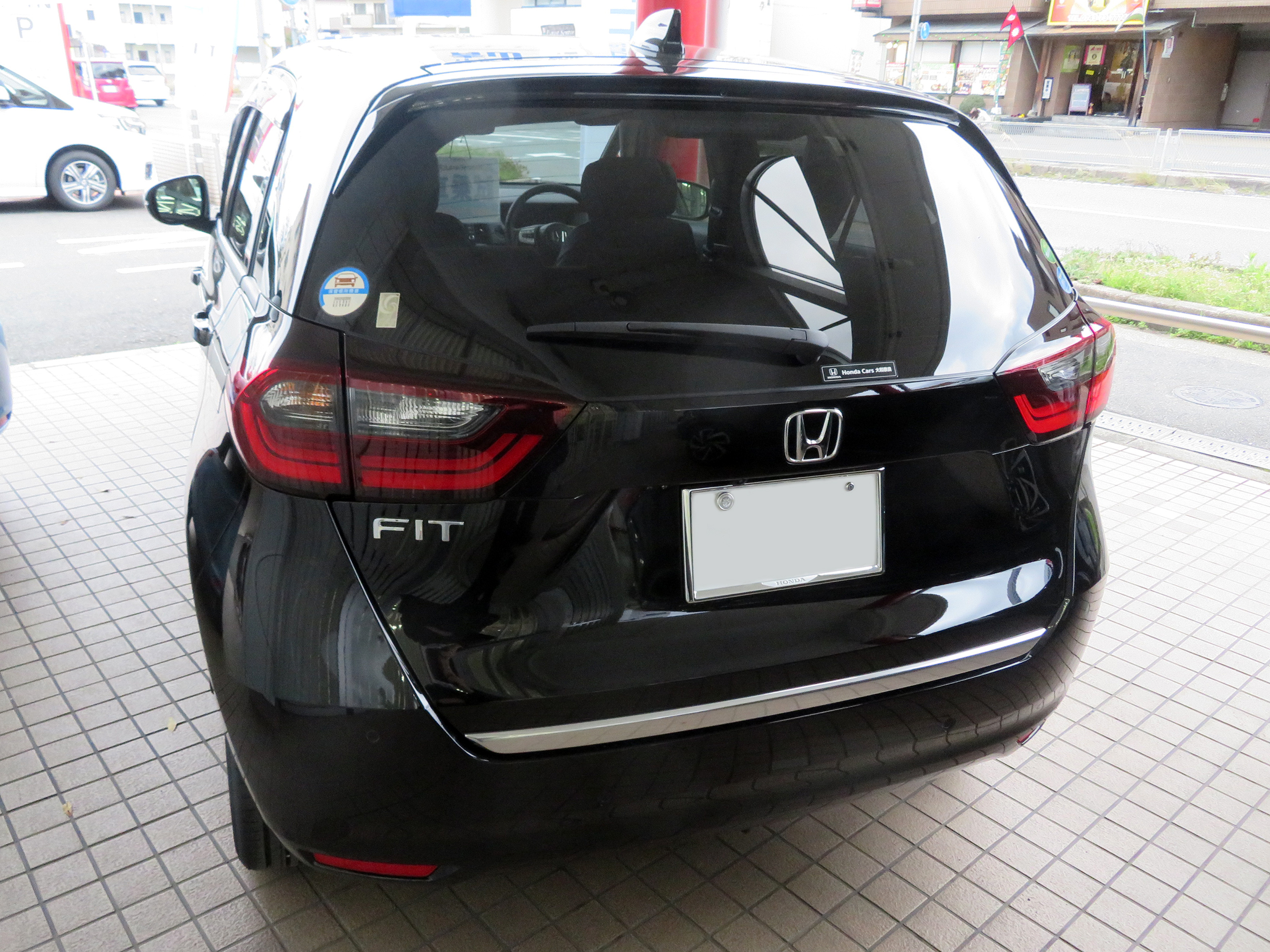
LUXE（日本2020年2月）後側
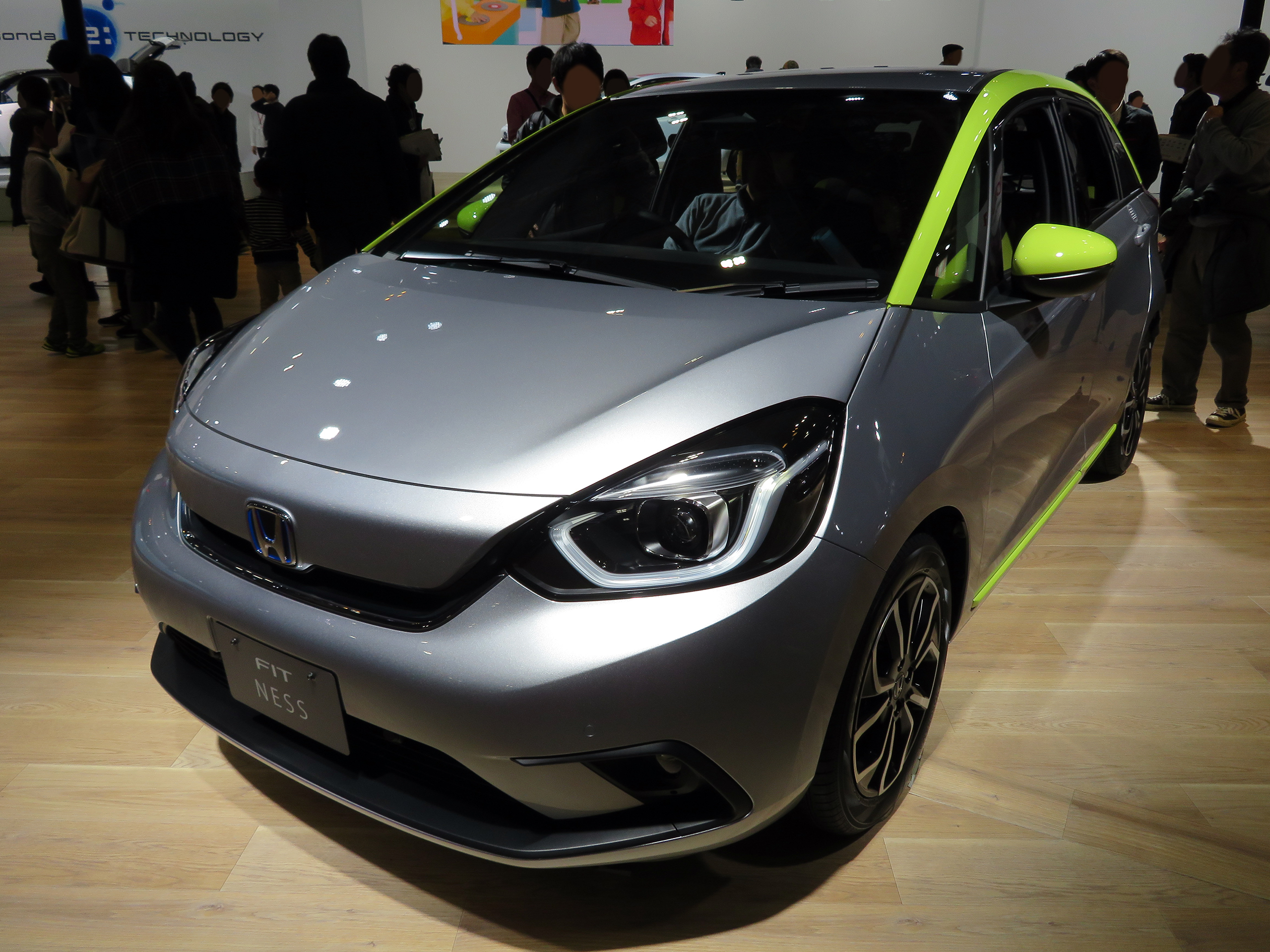
e:HEV NESS（日本2020年2月）
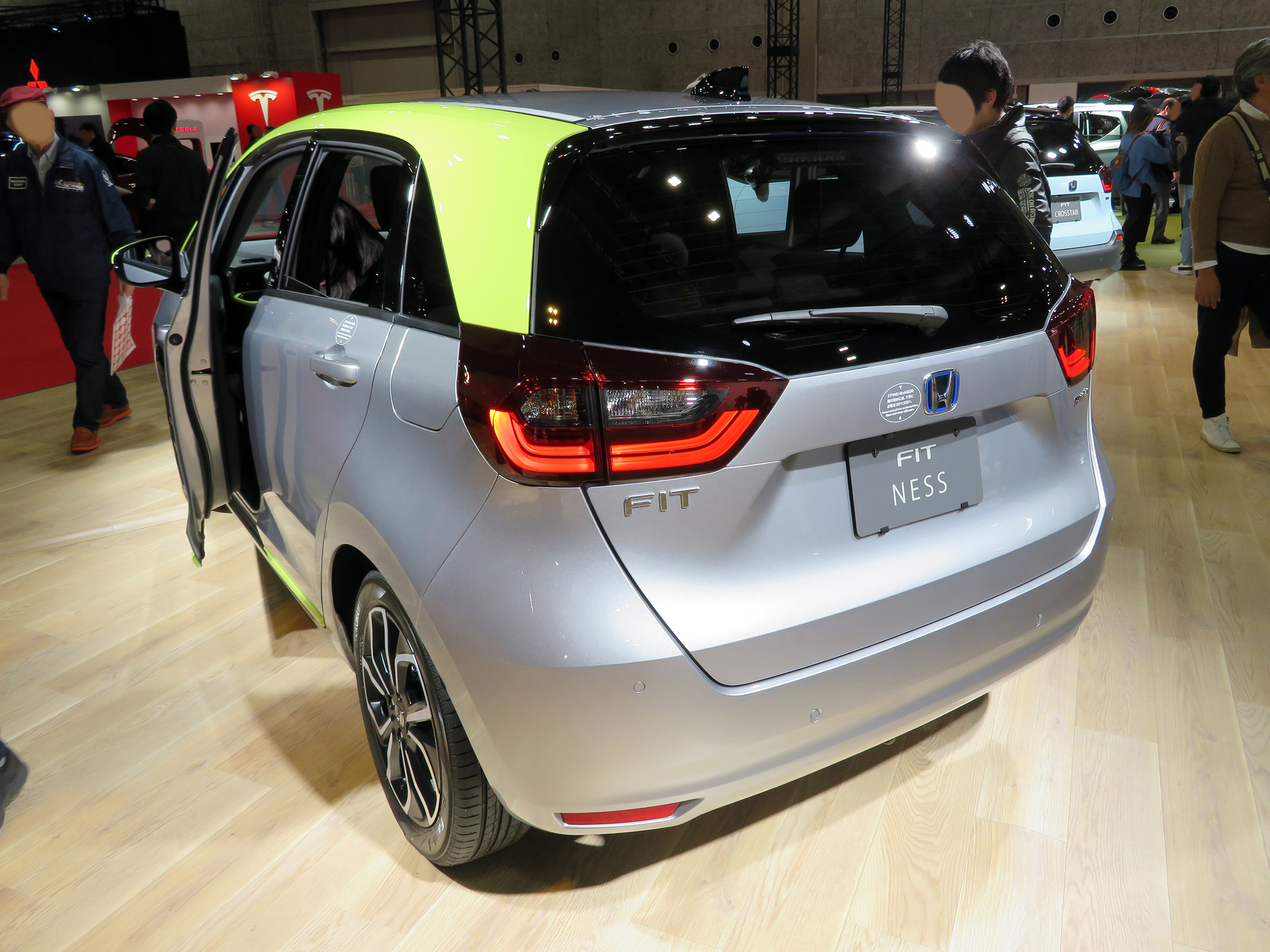
e:HEV NESS（日本2020年2月）後側
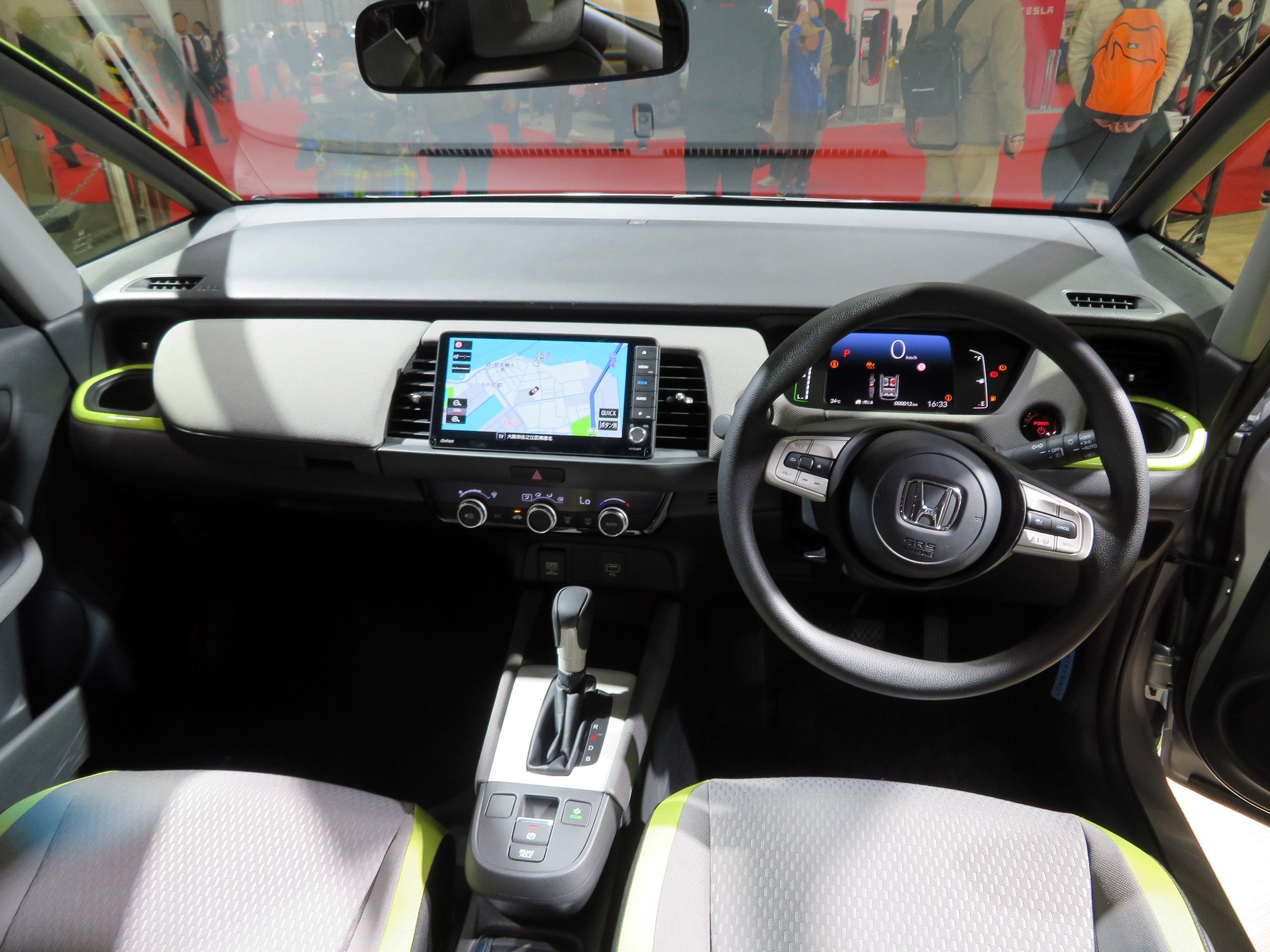
e:HEV NESS（日本2020年2月）室内
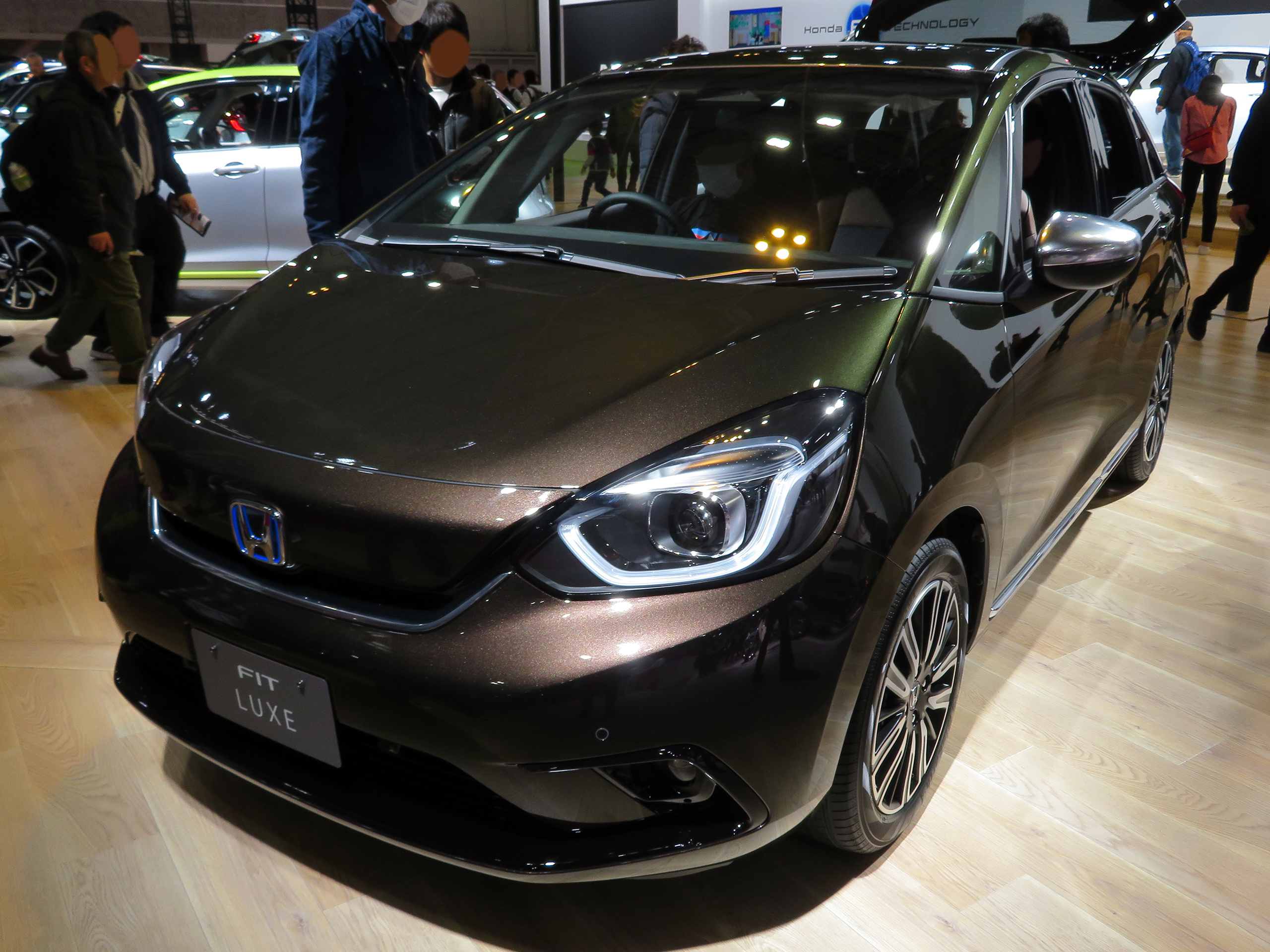
e:HEV LUXE
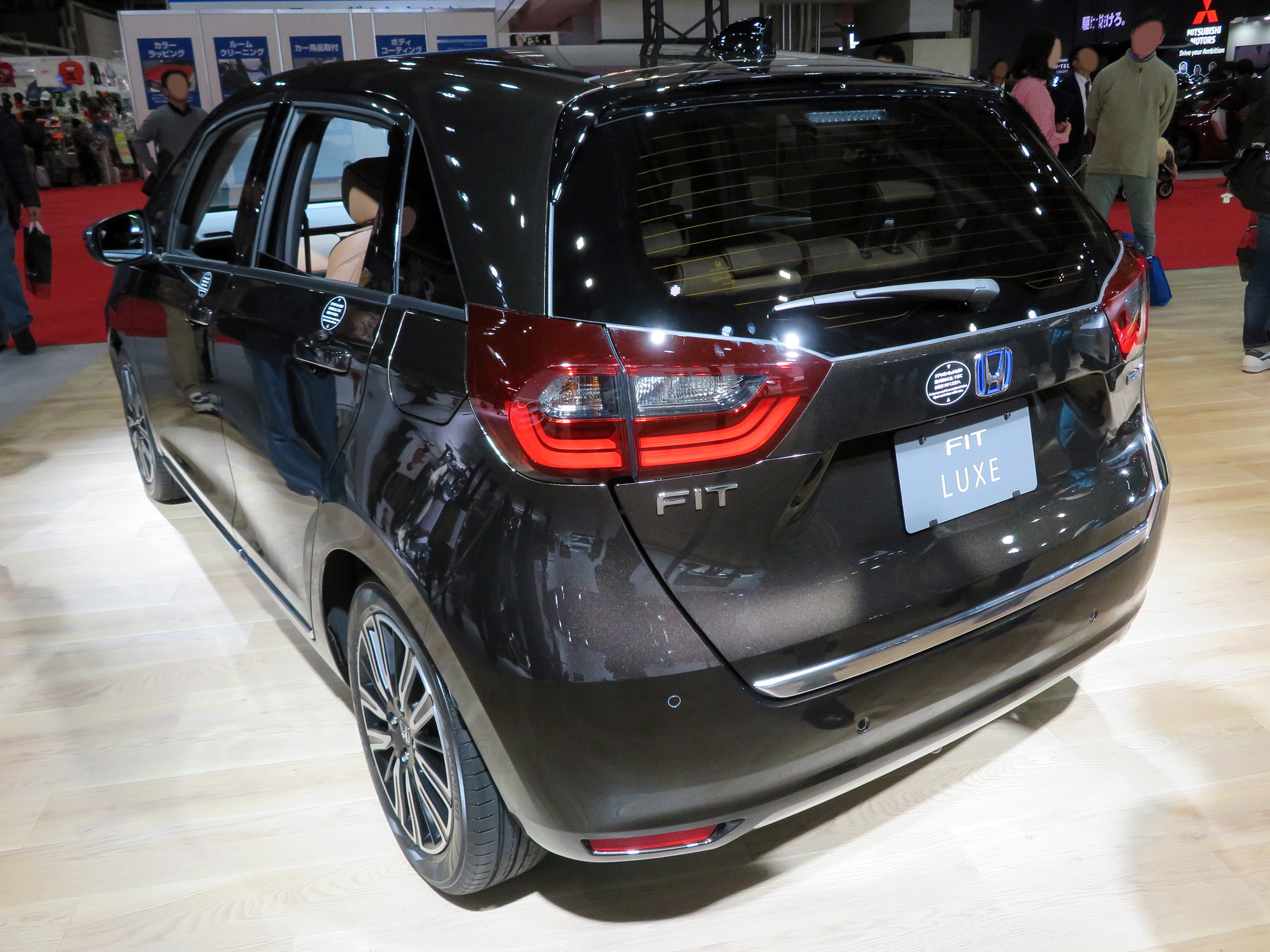
e:HEV LUXE（日本2020年2月）後側
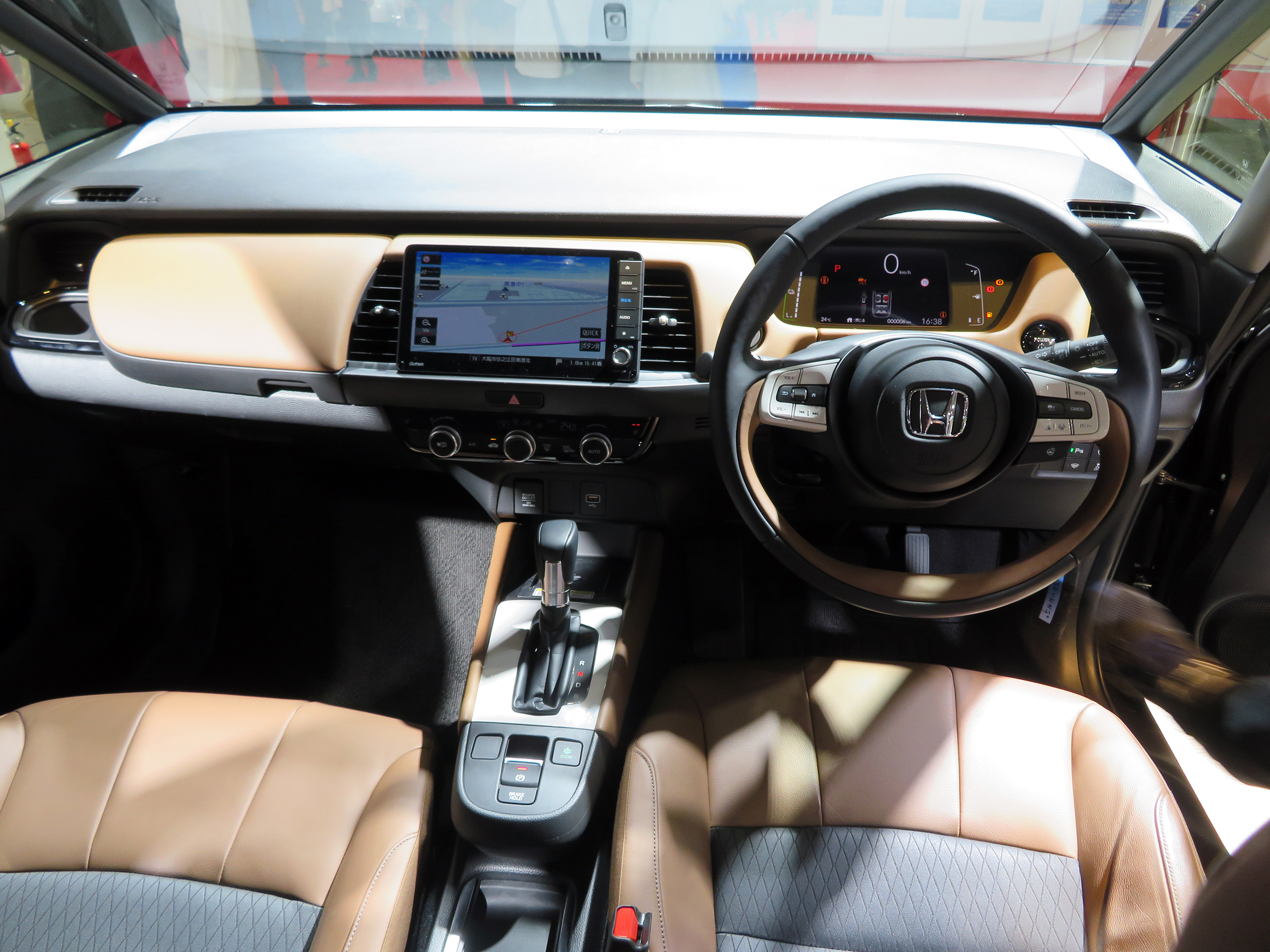
e:HEV LUXE（日本2020年2月）室内
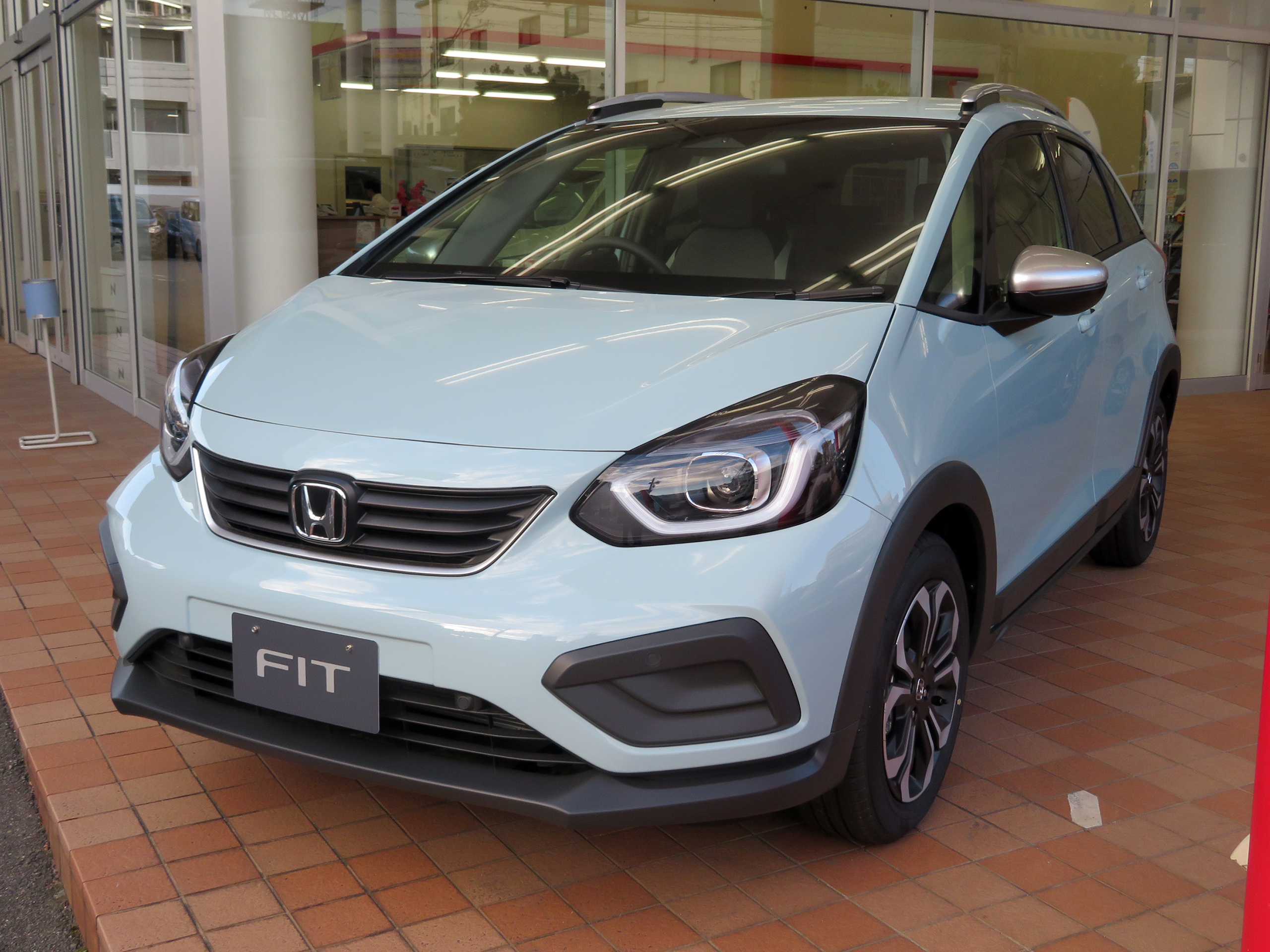
CROSSTAR（日本2020年2月）
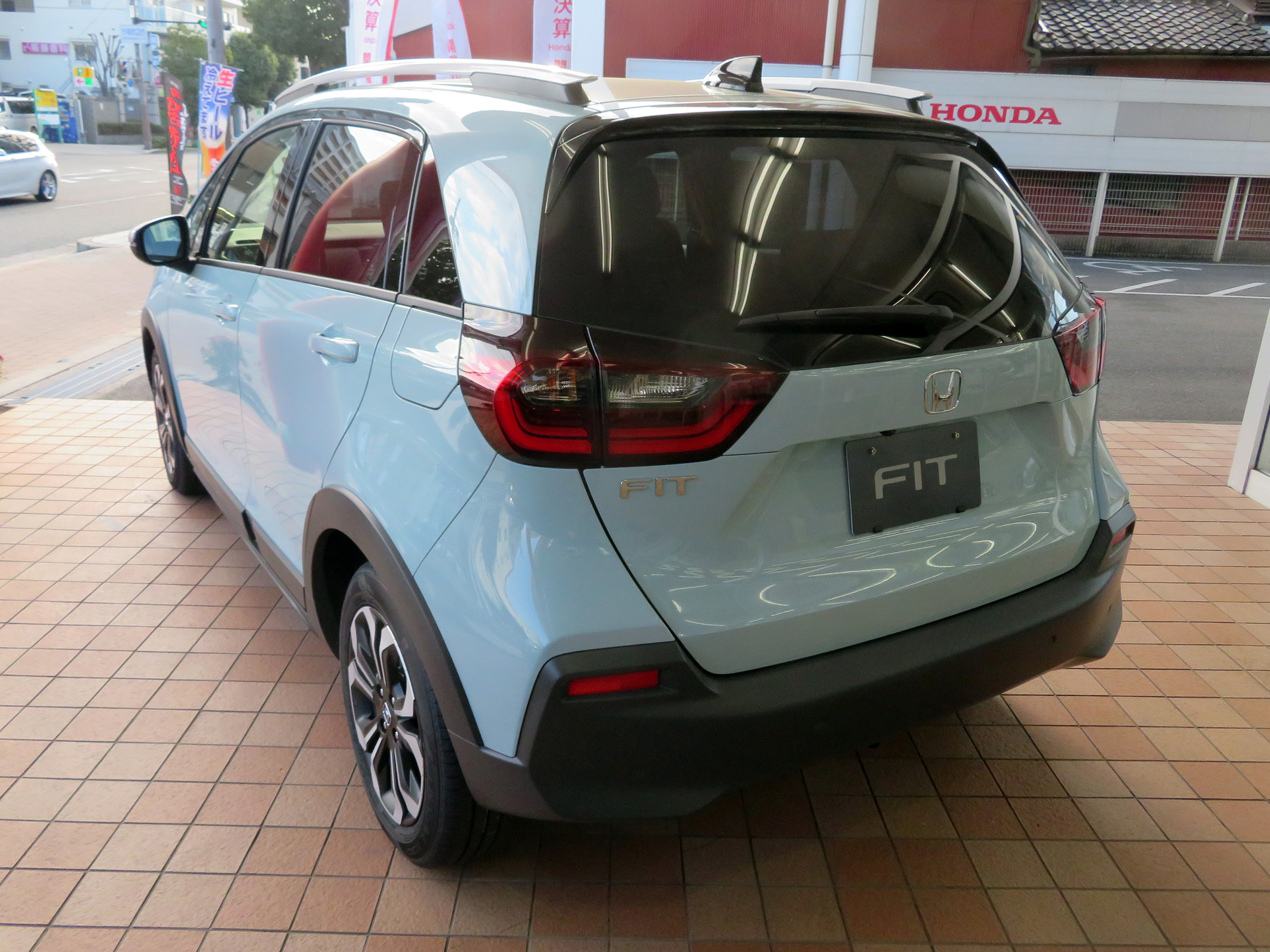
CROSSTAR（日本2020年2月）後側
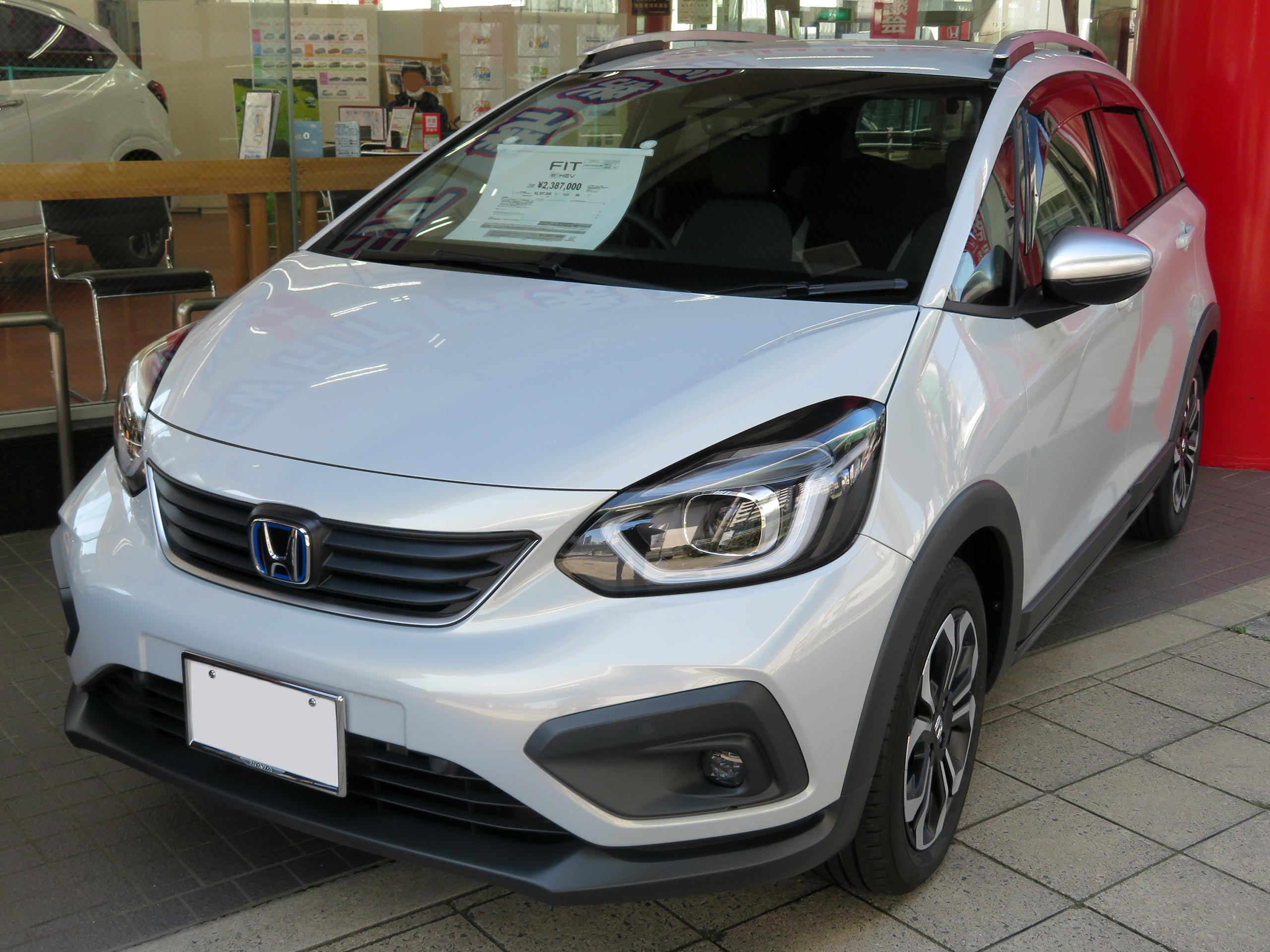
e:HEV CROSSTAR
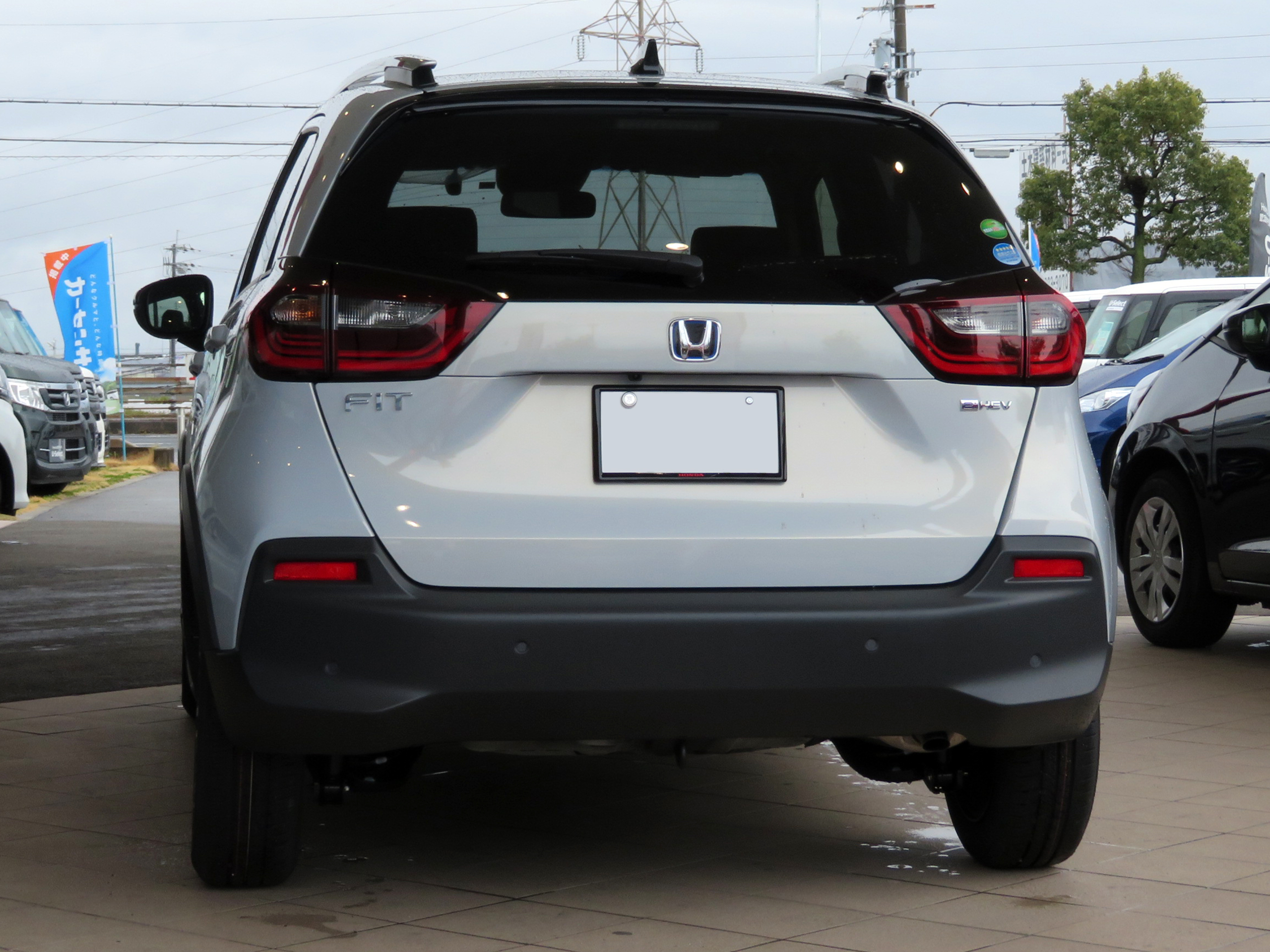
e:HEV CROSSTAR（日本2020年2月）後側
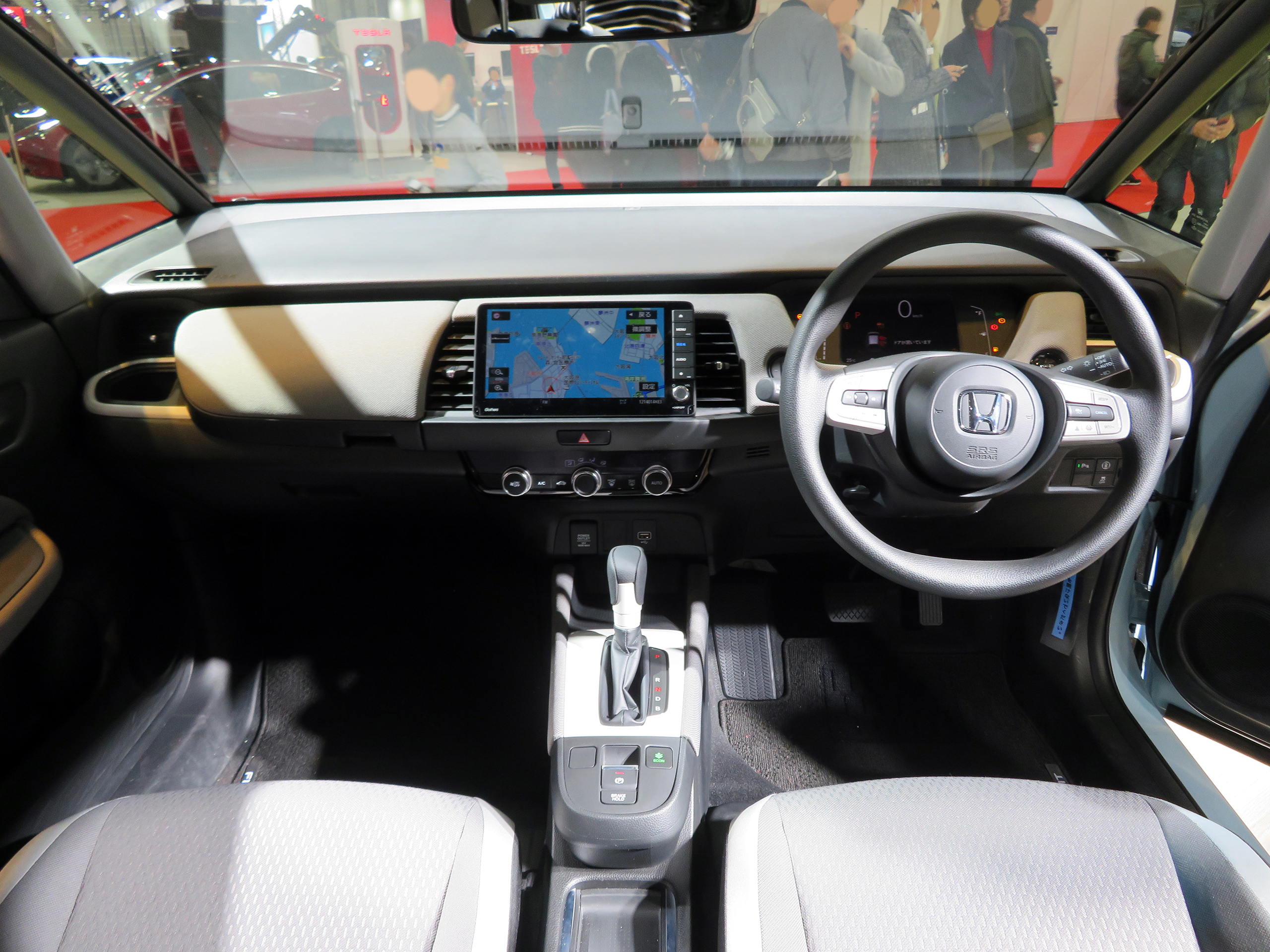
e:HEV CROSSTAR（日本2020年2月）室内

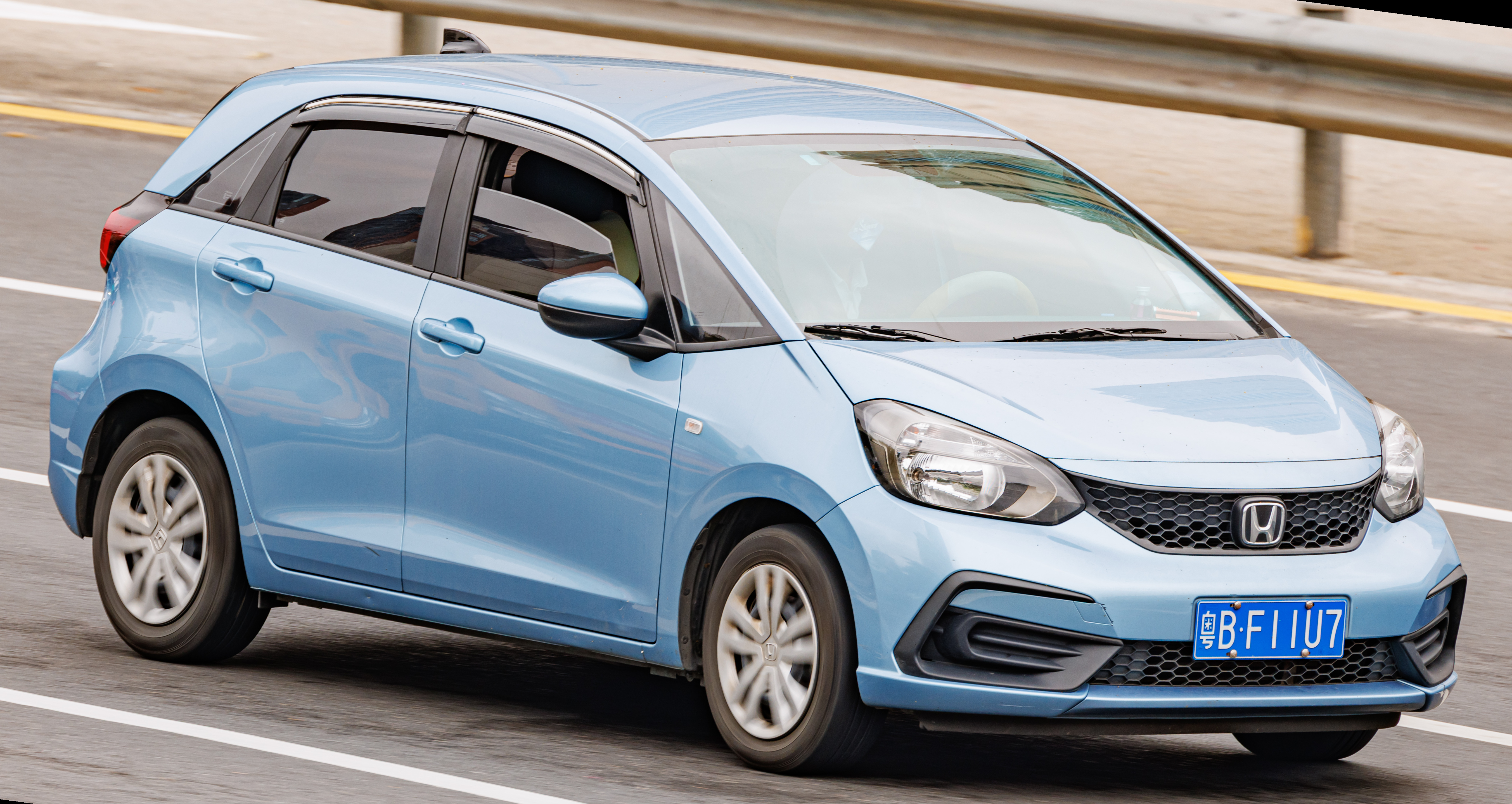
東風本田Life（中國大陸）
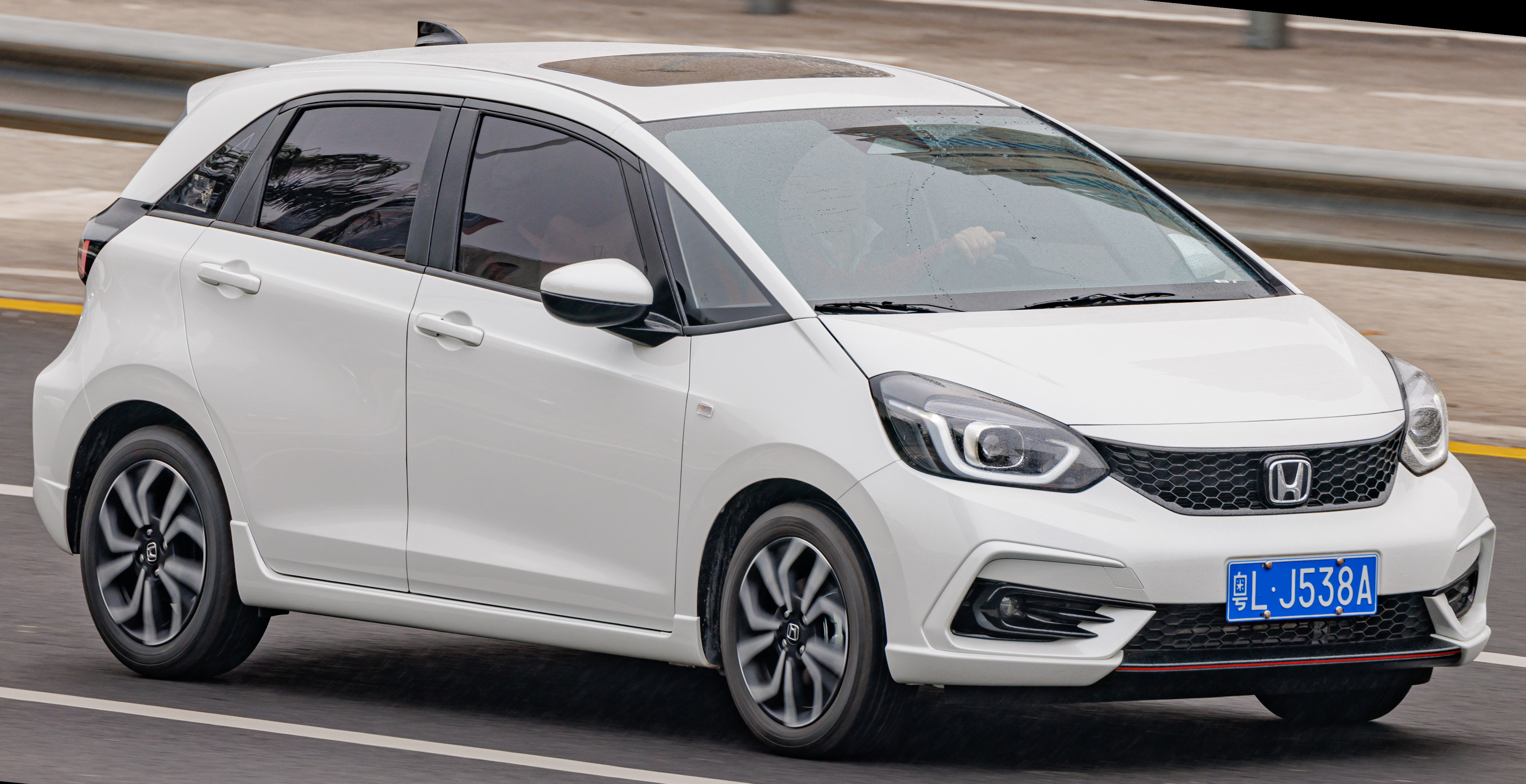
東風本田Life Sport（中國大陸）

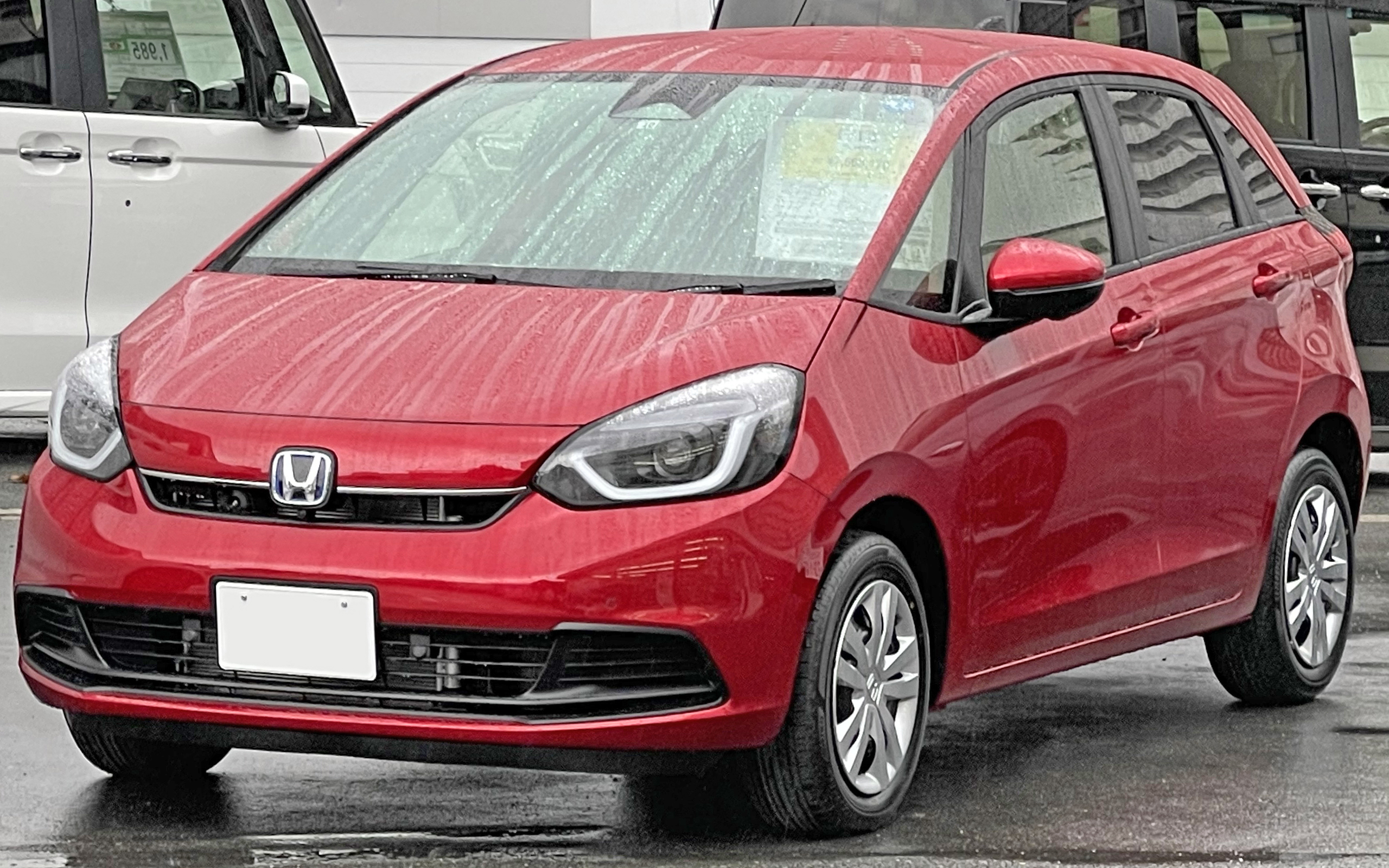
Fit e:HEV Home（日本2022年10月改款後）
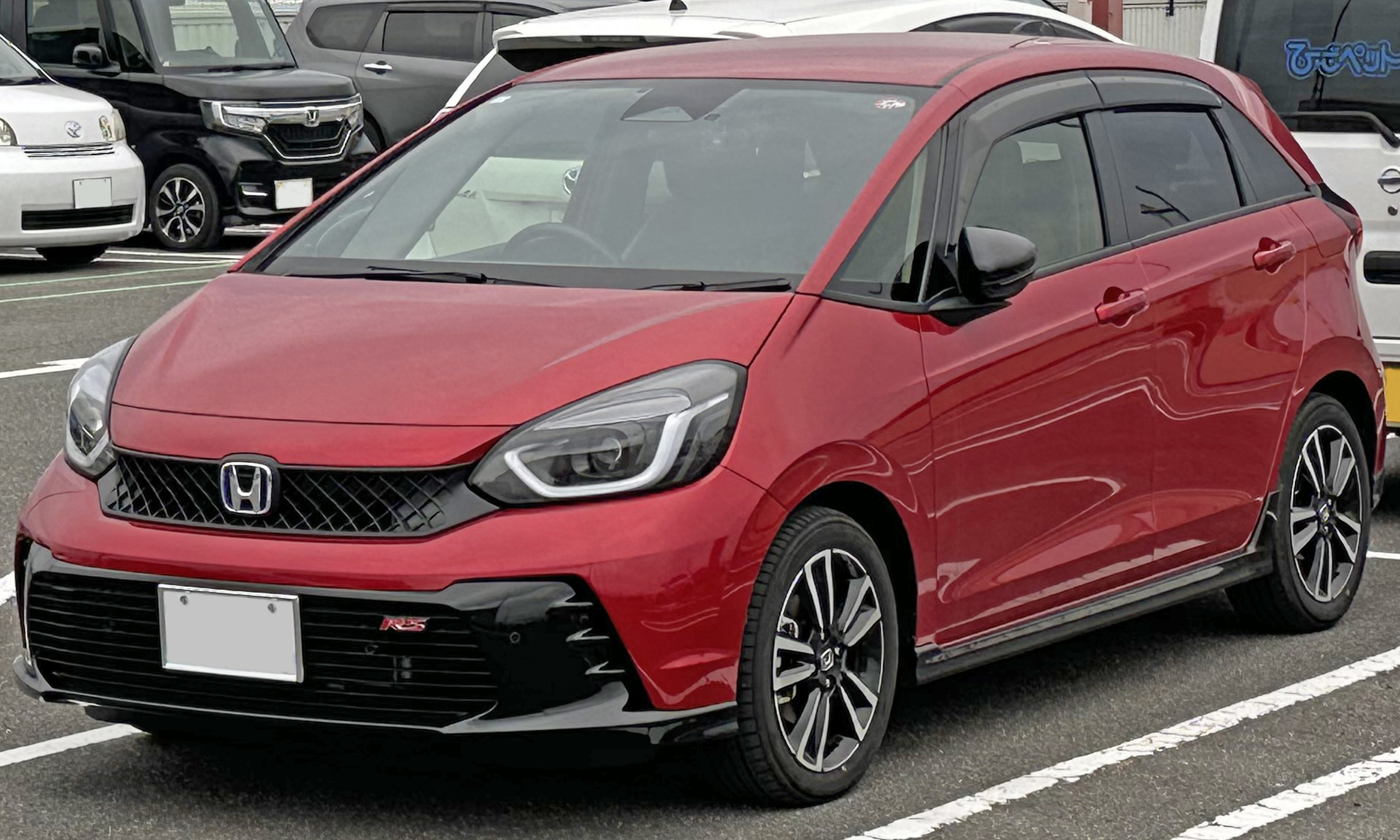
Fit e:HEV RS（日本2022年10月改款後）
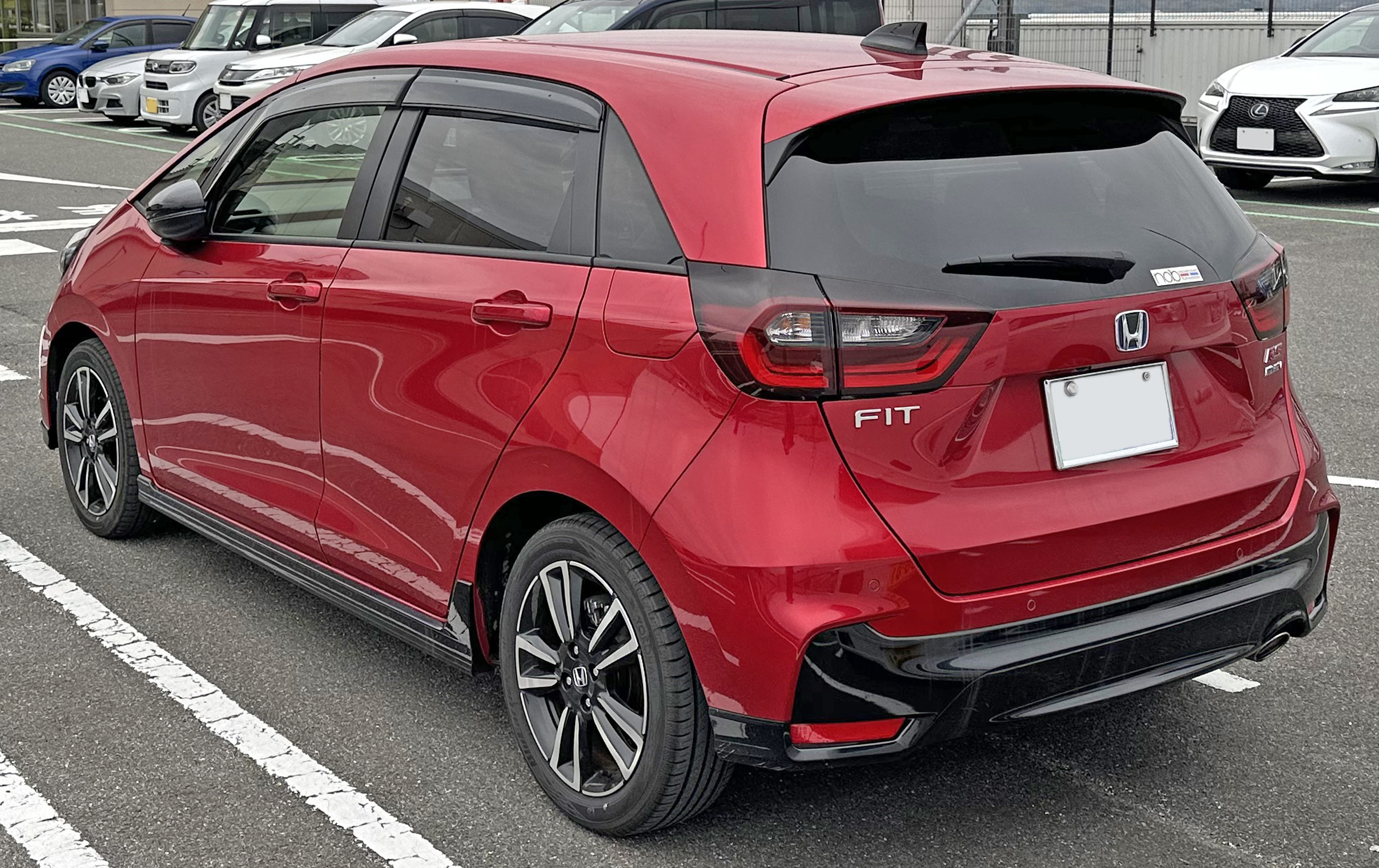
Fit e:HEV RS（日本2022年10月改款後）後側

## 軼聞
最初本田想為這款車命名為「Fitta」，而且這名字已經出現在之前的單張、給各代理商的小冊子以及商標註冊中，但最終開售時更名為 「Fit」，原因是「Fitta」在瑞典語和挪威語中的意思為女性的陰部，本田在收到瑞典分公司的反應後決定更改名稱。而基於同樣的原因，這款車在歐洲以「Jazz」的名稱發售。

## 外部連結
- フィット｜Honda （页面存档备份，存于）
- Honda | 今まで販売したクルマ | フィット （页面存档备份，存于）
- Honda | 4輪製品アーカイブ | フィット （页面存档备份，存于）
- Honda | 4輪製品アーカイブ | フィットEV （页面存档备份，存于）
- Honda Jazz（ドイツ） （页面存档备份，存于）